# Slavenska obrana
|   | a | b | c | d | e | f | g | h |   |
| 8 | a8 black rook · b8 black knight · c8 black bishop · d8 black queen · e8 black king · f8 black bishop · g8 black knight · h8 black rook · a7 black pawn · b7 black pawn · e7 black pawn · f7 black pawn · g7 black pawn · h7 black pawn · c6 black pawn · d5 black pawn · c4 white pawn · d4 white pawn · a2 white pawn · b2 white pawn · e2 white pawn · f2 white pawn · g2 white pawn · h2 white pawn · a1 white rook · b1 white knight · c1 white bishop · d1 white queen · e1 white king · f1 white bishop · g1 white knight · h1 white rook | a8 black rook · b8 black knight · c8 black bishop · d8 black queen · e8 black king · f8 black bishop · g8 black knight · h8 black rook · a7 black pawn · b7 black pawn · e7 black pawn · f7 black pawn · g7 black pawn · h7 black pawn · c6 black pawn · d5 black pawn · c4 white pawn · d4 white pawn · a2 white pawn · b2 white pawn · e2 white pawn · f2 white pawn · g2 white pawn · h2 white pawn · a1 white rook · b1 white knight · c1 white bishop · d1 white queen · e1 white king · f1 white bishop · g1 white knight · h1 white rook | a8 black rook · b8 black knight · c8 black bishop · d8 black queen · e8 black king · f8 black bishop · g8 black knight · h8 black rook · a7 black pawn · b7 black pawn · e7 black pawn · f7 black pawn · g7 black pawn · h7 black pawn · c6 black pawn · d5 black pawn · c4 white pawn · d4 white pawn · a2 white pawn · b2 white pawn · e2 white pawn · f2 white pawn · g2 white pawn · h2 white pawn · a1 white rook · b1 white knight · c1 white bishop · d1 white queen · e1 white king · f1 white bishop · g1 white knight · h1 white rook | a8 black rook · b8 black knight · c8 black bishop · d8 black queen · e8 black king · f8 black bishop · g8 black knight · h8 black rook · a7 black pawn · b7 black pawn · e7 black pawn · f7 black pawn · g7 black pawn · h7 black pawn · c6 black pawn · d5 black pawn · c4 white pawn · d4 white pawn · a2 white pawn · b2 white pawn · e2 white pawn · f2 white pawn · g2 white pawn · h2 white pawn · a1 white rook · b1 white knight · c1 white bishop · d1 white queen · e1 white king · f1 white bishop · g1 white knight · h1 white rook | a8 black rook · b8 black knight · c8 black bishop · d8 black queen · e8 black king · f8 black bishop · g8 black knight · h8 black rook · a7 black pawn · b7 black pawn · e7 black pawn · f7 black pawn · g7 black pawn · h7 black pawn · c6 black pawn · d5 black pawn · c4 white pawn · d4 white pawn · a2 white pawn · b2 white pawn · e2 white pawn · f2 white pawn · g2 white pawn · h2 white pawn · a1 white rook · b1 white knight · c1 white bishop · d1 white queen · e1 white king · f1 white bishop · g1 white knight · h1 white rook | a8 black rook · b8 black knight · c8 black bishop · d8 black queen · e8 black king · f8 black bishop · g8 black knight · h8 black rook · a7 black pawn · b7 black pawn · e7 black pawn · f7 black pawn · g7 black pawn · h7 black pawn · c6 black pawn · d5 black pawn · c4 white pawn · d4 white pawn · a2 white pawn · b2 white pawn · e2 white pawn · f2 white pawn · g2 white pawn · h2 white pawn · a1 white rook · b1 white knight · c1 white bishop · d1 white queen · e1 white king · f1 white bishop · g1 white knight · h1 white rook | a8 black rook · b8 black knight · c8 black bishop · d8 black queen · e8 black king · f8 black bishop · g8 black knight · h8 black rook · a7 black pawn · b7 black pawn · e7 black pawn · f7 black pawn · g7 black pawn · h7 black pawn · c6 black pawn · d5 black pawn · c4 white pawn · d4 white pawn · a2 white pawn · b2 white pawn · e2 white pawn · f2 white pawn · g2 white pawn · h2 white pawn · a1 white rook · b1 white knight · c1 white bishop · d1 white queen · e1 white king · f1 white bishop · g1 white knight · h1 white rook | a8 black rook · b8 black knight · c8 black bishop · d8 black queen · e8 black king · f8 black bishop · g8 black knight · h8 black rook · a7 black pawn · b7 black pawn · e7 black pawn · f7 black pawn · g7 black pawn · h7 black pawn · c6 black pawn · d5 black pawn · c4 white pawn · d4 white pawn · a2 white pawn · b2 white pawn · e2 white pawn · f2 white pawn · g2 white pawn · h2 white pawn · a1 white rook · b1 white knight · c1 white bishop · d1 white queen · e1 white king · f1 white bishop · g1 white knight · h1 white rook | 8 |
| 7 | a8 black rook · b8 black knight · c8 black bishop · d8 black queen · e8 black king · f8 black bishop · g8 black knight · h8 black rook · a7 black pawn · b7 black pawn · e7 black pawn · f7 black pawn · g7 black pawn · h7 black pawn · c6 black pawn · d5 black pawn · c4 white pawn · d4 white pawn · a2 white pawn · b2 white pawn · e2 white pawn · f2 white pawn · g2 white pawn · h2 white pawn · a1 white rook · b1 white knight · c1 white bishop · d1 white queen · e1 white king · f1 white bishop · g1 white knight · h1 white rook | a8 black rook · b8 black knight · c8 black bishop · d8 black queen · e8 black king · f8 black bishop · g8 black knight · h8 black rook · a7 black pawn · b7 black pawn · e7 black pawn · f7 black pawn · g7 black pawn · h7 black pawn · c6 black pawn · d5 black pawn · c4 white pawn · d4 white pawn · a2 white pawn · b2 white pawn · e2 white pawn · f2 white pawn · g2 white pawn · h2 white pawn · a1 white rook · b1 white knight · c1 white bishop · d1 white queen · e1 white king · f1 white bishop · g1 white knight · h1 white rook | a8 black rook · b8 black knight · c8 black bishop · d8 black queen · e8 black king · f8 black bishop · g8 black knight · h8 black rook · a7 black pawn · b7 black pawn · e7 black pawn · f7 black pawn · g7 black pawn · h7 black pawn · c6 black pawn · d5 black pawn · c4 white pawn · d4 white pawn · a2 white pawn · b2 white pawn · e2 white pawn · f2 white pawn · g2 white pawn · h2 white pawn · a1 white rook · b1 white knight · c1 white bishop · d1 white queen · e1 white king · f1 white bishop · g1 white knight · h1 white rook | a8 black rook · b8 black knight · c8 black bishop · d8 black queen · e8 black king · f8 black bishop · g8 black knight · h8 black rook · a7 black pawn · b7 black pawn · e7 black pawn · f7 black pawn · g7 black pawn · h7 black pawn · c6 black pawn · d5 black pawn · c4 white pawn · d4 white pawn · a2 white pawn · b2 white pawn · e2 white pawn · f2 white pawn · g2 white pawn · h2 white pawn · a1 white rook · b1 white knight · c1 white bishop · d1 white queen · e1 white king · f1 white bishop · g1 white knight · h1 white rook | a8 black rook · b8 black knight · c8 black bishop · d8 black queen · e8 black king · f8 black bishop · g8 black knight · h8 black rook · a7 black pawn · b7 black pawn · e7 black pawn · f7 black pawn · g7 black pawn · h7 black pawn · c6 black pawn · d5 black pawn · c4 white pawn · d4 white pawn · a2 white pawn · b2 white pawn · e2 white pawn · f2 white pawn · g2 white pawn · h2 white pawn · a1 white rook · b1 white knight · c1 white bishop · d1 white queen · e1 white king · f1 white bishop · g1 white knight · h1 white rook | a8 black rook · b8 black knight · c8 black bishop · d8 black queen · e8 black king · f8 black bishop · g8 black knight · h8 black rook · a7 black pawn · b7 black pawn · e7 black pawn · f7 black pawn · g7 black pawn · h7 black pawn · c6 black pawn · d5 black pawn · c4 white pawn · d4 white pawn · a2 white pawn · b2 white pawn · e2 white pawn · f2 white pawn · g2 white pawn · h2 white pawn · a1 white rook · b1 white knight · c1 white bishop · d1 white queen · e1 white king · f1 white bishop · g1 white knight · h1 white rook | a8 black rook · b8 black knight · c8 black bishop · d8 black queen · e8 black king · f8 black bishop · g8 black knight · h8 black rook · a7 black pawn · b7 black pawn · e7 black pawn · f7 black pawn · g7 black pawn · h7 black pawn · c6 black pawn · d5 black pawn · c4 white pawn · d4 white pawn · a2 white pawn · b2 white pawn · e2 white pawn · f2 white pawn · g2 white pawn · h2 white pawn · a1 white rook · b1 white knight · c1 white bishop · d1 white queen · e1 white king · f1 white bishop · g1 white knight · h1 white rook | a8 black rook · b8 black knight · c8 black bishop · d8 black queen · e8 black king · f8 black bishop · g8 black knight · h8 black rook · a7 black pawn · b7 black pawn · e7 black pawn · f7 black pawn · g7 black pawn · h7 black pawn · c6 black pawn · d5 black pawn · c4 white pawn · d4 white pawn · a2 white pawn · b2 white pawn · e2 white pawn · f2 white pawn · g2 white pawn · h2 white pawn · a1 white rook · b1 white knight · c1 white bishop · d1 white queen · e1 white king · f1 white bishop · g1 white knight · h1 white rook | 7 |
| 6 | a8 black rook · b8 black knight · c8 black bishop · d8 black queen · e8 black king · f8 black bishop · g8 black knight · h8 black rook · a7 black pawn · b7 black pawn · e7 black pawn · f7 black pawn · g7 black pawn · h7 black pawn · c6 black pawn · d5 black pawn · c4 white pawn · d4 white pawn · a2 white pawn · b2 white pawn · e2 white pawn · f2 white pawn · g2 white pawn · h2 white pawn · a1 white rook · b1 white knight · c1 white bishop · d1 white queen · e1 white king · f1 white bishop · g1 white knight · h1 white rook | a8 black rook · b8 black knight · c8 black bishop · d8 black queen · e8 black king · f8 black bishop · g8 black knight · h8 black rook · a7 black pawn · b7 black pawn · e7 black pawn · f7 black pawn · g7 black pawn · h7 black pawn · c6 black pawn · d5 black pawn · c4 white pawn · d4 white pawn · a2 white pawn · b2 white pawn · e2 white pawn · f2 white pawn · g2 white pawn · h2 white pawn · a1 white rook · b1 white knight · c1 white bishop · d1 white queen · e1 white king · f1 white bishop · g1 white knight · h1 white rook | a8 black rook · b8 black knight · c8 black bishop · d8 black queen · e8 black king · f8 black bishop · g8 black knight · h8 black rook · a7 black pawn · b7 black pawn · e7 black pawn · f7 black pawn · g7 black pawn · h7 black pawn · c6 black pawn · d5 black pawn · c4 white pawn · d4 white pawn · a2 white pawn · b2 white pawn · e2 white pawn · f2 white pawn · g2 white pawn · h2 white pawn · a1 white rook · b1 white knight · c1 white bishop · d1 white queen · e1 white king · f1 white bishop · g1 white knight · h1 white rook | a8 black rook · b8 black knight · c8 black bishop · d8 black queen · e8 black king · f8 black bishop · g8 black knight · h8 black rook · a7 black pawn · b7 black pawn · e7 black pawn · f7 black pawn · g7 black pawn · h7 black pawn · c6 black pawn · d5 black pawn · c4 white pawn · d4 white pawn · a2 white pawn · b2 white pawn · e2 white pawn · f2 white pawn · g2 white pawn · h2 white pawn · a1 white rook · b1 white knight · c1 white bishop · d1 white queen · e1 white king · f1 white bishop · g1 white knight · h1 white rook | a8 black rook · b8 black knight · c8 black bishop · d8 black queen · e8 black king · f8 black bishop · g8 black knight · h8 black rook · a7 black pawn · b7 black pawn · e7 black pawn · f7 black pawn · g7 black pawn · h7 black pawn · c6 black pawn · d5 black pawn · c4 white pawn · d4 white pawn · a2 white pawn · b2 white pawn · e2 white pawn · f2 white pawn · g2 white pawn · h2 white pawn · a1 white rook · b1 white knight · c1 white bishop · d1 white queen · e1 white king · f1 white bishop · g1 white knight · h1 white rook | a8 black rook · b8 black knight · c8 black bishop · d8 black queen · e8 black king · f8 black bishop · g8 black knight · h8 black rook · a7 black pawn · b7 black pawn · e7 black pawn · f7 black pawn · g7 black pawn · h7 black pawn · c6 black pawn · d5 black pawn · c4 white pawn · d4 white pawn · a2 white pawn · b2 white pawn · e2 white pawn · f2 white pawn · g2 white pawn · h2 white pawn · a1 white rook · b1 white knight · c1 white bishop · d1 white queen · e1 white king · f1 white bishop · g1 white knight · h1 white rook | a8 black rook · b8 black knight · c8 black bishop · d8 black queen · e8 black king · f8 black bishop · g8 black knight · h8 black rook · a7 black pawn · b7 black pawn · e7 black pawn · f7 black pawn · g7 black pawn · h7 black pawn · c6 black pawn · d5 black pawn · c4 white pawn · d4 white pawn · a2 white pawn · b2 white pawn · e2 white pawn · f2 white pawn · g2 white pawn · h2 white pawn · a1 white rook · b1 white knight · c1 white bishop · d1 white queen · e1 white king · f1 white bishop · g1 white knight · h1 white rook | a8 black rook · b8 black knight · c8 black bishop · d8 black queen · e8 black king · f8 black bishop · g8 black knight · h8 black rook · a7 black pawn · b7 black pawn · e7 black pawn · f7 black pawn · g7 black pawn · h7 black pawn · c6 black pawn · d5 black pawn · c4 white pawn · d4 white pawn · a2 white pawn · b2 white pawn · e2 white pawn · f2 white pawn · g2 white pawn · h2 white pawn · a1 white rook · b1 white knight · c1 white bishop · d1 white queen · e1 white king · f1 white bishop · g1 white knight · h1 white rook | 6 |
| 5 | a8 black rook · b8 black knight · c8 black bishop · d8 black queen · e8 black king · f8 black bishop · g8 black knight · h8 black rook · a7 black pawn · b7 black pawn · e7 black pawn · f7 black pawn · g7 black pawn · h7 black pawn · c6 black pawn · d5 black pawn · c4 white pawn · d4 white pawn · a2 white pawn · b2 white pawn · e2 white pawn · f2 white pawn · g2 white pawn · h2 white pawn · a1 white rook · b1 white knight · c1 white bishop · d1 white queen · e1 white king · f1 white bishop · g1 white knight · h1 white rook | a8 black rook · b8 black knight · c8 black bishop · d8 black queen · e8 black king · f8 black bishop · g8 black knight · h8 black rook · a7 black pawn · b7 black pawn · e7 black pawn · f7 black pawn · g7 black pawn · h7 black pawn · c6 black pawn · d5 black pawn · c4 white pawn · d4 white pawn · a2 white pawn · b2 white pawn · e2 white pawn · f2 white pawn · g2 white pawn · h2 white pawn · a1 white rook · b1 white knight · c1 white bishop · d1 white queen · e1 white king · f1 white bishop · g1 white knight · h1 white rook | a8 black rook · b8 black knight · c8 black bishop · d8 black queen · e8 black king · f8 black bishop · g8 black knight · h8 black rook · a7 black pawn · b7 black pawn · e7 black pawn · f7 black pawn · g7 black pawn · h7 black pawn · c6 black pawn · d5 black pawn · c4 white pawn · d4 white pawn · a2 white pawn · b2 white pawn · e2 white pawn · f2 white pawn · g2 white pawn · h2 white pawn · a1 white rook · b1 white knight · c1 white bishop · d1 white queen · e1 white king · f1 white bishop · g1 white knight · h1 white rook | a8 black rook · b8 black knight · c8 black bishop · d8 black queen · e8 black king · f8 black bishop · g8 black knight · h8 black rook · a7 black pawn · b7 black pawn · e7 black pawn · f7 black pawn · g7 black pawn · h7 black pawn · c6 black pawn · d5 black pawn · c4 white pawn · d4 white pawn · a2 white pawn · b2 white pawn · e2 white pawn · f2 white pawn · g2 white pawn · h2 white pawn · a1 white rook · b1 white knight · c1 white bishop · d1 white queen · e1 white king · f1 white bishop · g1 white knight · h1 white rook | a8 black rook · b8 black knight · c8 black bishop · d8 black queen · e8 black king · f8 black bishop · g8 black knight · h8 black rook · a7 black pawn · b7 black pawn · e7 black pawn · f7 black pawn · g7 black pawn · h7 black pawn · c6 black pawn · d5 black pawn · c4 white pawn · d4 white pawn · a2 white pawn · b2 white pawn · e2 white pawn · f2 white pawn · g2 white pawn · h2 white pawn · a1 white rook · b1 white knight · c1 white bishop · d1 white queen · e1 white king · f1 white bishop · g1 white knight · h1 white rook | a8 black rook · b8 black knight · c8 black bishop · d8 black queen · e8 black king · f8 black bishop · g8 black knight · h8 black rook · a7 black pawn · b7 black pawn · e7 black pawn · f7 black pawn · g7 black pawn · h7 black pawn · c6 black pawn · d5 black pawn · c4 white pawn · d4 white pawn · a2 white pawn · b2 white pawn · e2 white pawn · f2 white pawn · g2 white pawn · h2 white pawn · a1 white rook · b1 white knight · c1 white bishop · d1 white queen · e1 white king · f1 white bishop · g1 white knight · h1 white rook | a8 black rook · b8 black knight · c8 black bishop · d8 black queen · e8 black king · f8 black bishop · g8 black knight · h8 black rook · a7 black pawn · b7 black pawn · e7 black pawn · f7 black pawn · g7 black pawn · h7 black pawn · c6 black pawn · d5 black pawn · c4 white pawn · d4 white pawn · a2 white pawn · b2 white pawn · e2 white pawn · f2 white pawn · g2 white pawn · h2 white pawn · a1 white rook · b1 white knight · c1 white bishop · d1 white queen · e1 white king · f1 white bishop · g1 white knight · h1 white rook | a8 black rook · b8 black knight · c8 black bishop · d8 black queen · e8 black king · f8 black bishop · g8 black knight · h8 black rook · a7 black pawn · b7 black pawn · e7 black pawn · f7 black pawn · g7 black pawn · h7 black pawn · c6 black pawn · d5 black pawn · c4 white pawn · d4 white pawn · a2 white pawn · b2 white pawn · e2 white pawn · f2 white pawn · g2 white pawn · h2 white pawn · a1 white rook · b1 white knight · c1 white bishop · d1 white queen · e1 white king · f1 white bishop · g1 white knight · h1 white rook | 5 |
| 4 | a8 black rook · b8 black knight · c8 black bishop · d8 black queen · e8 black king · f8 black bishop · g8 black knight · h8 black rook · a7 black pawn · b7 black pawn · e7 black pawn · f7 black pawn · g7 black pawn · h7 black pawn · c6 black pawn · d5 black pawn · c4 white pawn · d4 white pawn · a2 white pawn · b2 white pawn · e2 white pawn · f2 white pawn · g2 white pawn · h2 white pawn · a1 white rook · b1 white knight · c1 white bishop · d1 white queen · e1 white king · f1 white bishop · g1 white knight · h1 white rook | a8 black rook · b8 black knight · c8 black bishop · d8 black queen · e8 black king · f8 black bishop · g8 black knight · h8 black rook · a7 black pawn · b7 black pawn · e7 black pawn · f7 black pawn · g7 black pawn · h7 black pawn · c6 black pawn · d5 black pawn · c4 white pawn · d4 white pawn · a2 white pawn · b2 white pawn · e2 white pawn · f2 white pawn · g2 white pawn · h2 white pawn · a1 white rook · b1 white knight · c1 white bishop · d1 white queen · e1 white king · f1 white bishop · g1 white knight · h1 white rook | a8 black rook · b8 black knight · c8 black bishop · d8 black queen · e8 black king · f8 black bishop · g8 black knight · h8 black rook · a7 black pawn · b7 black pawn · e7 black pawn · f7 black pawn · g7 black pawn · h7 black pawn · c6 black pawn · d5 black pawn · c4 white pawn · d4 white pawn · a2 white pawn · b2 white pawn · e2 white pawn · f2 white pawn · g2 white pawn · h2 white pawn · a1 white rook · b1 white knight · c1 white bishop · d1 white queen · e1 white king · f1 white bishop · g1 white knight · h1 white rook | a8 black rook · b8 black knight · c8 black bishop · d8 black queen · e8 black king · f8 black bishop · g8 black knight · h8 black rook · a7 black pawn · b7 black pawn · e7 black pawn · f7 black pawn · g7 black pawn · h7 black pawn · c6 black pawn · d5 black pawn · c4 white pawn · d4 white pawn · a2 white pawn · b2 white pawn · e2 white pawn · f2 white pawn · g2 white pawn · h2 white pawn · a1 white rook · b1 white knight · c1 white bishop · d1 white queen · e1 white king · f1 white bishop · g1 white knight · h1 white rook | a8 black rook · b8 black knight · c8 black bishop · d8 black queen · e8 black king · f8 black bishop · g8 black knight · h8 black rook · a7 black pawn · b7 black pawn · e7 black pawn · f7 black pawn · g7 black pawn · h7 black pawn · c6 black pawn · d5 black pawn · c4 white pawn · d4 white pawn · a2 white pawn · b2 white pawn · e2 white pawn · f2 white pawn · g2 white pawn · h2 white pawn · a1 white rook · b1 white knight · c1 white bishop · d1 white queen · e1 white king · f1 white bishop · g1 white knight · h1 white rook | a8 black rook · b8 black knight · c8 black bishop · d8 black queen · e8 black king · f8 black bishop · g8 black knight · h8 black rook · a7 black pawn · b7 black pawn · e7 black pawn · f7 black pawn · g7 black pawn · h7 black pawn · c6 black pawn · d5 black pawn · c4 white pawn · d4 white pawn · a2 white pawn · b2 white pawn · e2 white pawn · f2 white pawn · g2 white pawn · h2 white pawn · a1 white rook · b1 white knight · c1 white bishop · d1 white queen · e1 white king · f1 white bishop · g1 white knight · h1 white rook | a8 black rook · b8 black knight · c8 black bishop · d8 black queen · e8 black king · f8 black bishop · g8 black knight · h8 black rook · a7 black pawn · b7 black pawn · e7 black pawn · f7 black pawn · g7 black pawn · h7 black pawn · c6 black pawn · d5 black pawn · c4 white pawn · d4 white pawn · a2 white pawn · b2 white pawn · e2 white pawn · f2 white pawn · g2 white pawn · h2 white pawn · a1 white rook · b1 white knight · c1 white bishop · d1 white queen · e1 white king · f1 white bishop · g1 white knight · h1 white rook | a8 black rook · b8 black knight · c8 black bishop · d8 black queen · e8 black king · f8 black bishop · g8 black knight · h8 black rook · a7 black pawn · b7 black pawn · e7 black pawn · f7 black pawn · g7 black pawn · h7 black pawn · c6 black pawn · d5 black pawn · c4 white pawn · d4 white pawn · a2 white pawn · b2 white pawn · e2 white pawn · f2 white pawn · g2 white pawn · h2 white pawn · a1 white rook · b1 white knight · c1 white bishop · d1 white queen · e1 white king · f1 white bishop · g1 white knight · h1 white rook | 4 |
| 3 | a8 black rook · b8 black knight · c8 black bishop · d8 black queen · e8 black king · f8 black bishop · g8 black knight · h8 black rook · a7 black pawn · b7 black pawn · e7 black pawn · f7 black pawn · g7 black pawn · h7 black pawn · c6 black pawn · d5 black pawn · c4 white pawn · d4 white pawn · a2 white pawn · b2 white pawn · e2 white pawn · f2 white pawn · g2 white pawn · h2 white pawn · a1 white rook · b1 white knight · c1 white bishop · d1 white queen · e1 white king · f1 white bishop · g1 white knight · h1 white rook | a8 black rook · b8 black knight · c8 black bishop · d8 black queen · e8 black king · f8 black bishop · g8 black knight · h8 black rook · a7 black pawn · b7 black pawn · e7 black pawn · f7 black pawn · g7 black pawn · h7 black pawn · c6 black pawn · d5 black pawn · c4 white pawn · d4 white pawn · a2 white pawn · b2 white pawn · e2 white pawn · f2 white pawn · g2 white pawn · h2 white pawn · a1 white rook · b1 white knight · c1 white bishop · d1 white queen · e1 white king · f1 white bishop · g1 white knight · h1 white rook | a8 black rook · b8 black knight · c8 black bishop · d8 black queen · e8 black king · f8 black bishop · g8 black knight · h8 black rook · a7 black pawn · b7 black pawn · e7 black pawn · f7 black pawn · g7 black pawn · h7 black pawn · c6 black pawn · d5 black pawn · c4 white pawn · d4 white pawn · a2 white pawn · b2 white pawn · e2 white pawn · f2 white pawn · g2 white pawn · h2 white pawn · a1 white rook · b1 white knight · c1 white bishop · d1 white queen · e1 white king · f1 white bishop · g1 white knight · h1 white rook | a8 black rook · b8 black knight · c8 black bishop · d8 black queen · e8 black king · f8 black bishop · g8 black knight · h8 black rook · a7 black pawn · b7 black pawn · e7 black pawn · f7 black pawn · g7 black pawn · h7 black pawn · c6 black pawn · d5 black pawn · c4 white pawn · d4 white pawn · a2 white pawn · b2 white pawn · e2 white pawn · f2 white pawn · g2 white pawn · h2 white pawn · a1 white rook · b1 white knight · c1 white bishop · d1 white queen · e1 white king · f1 white bishop · g1 white knight · h1 white rook | a8 black rook · b8 black knight · c8 black bishop · d8 black queen · e8 black king · f8 black bishop · g8 black knight · h8 black rook · a7 black pawn · b7 black pawn · e7 black pawn · f7 black pawn · g7 black pawn · h7 black pawn · c6 black pawn · d5 black pawn · c4 white pawn · d4 white pawn · a2 white pawn · b2 white pawn · e2 white pawn · f2 white pawn · g2 white pawn · h2 white pawn · a1 white rook · b1 white knight · c1 white bishop · d1 white queen · e1 white king · f1 white bishop · g1 white knight · h1 white rook | a8 black rook · b8 black knight · c8 black bishop · d8 black queen · e8 black king · f8 black bishop · g8 black knight · h8 black rook · a7 black pawn · b7 black pawn · e7 black pawn · f7 black pawn · g7 black pawn · h7 black pawn · c6 black pawn · d5 black pawn · c4 white pawn · d4 white pawn · a2 white pawn · b2 white pawn · e2 white pawn · f2 white pawn · g2 white pawn · h2 white pawn · a1 white rook · b1 white knight · c1 white bishop · d1 white queen · e1 white king · f1 white bishop · g1 white knight · h1 white rook | a8 black rook · b8 black knight · c8 black bishop · d8 black queen · e8 black king · f8 black bishop · g8 black knight · h8 black rook · a7 black pawn · b7 black pawn · e7 black pawn · f7 black pawn · g7 black pawn · h7 black pawn · c6 black pawn · d5 black pawn · c4 white pawn · d4 white pawn · a2 white pawn · b2 white pawn · e2 white pawn · f2 white pawn · g2 white pawn · h2 white pawn · a1 white rook · b1 white knight · c1 white bishop · d1 white queen · e1 white king · f1 white bishop · g1 white knight · h1 white rook | a8 black rook · b8 black knight · c8 black bishop · d8 black queen · e8 black king · f8 black bishop · g8 black knight · h8 black rook · a7 black pawn · b7 black pawn · e7 black pawn · f7 black pawn · g7 black pawn · h7 black pawn · c6 black pawn · d5 black pawn · c4 white pawn · d4 white pawn · a2 white pawn · b2 white pawn · e2 white pawn · f2 white pawn · g2 white pawn · h2 white pawn · a1 white rook · b1 white knight · c1 white bishop · d1 white queen · e1 white king · f1 white bishop · g1 white knight · h1 white rook | 3 |
| 2 | a8 black rook · b8 black knight · c8 black bishop · d8 black queen · e8 black king · f8 black bishop · g8 black knight · h8 black rook · a7 black pawn · b7 black pawn · e7 black pawn · f7 black pawn · g7 black pawn · h7 black pawn · c6 black pawn · d5 black pawn · c4 white pawn · d4 white pawn · a2 white pawn · b2 white pawn · e2 white pawn · f2 white pawn · g2 white pawn · h2 white pawn · a1 white rook · b1 white knight · c1 white bishop · d1 white queen · e1 white king · f1 white bishop · g1 white knight · h1 white rook | a8 black rook · b8 black knight · c8 black bishop · d8 black queen · e8 black king · f8 black bishop · g8 black knight · h8 black rook · a7 black pawn · b7 black pawn · e7 black pawn · f7 black pawn · g7 black pawn · h7 black pawn · c6 black pawn · d5 black pawn · c4 white pawn · d4 white pawn · a2 white pawn · b2 white pawn · e2 white pawn · f2 white pawn · g2 white pawn · h2 white pawn · a1 white rook · b1 white knight · c1 white bishop · d1 white queen · e1 white king · f1 white bishop · g1 white knight · h1 white rook | a8 black rook · b8 black knight · c8 black bishop · d8 black queen · e8 black king · f8 black bishop · g8 black knight · h8 black rook · a7 black pawn · b7 black pawn · e7 black pawn · f7 black pawn · g7 black pawn · h7 black pawn · c6 black pawn · d5 black pawn · c4 white pawn · d4 white pawn · a2 white pawn · b2 white pawn · e2 white pawn · f2 white pawn · g2 white pawn · h2 white pawn · a1 white rook · b1 white knight · c1 white bishop · d1 white queen · e1 white king · f1 white bishop · g1 white knight · h1 white rook | a8 black rook · b8 black knight · c8 black bishop · d8 black queen · e8 black king · f8 black bishop · g8 black knight · h8 black rook · a7 black pawn · b7 black pawn · e7 black pawn · f7 black pawn · g7 black pawn · h7 black pawn · c6 black pawn · d5 black pawn · c4 white pawn · d4 white pawn · a2 white pawn · b2 white pawn · e2 white pawn · f2 white pawn · g2 white pawn · h2 white pawn · a1 white rook · b1 white knight · c1 white bishop · d1 white queen · e1 white king · f1 white bishop · g1 white knight · h1 white rook | a8 black rook · b8 black knight · c8 black bishop · d8 black queen · e8 black king · f8 black bishop · g8 black knight · h8 black rook · a7 black pawn · b7 black pawn · e7 black pawn · f7 black pawn · g7 black pawn · h7 black pawn · c6 black pawn · d5 black pawn · c4 white pawn · d4 white pawn · a2 white pawn · b2 white pawn · e2 white pawn · f2 white pawn · g2 white pawn · h2 white pawn · a1 white rook · b1 white knight · c1 white bishop · d1 white queen · e1 white king · f1 white bishop · g1 white knight · h1 white rook | a8 black rook · b8 black knight · c8 black bishop · d8 black queen · e8 black king · f8 black bishop · g8 black knight · h8 black rook · a7 black pawn · b7 black pawn · e7 black pawn · f7 black pawn · g7 black pawn · h7 black pawn · c6 black pawn · d5 black pawn · c4 white pawn · d4 white pawn · a2 white pawn · b2 white pawn · e2 white pawn · f2 white pawn · g2 white pawn · h2 white pawn · a1 white rook · b1 white knight · c1 white bishop · d1 white queen · e1 white king · f1 white bishop · g1 white knight · h1 white rook | a8 black rook · b8 black knight · c8 black bishop · d8 black queen · e8 black king · f8 black bishop · g8 black knight · h8 black rook · a7 black pawn · b7 black pawn · e7 black pawn · f7 black pawn · g7 black pawn · h7 black pawn · c6 black pawn · d5 black pawn · c4 white pawn · d4 white pawn · a2 white pawn · b2 white pawn · e2 white pawn · f2 white pawn · g2 white pawn · h2 white pawn · a1 white rook · b1 white knight · c1 white bishop · d1 white queen · e1 white king · f1 white bishop · g1 white knight · h1 white rook | a8 black rook · b8 black knight · c8 black bishop · d8 black queen · e8 black king · f8 black bishop · g8 black knight · h8 black rook · a7 black pawn · b7 black pawn · e7 black pawn · f7 black pawn · g7 black pawn · h7 black pawn · c6 black pawn · d5 black pawn · c4 white pawn · d4 white pawn · a2 white pawn · b2 white pawn · e2 white pawn · f2 white pawn · g2 white pawn · h2 white pawn · a1 white rook · b1 white knight · c1 white bishop · d1 white queen · e1 white king · f1 white bishop · g1 white knight · h1 white rook | 2 |
| 1 | a8 black rook · b8 black knight · c8 black bishop · d8 black queen · e8 black king · f8 black bishop · g8 black knight · h8 black rook · a7 black pawn · b7 black pawn · e7 black pawn · f7 black pawn · g7 black pawn · h7 black pawn · c6 black pawn · d5 black pawn · c4 white pawn · d4 white pawn · a2 white pawn · b2 white pawn · e2 white pawn · f2 white pawn · g2 white pawn · h2 white pawn · a1 white rook · b1 white knight · c1 white bishop · d1 white queen · e1 white king · f1 white bishop · g1 white knight · h1 white rook | a8 black rook · b8 black knight · c8 black bishop · d8 black queen · e8 black king · f8 black bishop · g8 black knight · h8 black rook · a7 black pawn · b7 black pawn · e7 black pawn · f7 black pawn · g7 black pawn · h7 black pawn · c6 black pawn · d5 black pawn · c4 white pawn · d4 white pawn · a2 white pawn · b2 white pawn · e2 white pawn · f2 white pawn · g2 white pawn · h2 white pawn · a1 white rook · b1 white knight · c1 white bishop · d1 white queen · e1 white king · f1 white bishop · g1 white knight · h1 white rook | a8 black rook · b8 black knight · c8 black bishop · d8 black queen · e8 black king · f8 black bishop · g8 black knight · h8 black rook · a7 black pawn · b7 black pawn · e7 black pawn · f7 black pawn · g7 black pawn · h7 black pawn · c6 black pawn · d5 black pawn · c4 white pawn · d4 white pawn · a2 white pawn · b2 white pawn · e2 white pawn · f2 white pawn · g2 white pawn · h2 white pawn · a1 white rook · b1 white knight · c1 white bishop · d1 white queen · e1 white king · f1 white bishop · g1 white knight · h1 white rook | a8 black rook · b8 black knight · c8 black bishop · d8 black queen · e8 black king · f8 black bishop · g8 black knight · h8 black rook · a7 black pawn · b7 black pawn · e7 black pawn · f7 black pawn · g7 black pawn · h7 black pawn · c6 black pawn · d5 black pawn · c4 white pawn · d4 white pawn · a2 white pawn · b2 white pawn · e2 white pawn · f2 white pawn · g2 white pawn · h2 white pawn · a1 white rook · b1 white knight · c1 white bishop · d1 white queen · e1 white king · f1 white bishop · g1 white knight · h1 white rook | a8 black rook · b8 black knight · c8 black bishop · d8 black queen · e8 black king · f8 black bishop · g8 black knight · h8 black rook · a7 black pawn · b7 black pawn · e7 black pawn · f7 black pawn · g7 black pawn · h7 black pawn · c6 black pawn · d5 black pawn · c4 white pawn · d4 white pawn · a2 white pawn · b2 white pawn · e2 white pawn · f2 white pawn · g2 white pawn · h2 white pawn · a1 white rook · b1 white knight · c1 white bishop · d1 white queen · e1 white king · f1 white bishop · g1 white knight · h1 white rook | a8 black rook · b8 black knight · c8 black bishop · d8 black queen · e8 black king · f8 black bishop · g8 black knight · h8 black rook · a7 black pawn · b7 black pawn · e7 black pawn · f7 black pawn · g7 black pawn · h7 black pawn · c6 black pawn · d5 black pawn · c4 white pawn · d4 white pawn · a2 white pawn · b2 white pawn · e2 white pawn · f2 white pawn · g2 white pawn · h2 white pawn · a1 white rook · b1 white knight · c1 white bishop · d1 white queen · e1 white king · f1 white bishop · g1 white knight · h1 white rook | a8 black rook · b8 black knight · c8 black bishop · d8 black queen · e8 black king · f8 black bishop · g8 black knight · h8 black rook · a7 black pawn · b7 black pawn · e7 black pawn · f7 black pawn · g7 black pawn · h7 black pawn · c6 black pawn · d5 black pawn · c4 white pawn · d4 white pawn · a2 white pawn · b2 white pawn · e2 white pawn · f2 white pawn · g2 white pawn · h2 white pawn · a1 white rook · b1 white knight · c1 white bishop · d1 white queen · e1 white king · f1 white bishop · g1 white knight · h1 white rook | a8 black rook · b8 black knight · c8 black bishop · d8 black queen · e8 black king · f8 black bishop · g8 black knight · h8 black rook · a7 black pawn · b7 black pawn · e7 black pawn · f7 black pawn · g7 black pawn · h7 black pawn · c6 black pawn · d5 black pawn · c4 white pawn · d4 white pawn · a2 white pawn · b2 white pawn · e2 white pawn · f2 white pawn · g2 white pawn · h2 white pawn · a1 white rook · b1 white knight · c1 white bishop · d1 white queen · e1 white king · f1 white bishop · g1 white knight · h1 white rook | 1 |
|   | a | b | c | d | e | f | g | h |   |

Slavenska obrana je vrsta šahovskog otvaranja, podvrsta daminog gambita.

## Definicija
Slavenska obrana definirana je potezima 1.d4 d5 2.c4 c6.
U Enciklopediji šahovskih otvaranja na Slavensku obranu se odnose otvaranja od D-10 do D-19. To je otvaranje jedno od najviše proučavanih i razrađenih šahovskih otvaranja.
Slavenska obrana zapravo je jedan od oblika odbijenog daminog gambita jer crni ne prihvaća ponuđenog žrtvovanog pješaka nego brani svog pješaka, a kako bi zadržao povoljnu poziciju pred otvaranje.

## Povijest
Prvi put se spominje 1590. g. u rukopisima Giulia Cesarea Poleria, jednog od najvećih šahista i šahovskih teoretičara toga doba. Međutim, status šahovskog otvaranja je dobila tek 1920. g.

## Naziv
Razvoju Slavenske obrane najviše su doprinijeli: ruski velemajstori Mihail Čigorin, prvak svijeta Aleksandar Aljehin i Efim Bogoljubov, zatim Poljak Akiba Rubinstein, Čeh Karel Treybal, Slovenac Milan Vidmar i mnogi drugi pripadnici slavenskih naroda po čemu je otvaranje i dobilo naziv.

## Oblici
Najčešći oblici Slavenske obrane su:
|   | a | b | c | d | e | f | g | h |   |
| 8 | a8 black rook · b8 black knight · c8 black bishop · d8 black queen · e8 black king · f8 black bishop · g8 black knight · h8 black rook · a7 black pawn · b7 black pawn · e7 black pawn · f7 black pawn · g7 black pawn · h7 black pawn · d5 black pawn · d4 white pawn · a2 white pawn · b2 white pawn · e2 white pawn · f2 white pawn · g2 white pawn · h2 white pawn · a1 white rook · b1 white knight · c1 white bishop · d1 white queen · e1 white king · f1 white bishop · g1 white knight · h1 white rook | a8 black rook · b8 black knight · c8 black bishop · d8 black queen · e8 black king · f8 black bishop · g8 black knight · h8 black rook · a7 black pawn · b7 black pawn · e7 black pawn · f7 black pawn · g7 black pawn · h7 black pawn · d5 black pawn · d4 white pawn · a2 white pawn · b2 white pawn · e2 white pawn · f2 white pawn · g2 white pawn · h2 white pawn · a1 white rook · b1 white knight · c1 white bishop · d1 white queen · e1 white king · f1 white bishop · g1 white knight · h1 white rook | a8 black rook · b8 black knight · c8 black bishop · d8 black queen · e8 black king · f8 black bishop · g8 black knight · h8 black rook · a7 black pawn · b7 black pawn · e7 black pawn · f7 black pawn · g7 black pawn · h7 black pawn · d5 black pawn · d4 white pawn · a2 white pawn · b2 white pawn · e2 white pawn · f2 white pawn · g2 white pawn · h2 white pawn · a1 white rook · b1 white knight · c1 white bishop · d1 white queen · e1 white king · f1 white bishop · g1 white knight · h1 white rook | a8 black rook · b8 black knight · c8 black bishop · d8 black queen · e8 black king · f8 black bishop · g8 black knight · h8 black rook · a7 black pawn · b7 black pawn · e7 black pawn · f7 black pawn · g7 black pawn · h7 black pawn · d5 black pawn · d4 white pawn · a2 white pawn · b2 white pawn · e2 white pawn · f2 white pawn · g2 white pawn · h2 white pawn · a1 white rook · b1 white knight · c1 white bishop · d1 white queen · e1 white king · f1 white bishop · g1 white knight · h1 white rook | a8 black rook · b8 black knight · c8 black bishop · d8 black queen · e8 black king · f8 black bishop · g8 black knight · h8 black rook · a7 black pawn · b7 black pawn · e7 black pawn · f7 black pawn · g7 black pawn · h7 black pawn · d5 black pawn · d4 white pawn · a2 white pawn · b2 white pawn · e2 white pawn · f2 white pawn · g2 white pawn · h2 white pawn · a1 white rook · b1 white knight · c1 white bishop · d1 white queen · e1 white king · f1 white bishop · g1 white knight · h1 white rook | a8 black rook · b8 black knight · c8 black bishop · d8 black queen · e8 black king · f8 black bishop · g8 black knight · h8 black rook · a7 black pawn · b7 black pawn · e7 black pawn · f7 black pawn · g7 black pawn · h7 black pawn · d5 black pawn · d4 white pawn · a2 white pawn · b2 white pawn · e2 white pawn · f2 white pawn · g2 white pawn · h2 white pawn · a1 white rook · b1 white knight · c1 white bishop · d1 white queen · e1 white king · f1 white bishop · g1 white knight · h1 white rook | a8 black rook · b8 black knight · c8 black bishop · d8 black queen · e8 black king · f8 black bishop · g8 black knight · h8 black rook · a7 black pawn · b7 black pawn · e7 black pawn · f7 black pawn · g7 black pawn · h7 black pawn · d5 black pawn · d4 white pawn · a2 white pawn · b2 white pawn · e2 white pawn · f2 white pawn · g2 white pawn · h2 white pawn · a1 white rook · b1 white knight · c1 white bishop · d1 white queen · e1 white king · f1 white bishop · g1 white knight · h1 white rook | a8 black rook · b8 black knight · c8 black bishop · d8 black queen · e8 black king · f8 black bishop · g8 black knight · h8 black rook · a7 black pawn · b7 black pawn · e7 black pawn · f7 black pawn · g7 black pawn · h7 black pawn · d5 black pawn · d4 white pawn · a2 white pawn · b2 white pawn · e2 white pawn · f2 white pawn · g2 white pawn · h2 white pawn · a1 white rook · b1 white knight · c1 white bishop · d1 white queen · e1 white king · f1 white bishop · g1 white knight · h1 white rook | 8 |
| 7 | a8 black rook · b8 black knight · c8 black bishop · d8 black queen · e8 black king · f8 black bishop · g8 black knight · h8 black rook · a7 black pawn · b7 black pawn · e7 black pawn · f7 black pawn · g7 black pawn · h7 black pawn · d5 black pawn · d4 white pawn · a2 white pawn · b2 white pawn · e2 white pawn · f2 white pawn · g2 white pawn · h2 white pawn · a1 white rook · b1 white knight · c1 white bishop · d1 white queen · e1 white king · f1 white bishop · g1 white knight · h1 white rook | a8 black rook · b8 black knight · c8 black bishop · d8 black queen · e8 black king · f8 black bishop · g8 black knight · h8 black rook · a7 black pawn · b7 black pawn · e7 black pawn · f7 black pawn · g7 black pawn · h7 black pawn · d5 black pawn · d4 white pawn · a2 white pawn · b2 white pawn · e2 white pawn · f2 white pawn · g2 white pawn · h2 white pawn · a1 white rook · b1 white knight · c1 white bishop · d1 white queen · e1 white king · f1 white bishop · g1 white knight · h1 white rook | a8 black rook · b8 black knight · c8 black bishop · d8 black queen · e8 black king · f8 black bishop · g8 black knight · h8 black rook · a7 black pawn · b7 black pawn · e7 black pawn · f7 black pawn · g7 black pawn · h7 black pawn · d5 black pawn · d4 white pawn · a2 white pawn · b2 white pawn · e2 white pawn · f2 white pawn · g2 white pawn · h2 white pawn · a1 white rook · b1 white knight · c1 white bishop · d1 white queen · e1 white king · f1 white bishop · g1 white knight · h1 white rook | a8 black rook · b8 black knight · c8 black bishop · d8 black queen · e8 black king · f8 black bishop · g8 black knight · h8 black rook · a7 black pawn · b7 black pawn · e7 black pawn · f7 black pawn · g7 black pawn · h7 black pawn · d5 black pawn · d4 white pawn · a2 white pawn · b2 white pawn · e2 white pawn · f2 white pawn · g2 white pawn · h2 white pawn · a1 white rook · b1 white knight · c1 white bishop · d1 white queen · e1 white king · f1 white bishop · g1 white knight · h1 white rook | a8 black rook · b8 black knight · c8 black bishop · d8 black queen · e8 black king · f8 black bishop · g8 black knight · h8 black rook · a7 black pawn · b7 black pawn · e7 black pawn · f7 black pawn · g7 black pawn · h7 black pawn · d5 black pawn · d4 white pawn · a2 white pawn · b2 white pawn · e2 white pawn · f2 white pawn · g2 white pawn · h2 white pawn · a1 white rook · b1 white knight · c1 white bishop · d1 white queen · e1 white king · f1 white bishop · g1 white knight · h1 white rook | a8 black rook · b8 black knight · c8 black bishop · d8 black queen · e8 black king · f8 black bishop · g8 black knight · h8 black rook · a7 black pawn · b7 black pawn · e7 black pawn · f7 black pawn · g7 black pawn · h7 black pawn · d5 black pawn · d4 white pawn · a2 white pawn · b2 white pawn · e2 white pawn · f2 white pawn · g2 white pawn · h2 white pawn · a1 white rook · b1 white knight · c1 white bishop · d1 white queen · e1 white king · f1 white bishop · g1 white knight · h1 white rook | a8 black rook · b8 black knight · c8 black bishop · d8 black queen · e8 black king · f8 black bishop · g8 black knight · h8 black rook · a7 black pawn · b7 black pawn · e7 black pawn · f7 black pawn · g7 black pawn · h7 black pawn · d5 black pawn · d4 white pawn · a2 white pawn · b2 white pawn · e2 white pawn · f2 white pawn · g2 white pawn · h2 white pawn · a1 white rook · b1 white knight · c1 white bishop · d1 white queen · e1 white king · f1 white bishop · g1 white knight · h1 white rook | a8 black rook · b8 black knight · c8 black bishop · d8 black queen · e8 black king · f8 black bishop · g8 black knight · h8 black rook · a7 black pawn · b7 black pawn · e7 black pawn · f7 black pawn · g7 black pawn · h7 black pawn · d5 black pawn · d4 white pawn · a2 white pawn · b2 white pawn · e2 white pawn · f2 white pawn · g2 white pawn · h2 white pawn · a1 white rook · b1 white knight · c1 white bishop · d1 white queen · e1 white king · f1 white bishop · g1 white knight · h1 white rook | 7 |
| 6 | a8 black rook · b8 black knight · c8 black bishop · d8 black queen · e8 black king · f8 black bishop · g8 black knight · h8 black rook · a7 black pawn · b7 black pawn · e7 black pawn · f7 black pawn · g7 black pawn · h7 black pawn · d5 black pawn · d4 white pawn · a2 white pawn · b2 white pawn · e2 white pawn · f2 white pawn · g2 white pawn · h2 white pawn · a1 white rook · b1 white knight · c1 white bishop · d1 white queen · e1 white king · f1 white bishop · g1 white knight · h1 white rook | a8 black rook · b8 black knight · c8 black bishop · d8 black queen · e8 black king · f8 black bishop · g8 black knight · h8 black rook · a7 black pawn · b7 black pawn · e7 black pawn · f7 black pawn · g7 black pawn · h7 black pawn · d5 black pawn · d4 white pawn · a2 white pawn · b2 white pawn · e2 white pawn · f2 white pawn · g2 white pawn · h2 white pawn · a1 white rook · b1 white knight · c1 white bishop · d1 white queen · e1 white king · f1 white bishop · g1 white knight · h1 white rook | a8 black rook · b8 black knight · c8 black bishop · d8 black queen · e8 black king · f8 black bishop · g8 black knight · h8 black rook · a7 black pawn · b7 black pawn · e7 black pawn · f7 black pawn · g7 black pawn · h7 black pawn · d5 black pawn · d4 white pawn · a2 white pawn · b2 white pawn · e2 white pawn · f2 white pawn · g2 white pawn · h2 white pawn · a1 white rook · b1 white knight · c1 white bishop · d1 white queen · e1 white king · f1 white bishop · g1 white knight · h1 white rook | a8 black rook · b8 black knight · c8 black bishop · d8 black queen · e8 black king · f8 black bishop · g8 black knight · h8 black rook · a7 black pawn · b7 black pawn · e7 black pawn · f7 black pawn · g7 black pawn · h7 black pawn · d5 black pawn · d4 white pawn · a2 white pawn · b2 white pawn · e2 white pawn · f2 white pawn · g2 white pawn · h2 white pawn · a1 white rook · b1 white knight · c1 white bishop · d1 white queen · e1 white king · f1 white bishop · g1 white knight · h1 white rook | a8 black rook · b8 black knight · c8 black bishop · d8 black queen · e8 black king · f8 black bishop · g8 black knight · h8 black rook · a7 black pawn · b7 black pawn · e7 black pawn · f7 black pawn · g7 black pawn · h7 black pawn · d5 black pawn · d4 white pawn · a2 white pawn · b2 white pawn · e2 white pawn · f2 white pawn · g2 white pawn · h2 white pawn · a1 white rook · b1 white knight · c1 white bishop · d1 white queen · e1 white king · f1 white bishop · g1 white knight · h1 white rook | a8 black rook · b8 black knight · c8 black bishop · d8 black queen · e8 black king · f8 black bishop · g8 black knight · h8 black rook · a7 black pawn · b7 black pawn · e7 black pawn · f7 black pawn · g7 black pawn · h7 black pawn · d5 black pawn · d4 white pawn · a2 white pawn · b2 white pawn · e2 white pawn · f2 white pawn · g2 white pawn · h2 white pawn · a1 white rook · b1 white knight · c1 white bishop · d1 white queen · e1 white king · f1 white bishop · g1 white knight · h1 white rook | a8 black rook · b8 black knight · c8 black bishop · d8 black queen · e8 black king · f8 black bishop · g8 black knight · h8 black rook · a7 black pawn · b7 black pawn · e7 black pawn · f7 black pawn · g7 black pawn · h7 black pawn · d5 black pawn · d4 white pawn · a2 white pawn · b2 white pawn · e2 white pawn · f2 white pawn · g2 white pawn · h2 white pawn · a1 white rook · b1 white knight · c1 white bishop · d1 white queen · e1 white king · f1 white bishop · g1 white knight · h1 white rook | a8 black rook · b8 black knight · c8 black bishop · d8 black queen · e8 black king · f8 black bishop · g8 black knight · h8 black rook · a7 black pawn · b7 black pawn · e7 black pawn · f7 black pawn · g7 black pawn · h7 black pawn · d5 black pawn · d4 white pawn · a2 white pawn · b2 white pawn · e2 white pawn · f2 white pawn · g2 white pawn · h2 white pawn · a1 white rook · b1 white knight · c1 white bishop · d1 white queen · e1 white king · f1 white bishop · g1 white knight · h1 white rook | 6 |
| 5 | a8 black rook · b8 black knight · c8 black bishop · d8 black queen · e8 black king · f8 black bishop · g8 black knight · h8 black rook · a7 black pawn · b7 black pawn · e7 black pawn · f7 black pawn · g7 black pawn · h7 black pawn · d5 black pawn · d4 white pawn · a2 white pawn · b2 white pawn · e2 white pawn · f2 white pawn · g2 white pawn · h2 white pawn · a1 white rook · b1 white knight · c1 white bishop · d1 white queen · e1 white king · f1 white bishop · g1 white knight · h1 white rook | a8 black rook · b8 black knight · c8 black bishop · d8 black queen · e8 black king · f8 black bishop · g8 black knight · h8 black rook · a7 black pawn · b7 black pawn · e7 black pawn · f7 black pawn · g7 black pawn · h7 black pawn · d5 black pawn · d4 white pawn · a2 white pawn · b2 white pawn · e2 white pawn · f2 white pawn · g2 white pawn · h2 white pawn · a1 white rook · b1 white knight · c1 white bishop · d1 white queen · e1 white king · f1 white bishop · g1 white knight · h1 white rook | a8 black rook · b8 black knight · c8 black bishop · d8 black queen · e8 black king · f8 black bishop · g8 black knight · h8 black rook · a7 black pawn · b7 black pawn · e7 black pawn · f7 black pawn · g7 black pawn · h7 black pawn · d5 black pawn · d4 white pawn · a2 white pawn · b2 white pawn · e2 white pawn · f2 white pawn · g2 white pawn · h2 white pawn · a1 white rook · b1 white knight · c1 white bishop · d1 white queen · e1 white king · f1 white bishop · g1 white knight · h1 white rook | a8 black rook · b8 black knight · c8 black bishop · d8 black queen · e8 black king · f8 black bishop · g8 black knight · h8 black rook · a7 black pawn · b7 black pawn · e7 black pawn · f7 black pawn · g7 black pawn · h7 black pawn · d5 black pawn · d4 white pawn · a2 white pawn · b2 white pawn · e2 white pawn · f2 white pawn · g2 white pawn · h2 white pawn · a1 white rook · b1 white knight · c1 white bishop · d1 white queen · e1 white king · f1 white bishop · g1 white knight · h1 white rook | a8 black rook · b8 black knight · c8 black bishop · d8 black queen · e8 black king · f8 black bishop · g8 black knight · h8 black rook · a7 black pawn · b7 black pawn · e7 black pawn · f7 black pawn · g7 black pawn · h7 black pawn · d5 black pawn · d4 white pawn · a2 white pawn · b2 white pawn · e2 white pawn · f2 white pawn · g2 white pawn · h2 white pawn · a1 white rook · b1 white knight · c1 white bishop · d1 white queen · e1 white king · f1 white bishop · g1 white knight · h1 white rook | a8 black rook · b8 black knight · c8 black bishop · d8 black queen · e8 black king · f8 black bishop · g8 black knight · h8 black rook · a7 black pawn · b7 black pawn · e7 black pawn · f7 black pawn · g7 black pawn · h7 black pawn · d5 black pawn · d4 white pawn · a2 white pawn · b2 white pawn · e2 white pawn · f2 white pawn · g2 white pawn · h2 white pawn · a1 white rook · b1 white knight · c1 white bishop · d1 white queen · e1 white king · f1 white bishop · g1 white knight · h1 white rook | a8 black rook · b8 black knight · c8 black bishop · d8 black queen · e8 black king · f8 black bishop · g8 black knight · h8 black rook · a7 black pawn · b7 black pawn · e7 black pawn · f7 black pawn · g7 black pawn · h7 black pawn · d5 black pawn · d4 white pawn · a2 white pawn · b2 white pawn · e2 white pawn · f2 white pawn · g2 white pawn · h2 white pawn · a1 white rook · b1 white knight · c1 white bishop · d1 white queen · e1 white king · f1 white bishop · g1 white knight · h1 white rook | a8 black rook · b8 black knight · c8 black bishop · d8 black queen · e8 black king · f8 black bishop · g8 black knight · h8 black rook · a7 black pawn · b7 black pawn · e7 black pawn · f7 black pawn · g7 black pawn · h7 black pawn · d5 black pawn · d4 white pawn · a2 white pawn · b2 white pawn · e2 white pawn · f2 white pawn · g2 white pawn · h2 white pawn · a1 white rook · b1 white knight · c1 white bishop · d1 white queen · e1 white king · f1 white bishop · g1 white knight · h1 white rook | 5 |
| 4 | a8 black rook · b8 black knight · c8 black bishop · d8 black queen · e8 black king · f8 black bishop · g8 black knight · h8 black rook · a7 black pawn · b7 black pawn · e7 black pawn · f7 black pawn · g7 black pawn · h7 black pawn · d5 black pawn · d4 white pawn · a2 white pawn · b2 white pawn · e2 white pawn · f2 white pawn · g2 white pawn · h2 white pawn · a1 white rook · b1 white knight · c1 white bishop · d1 white queen · e1 white king · f1 white bishop · g1 white knight · h1 white rook | a8 black rook · b8 black knight · c8 black bishop · d8 black queen · e8 black king · f8 black bishop · g8 black knight · h8 black rook · a7 black pawn · b7 black pawn · e7 black pawn · f7 black pawn · g7 black pawn · h7 black pawn · d5 black pawn · d4 white pawn · a2 white pawn · b2 white pawn · e2 white pawn · f2 white pawn · g2 white pawn · h2 white pawn · a1 white rook · b1 white knight · c1 white bishop · d1 white queen · e1 white king · f1 white bishop · g1 white knight · h1 white rook | a8 black rook · b8 black knight · c8 black bishop · d8 black queen · e8 black king · f8 black bishop · g8 black knight · h8 black rook · a7 black pawn · b7 black pawn · e7 black pawn · f7 black pawn · g7 black pawn · h7 black pawn · d5 black pawn · d4 white pawn · a2 white pawn · b2 white pawn · e2 white pawn · f2 white pawn · g2 white pawn · h2 white pawn · a1 white rook · b1 white knight · c1 white bishop · d1 white queen · e1 white king · f1 white bishop · g1 white knight · h1 white rook | a8 black rook · b8 black knight · c8 black bishop · d8 black queen · e8 black king · f8 black bishop · g8 black knight · h8 black rook · a7 black pawn · b7 black pawn · e7 black pawn · f7 black pawn · g7 black pawn · h7 black pawn · d5 black pawn · d4 white pawn · a2 white pawn · b2 white pawn · e2 white pawn · f2 white pawn · g2 white pawn · h2 white pawn · a1 white rook · b1 white knight · c1 white bishop · d1 white queen · e1 white king · f1 white bishop · g1 white knight · h1 white rook | a8 black rook · b8 black knight · c8 black bishop · d8 black queen · e8 black king · f8 black bishop · g8 black knight · h8 black rook · a7 black pawn · b7 black pawn · e7 black pawn · f7 black pawn · g7 black pawn · h7 black pawn · d5 black pawn · d4 white pawn · a2 white pawn · b2 white pawn · e2 white pawn · f2 white pawn · g2 white pawn · h2 white pawn · a1 white rook · b1 white knight · c1 white bishop · d1 white queen · e1 white king · f1 white bishop · g1 white knight · h1 white rook | a8 black rook · b8 black knight · c8 black bishop · d8 black queen · e8 black king · f8 black bishop · g8 black knight · h8 black rook · a7 black pawn · b7 black pawn · e7 black pawn · f7 black pawn · g7 black pawn · h7 black pawn · d5 black pawn · d4 white pawn · a2 white pawn · b2 white pawn · e2 white pawn · f2 white pawn · g2 white pawn · h2 white pawn · a1 white rook · b1 white knight · c1 white bishop · d1 white queen · e1 white king · f1 white bishop · g1 white knight · h1 white rook | a8 black rook · b8 black knight · c8 black bishop · d8 black queen · e8 black king · f8 black bishop · g8 black knight · h8 black rook · a7 black pawn · b7 black pawn · e7 black pawn · f7 black pawn · g7 black pawn · h7 black pawn · d5 black pawn · d4 white pawn · a2 white pawn · b2 white pawn · e2 white pawn · f2 white pawn · g2 white pawn · h2 white pawn · a1 white rook · b1 white knight · c1 white bishop · d1 white queen · e1 white king · f1 white bishop · g1 white knight · h1 white rook | a8 black rook · b8 black knight · c8 black bishop · d8 black queen · e8 black king · f8 black bishop · g8 black knight · h8 black rook · a7 black pawn · b7 black pawn · e7 black pawn · f7 black pawn · g7 black pawn · h7 black pawn · d5 black pawn · d4 white pawn · a2 white pawn · b2 white pawn · e2 white pawn · f2 white pawn · g2 white pawn · h2 white pawn · a1 white rook · b1 white knight · c1 white bishop · d1 white queen · e1 white king · f1 white bishop · g1 white knight · h1 white rook | 4 |
| 3 | a8 black rook · b8 black knight · c8 black bishop · d8 black queen · e8 black king · f8 black bishop · g8 black knight · h8 black rook · a7 black pawn · b7 black pawn · e7 black pawn · f7 black pawn · g7 black pawn · h7 black pawn · d5 black pawn · d4 white pawn · a2 white pawn · b2 white pawn · e2 white pawn · f2 white pawn · g2 white pawn · h2 white pawn · a1 white rook · b1 white knight · c1 white bishop · d1 white queen · e1 white king · f1 white bishop · g1 white knight · h1 white rook | a8 black rook · b8 black knight · c8 black bishop · d8 black queen · e8 black king · f8 black bishop · g8 black knight · h8 black rook · a7 black pawn · b7 black pawn · e7 black pawn · f7 black pawn · g7 black pawn · h7 black pawn · d5 black pawn · d4 white pawn · a2 white pawn · b2 white pawn · e2 white pawn · f2 white pawn · g2 white pawn · h2 white pawn · a1 white rook · b1 white knight · c1 white bishop · d1 white queen · e1 white king · f1 white bishop · g1 white knight · h1 white rook | a8 black rook · b8 black knight · c8 black bishop · d8 black queen · e8 black king · f8 black bishop · g8 black knight · h8 black rook · a7 black pawn · b7 black pawn · e7 black pawn · f7 black pawn · g7 black pawn · h7 black pawn · d5 black pawn · d4 white pawn · a2 white pawn · b2 white pawn · e2 white pawn · f2 white pawn · g2 white pawn · h2 white pawn · a1 white rook · b1 white knight · c1 white bishop · d1 white queen · e1 white king · f1 white bishop · g1 white knight · h1 white rook | a8 black rook · b8 black knight · c8 black bishop · d8 black queen · e8 black king · f8 black bishop · g8 black knight · h8 black rook · a7 black pawn · b7 black pawn · e7 black pawn · f7 black pawn · g7 black pawn · h7 black pawn · d5 black pawn · d4 white pawn · a2 white pawn · b2 white pawn · e2 white pawn · f2 white pawn · g2 white pawn · h2 white pawn · a1 white rook · b1 white knight · c1 white bishop · d1 white queen · e1 white king · f1 white bishop · g1 white knight · h1 white rook | a8 black rook · b8 black knight · c8 black bishop · d8 black queen · e8 black king · f8 black bishop · g8 black knight · h8 black rook · a7 black pawn · b7 black pawn · e7 black pawn · f7 black pawn · g7 black pawn · h7 black pawn · d5 black pawn · d4 white pawn · a2 white pawn · b2 white pawn · e2 white pawn · f2 white pawn · g2 white pawn · h2 white pawn · a1 white rook · b1 white knight · c1 white bishop · d1 white queen · e1 white king · f1 white bishop · g1 white knight · h1 white rook | a8 black rook · b8 black knight · c8 black bishop · d8 black queen · e8 black king · f8 black bishop · g8 black knight · h8 black rook · a7 black pawn · b7 black pawn · e7 black pawn · f7 black pawn · g7 black pawn · h7 black pawn · d5 black pawn · d4 white pawn · a2 white pawn · b2 white pawn · e2 white pawn · f2 white pawn · g2 white pawn · h2 white pawn · a1 white rook · b1 white knight · c1 white bishop · d1 white queen · e1 white king · f1 white bishop · g1 white knight · h1 white rook | a8 black rook · b8 black knight · c8 black bishop · d8 black queen · e8 black king · f8 black bishop · g8 black knight · h8 black rook · a7 black pawn · b7 black pawn · e7 black pawn · f7 black pawn · g7 black pawn · h7 black pawn · d5 black pawn · d4 white pawn · a2 white pawn · b2 white pawn · e2 white pawn · f2 white pawn · g2 white pawn · h2 white pawn · a1 white rook · b1 white knight · c1 white bishop · d1 white queen · e1 white king · f1 white bishop · g1 white knight · h1 white rook | a8 black rook · b8 black knight · c8 black bishop · d8 black queen · e8 black king · f8 black bishop · g8 black knight · h8 black rook · a7 black pawn · b7 black pawn · e7 black pawn · f7 black pawn · g7 black pawn · h7 black pawn · d5 black pawn · d4 white pawn · a2 white pawn · b2 white pawn · e2 white pawn · f2 white pawn · g2 white pawn · h2 white pawn · a1 white rook · b1 white knight · c1 white bishop · d1 white queen · e1 white king · f1 white bishop · g1 white knight · h1 white rook | 3 |
| 2 | a8 black rook · b8 black knight · c8 black bishop · d8 black queen · e8 black king · f8 black bishop · g8 black knight · h8 black rook · a7 black pawn · b7 black pawn · e7 black pawn · f7 black pawn · g7 black pawn · h7 black pawn · d5 black pawn · d4 white pawn · a2 white pawn · b2 white pawn · e2 white pawn · f2 white pawn · g2 white pawn · h2 white pawn · a1 white rook · b1 white knight · c1 white bishop · d1 white queen · e1 white king · f1 white bishop · g1 white knight · h1 white rook | a8 black rook · b8 black knight · c8 black bishop · d8 black queen · e8 black king · f8 black bishop · g8 black knight · h8 black rook · a7 black pawn · b7 black pawn · e7 black pawn · f7 black pawn · g7 black pawn · h7 black pawn · d5 black pawn · d4 white pawn · a2 white pawn · b2 white pawn · e2 white pawn · f2 white pawn · g2 white pawn · h2 white pawn · a1 white rook · b1 white knight · c1 white bishop · d1 white queen · e1 white king · f1 white bishop · g1 white knight · h1 white rook | a8 black rook · b8 black knight · c8 black bishop · d8 black queen · e8 black king · f8 black bishop · g8 black knight · h8 black rook · a7 black pawn · b7 black pawn · e7 black pawn · f7 black pawn · g7 black pawn · h7 black pawn · d5 black pawn · d4 white pawn · a2 white pawn · b2 white pawn · e2 white pawn · f2 white pawn · g2 white pawn · h2 white pawn · a1 white rook · b1 white knight · c1 white bishop · d1 white queen · e1 white king · f1 white bishop · g1 white knight · h1 white rook | a8 black rook · b8 black knight · c8 black bishop · d8 black queen · e8 black king · f8 black bishop · g8 black knight · h8 black rook · a7 black pawn · b7 black pawn · e7 black pawn · f7 black pawn · g7 black pawn · h7 black pawn · d5 black pawn · d4 white pawn · a2 white pawn · b2 white pawn · e2 white pawn · f2 white pawn · g2 white pawn · h2 white pawn · a1 white rook · b1 white knight · c1 white bishop · d1 white queen · e1 white king · f1 white bishop · g1 white knight · h1 white rook | a8 black rook · b8 black knight · c8 black bishop · d8 black queen · e8 black king · f8 black bishop · g8 black knight · h8 black rook · a7 black pawn · b7 black pawn · e7 black pawn · f7 black pawn · g7 black pawn · h7 black pawn · d5 black pawn · d4 white pawn · a2 white pawn · b2 white pawn · e2 white pawn · f2 white pawn · g2 white pawn · h2 white pawn · a1 white rook · b1 white knight · c1 white bishop · d1 white queen · e1 white king · f1 white bishop · g1 white knight · h1 white rook | a8 black rook · b8 black knight · c8 black bishop · d8 black queen · e8 black king · f8 black bishop · g8 black knight · h8 black rook · a7 black pawn · b7 black pawn · e7 black pawn · f7 black pawn · g7 black pawn · h7 black pawn · d5 black pawn · d4 white pawn · a2 white pawn · b2 white pawn · e2 white pawn · f2 white pawn · g2 white pawn · h2 white pawn · a1 white rook · b1 white knight · c1 white bishop · d1 white queen · e1 white king · f1 white bishop · g1 white knight · h1 white rook | a8 black rook · b8 black knight · c8 black bishop · d8 black queen · e8 black king · f8 black bishop · g8 black knight · h8 black rook · a7 black pawn · b7 black pawn · e7 black pawn · f7 black pawn · g7 black pawn · h7 black pawn · d5 black pawn · d4 white pawn · a2 white pawn · b2 white pawn · e2 white pawn · f2 white pawn · g2 white pawn · h2 white pawn · a1 white rook · b1 white knight · c1 white bishop · d1 white queen · e1 white king · f1 white bishop · g1 white knight · h1 white rook | a8 black rook · b8 black knight · c8 black bishop · d8 black queen · e8 black king · f8 black bishop · g8 black knight · h8 black rook · a7 black pawn · b7 black pawn · e7 black pawn · f7 black pawn · g7 black pawn · h7 black pawn · d5 black pawn · d4 white pawn · a2 white pawn · b2 white pawn · e2 white pawn · f2 white pawn · g2 white pawn · h2 white pawn · a1 white rook · b1 white knight · c1 white bishop · d1 white queen · e1 white king · f1 white bishop · g1 white knight · h1 white rook | 2 |
| 1 | a8 black rook · b8 black knight · c8 black bishop · d8 black queen · e8 black king · f8 black bishop · g8 black knight · h8 black rook · a7 black pawn · b7 black pawn · e7 black pawn · f7 black pawn · g7 black pawn · h7 black pawn · d5 black pawn · d4 white pawn · a2 white pawn · b2 white pawn · e2 white pawn · f2 white pawn · g2 white pawn · h2 white pawn · a1 white rook · b1 white knight · c1 white bishop · d1 white queen · e1 white king · f1 white bishop · g1 white knight · h1 white rook | a8 black rook · b8 black knight · c8 black bishop · d8 black queen · e8 black king · f8 black bishop · g8 black knight · h8 black rook · a7 black pawn · b7 black pawn · e7 black pawn · f7 black pawn · g7 black pawn · h7 black pawn · d5 black pawn · d4 white pawn · a2 white pawn · b2 white pawn · e2 white pawn · f2 white pawn · g2 white pawn · h2 white pawn · a1 white rook · b1 white knight · c1 white bishop · d1 white queen · e1 white king · f1 white bishop · g1 white knight · h1 white rook | a8 black rook · b8 black knight · c8 black bishop · d8 black queen · e8 black king · f8 black bishop · g8 black knight · h8 black rook · a7 black pawn · b7 black pawn · e7 black pawn · f7 black pawn · g7 black pawn · h7 black pawn · d5 black pawn · d4 white pawn · a2 white pawn · b2 white pawn · e2 white pawn · f2 white pawn · g2 white pawn · h2 white pawn · a1 white rook · b1 white knight · c1 white bishop · d1 white queen · e1 white king · f1 white bishop · g1 white knight · h1 white rook | a8 black rook · b8 black knight · c8 black bishop · d8 black queen · e8 black king · f8 black bishop · g8 black knight · h8 black rook · a7 black pawn · b7 black pawn · e7 black pawn · f7 black pawn · g7 black pawn · h7 black pawn · d5 black pawn · d4 white pawn · a2 white pawn · b2 white pawn · e2 white pawn · f2 white pawn · g2 white pawn · h2 white pawn · a1 white rook · b1 white knight · c1 white bishop · d1 white queen · e1 white king · f1 white bishop · g1 white knight · h1 white rook | a8 black rook · b8 black knight · c8 black bishop · d8 black queen · e8 black king · f8 black bishop · g8 black knight · h8 black rook · a7 black pawn · b7 black pawn · e7 black pawn · f7 black pawn · g7 black pawn · h7 black pawn · d5 black pawn · d4 white pawn · a2 white pawn · b2 white pawn · e2 white pawn · f2 white pawn · g2 white pawn · h2 white pawn · a1 white rook · b1 white knight · c1 white bishop · d1 white queen · e1 white king · f1 white bishop · g1 white knight · h1 white rook | a8 black rook · b8 black knight · c8 black bishop · d8 black queen · e8 black king · f8 black bishop · g8 black knight · h8 black rook · a7 black pawn · b7 black pawn · e7 black pawn · f7 black pawn · g7 black pawn · h7 black pawn · d5 black pawn · d4 white pawn · a2 white pawn · b2 white pawn · e2 white pawn · f2 white pawn · g2 white pawn · h2 white pawn · a1 white rook · b1 white knight · c1 white bishop · d1 white queen · e1 white king · f1 white bishop · g1 white knight · h1 white rook | a8 black rook · b8 black knight · c8 black bishop · d8 black queen · e8 black king · f8 black bishop · g8 black knight · h8 black rook · a7 black pawn · b7 black pawn · e7 black pawn · f7 black pawn · g7 black pawn · h7 black pawn · d5 black pawn · d4 white pawn · a2 white pawn · b2 white pawn · e2 white pawn · f2 white pawn · g2 white pawn · h2 white pawn · a1 white rook · b1 white knight · c1 white bishop · d1 white queen · e1 white king · f1 white bishop · g1 white knight · h1 white rook | a8 black rook · b8 black knight · c8 black bishop · d8 black queen · e8 black king · f8 black bishop · g8 black knight · h8 black rook · a7 black pawn · b7 black pawn · e7 black pawn · f7 black pawn · g7 black pawn · h7 black pawn · d5 black pawn · d4 white pawn · a2 white pawn · b2 white pawn · e2 white pawn · f2 white pawn · g2 white pawn · h2 white pawn · a1 white rook · b1 white knight · c1 white bishop · d1 white queen · e1 white king · f1 white bishop · g1 white knight · h1 white rook | 1 |
|   | a | b | c | d | e | f | g | h |   |

|   | a | b | c | d | e | f | g | h |   |
| 8 | a8 black rook · b8 black knight · c8 black bishop · d8 black queen · e8 black king · f8 black bishop · h8 black rook · a7 black pawn · b7 black pawn · e7 black pawn · f7 black pawn · g7 black pawn · h7 black pawn · c6 black pawn · f6 black knight · d5 black pawn · c4 white pawn · d4 white pawn · e3 white pawn · f3 white knight · a2 white pawn · b2 white pawn · f2 white pawn · g2 white pawn · h2 white pawn · a1 white rook · b1 white knight · c1 white bishop · d1 white queen · e1 white king · f1 white bishop · h1 white rook | a8 black rook · b8 black knight · c8 black bishop · d8 black queen · e8 black king · f8 black bishop · h8 black rook · a7 black pawn · b7 black pawn · e7 black pawn · f7 black pawn · g7 black pawn · h7 black pawn · c6 black pawn · f6 black knight · d5 black pawn · c4 white pawn · d4 white pawn · e3 white pawn · f3 white knight · a2 white pawn · b2 white pawn · f2 white pawn · g2 white pawn · h2 white pawn · a1 white rook · b1 white knight · c1 white bishop · d1 white queen · e1 white king · f1 white bishop · h1 white rook | a8 black rook · b8 black knight · c8 black bishop · d8 black queen · e8 black king · f8 black bishop · h8 black rook · a7 black pawn · b7 black pawn · e7 black pawn · f7 black pawn · g7 black pawn · h7 black pawn · c6 black pawn · f6 black knight · d5 black pawn · c4 white pawn · d4 white pawn · e3 white pawn · f3 white knight · a2 white pawn · b2 white pawn · f2 white pawn · g2 white pawn · h2 white pawn · a1 white rook · b1 white knight · c1 white bishop · d1 white queen · e1 white king · f1 white bishop · h1 white rook | a8 black rook · b8 black knight · c8 black bishop · d8 black queen · e8 black king · f8 black bishop · h8 black rook · a7 black pawn · b7 black pawn · e7 black pawn · f7 black pawn · g7 black pawn · h7 black pawn · c6 black pawn · f6 black knight · d5 black pawn · c4 white pawn · d4 white pawn · e3 white pawn · f3 white knight · a2 white pawn · b2 white pawn · f2 white pawn · g2 white pawn · h2 white pawn · a1 white rook · b1 white knight · c1 white bishop · d1 white queen · e1 white king · f1 white bishop · h1 white rook | a8 black rook · b8 black knight · c8 black bishop · d8 black queen · e8 black king · f8 black bishop · h8 black rook · a7 black pawn · b7 black pawn · e7 black pawn · f7 black pawn · g7 black pawn · h7 black pawn · c6 black pawn · f6 black knight · d5 black pawn · c4 white pawn · d4 white pawn · e3 white pawn · f3 white knight · a2 white pawn · b2 white pawn · f2 white pawn · g2 white pawn · h2 white pawn · a1 white rook · b1 white knight · c1 white bishop · d1 white queen · e1 white king · f1 white bishop · h1 white rook | a8 black rook · b8 black knight · c8 black bishop · d8 black queen · e8 black king · f8 black bishop · h8 black rook · a7 black pawn · b7 black pawn · e7 black pawn · f7 black pawn · g7 black pawn · h7 black pawn · c6 black pawn · f6 black knight · d5 black pawn · c4 white pawn · d4 white pawn · e3 white pawn · f3 white knight · a2 white pawn · b2 white pawn · f2 white pawn · g2 white pawn · h2 white pawn · a1 white rook · b1 white knight · c1 white bishop · d1 white queen · e1 white king · f1 white bishop · h1 white rook | a8 black rook · b8 black knight · c8 black bishop · d8 black queen · e8 black king · f8 black bishop · h8 black rook · a7 black pawn · b7 black pawn · e7 black pawn · f7 black pawn · g7 black pawn · h7 black pawn · c6 black pawn · f6 black knight · d5 black pawn · c4 white pawn · d4 white pawn · e3 white pawn · f3 white knight · a2 white pawn · b2 white pawn · f2 white pawn · g2 white pawn · h2 white pawn · a1 white rook · b1 white knight · c1 white bishop · d1 white queen · e1 white king · f1 white bishop · h1 white rook | a8 black rook · b8 black knight · c8 black bishop · d8 black queen · e8 black king · f8 black bishop · h8 black rook · a7 black pawn · b7 black pawn · e7 black pawn · f7 black pawn · g7 black pawn · h7 black pawn · c6 black pawn · f6 black knight · d5 black pawn · c4 white pawn · d4 white pawn · e3 white pawn · f3 white knight · a2 white pawn · b2 white pawn · f2 white pawn · g2 white pawn · h2 white pawn · a1 white rook · b1 white knight · c1 white bishop · d1 white queen · e1 white king · f1 white bishop · h1 white rook | 8 |
| 7 | a8 black rook · b8 black knight · c8 black bishop · d8 black queen · e8 black king · f8 black bishop · h8 black rook · a7 black pawn · b7 black pawn · e7 black pawn · f7 black pawn · g7 black pawn · h7 black pawn · c6 black pawn · f6 black knight · d5 black pawn · c4 white pawn · d4 white pawn · e3 white pawn · f3 white knight · a2 white pawn · b2 white pawn · f2 white pawn · g2 white pawn · h2 white pawn · a1 white rook · b1 white knight · c1 white bishop · d1 white queen · e1 white king · f1 white bishop · h1 white rook | a8 black rook · b8 black knight · c8 black bishop · d8 black queen · e8 black king · f8 black bishop · h8 black rook · a7 black pawn · b7 black pawn · e7 black pawn · f7 black pawn · g7 black pawn · h7 black pawn · c6 black pawn · f6 black knight · d5 black pawn · c4 white pawn · d4 white pawn · e3 white pawn · f3 white knight · a2 white pawn · b2 white pawn · f2 white pawn · g2 white pawn · h2 white pawn · a1 white rook · b1 white knight · c1 white bishop · d1 white queen · e1 white king · f1 white bishop · h1 white rook | a8 black rook · b8 black knight · c8 black bishop · d8 black queen · e8 black king · f8 black bishop · h8 black rook · a7 black pawn · b7 black pawn · e7 black pawn · f7 black pawn · g7 black pawn · h7 black pawn · c6 black pawn · f6 black knight · d5 black pawn · c4 white pawn · d4 white pawn · e3 white pawn · f3 white knight · a2 white pawn · b2 white pawn · f2 white pawn · g2 white pawn · h2 white pawn · a1 white rook · b1 white knight · c1 white bishop · d1 white queen · e1 white king · f1 white bishop · h1 white rook | a8 black rook · b8 black knight · c8 black bishop · d8 black queen · e8 black king · f8 black bishop · h8 black rook · a7 black pawn · b7 black pawn · e7 black pawn · f7 black pawn · g7 black pawn · h7 black pawn · c6 black pawn · f6 black knight · d5 black pawn · c4 white pawn · d4 white pawn · e3 white pawn · f3 white knight · a2 white pawn · b2 white pawn · f2 white pawn · g2 white pawn · h2 white pawn · a1 white rook · b1 white knight · c1 white bishop · d1 white queen · e1 white king · f1 white bishop · h1 white rook | a8 black rook · b8 black knight · c8 black bishop · d8 black queen · e8 black king · f8 black bishop · h8 black rook · a7 black pawn · b7 black pawn · e7 black pawn · f7 black pawn · g7 black pawn · h7 black pawn · c6 black pawn · f6 black knight · d5 black pawn · c4 white pawn · d4 white pawn · e3 white pawn · f3 white knight · a2 white pawn · b2 white pawn · f2 white pawn · g2 white pawn · h2 white pawn · a1 white rook · b1 white knight · c1 white bishop · d1 white queen · e1 white king · f1 white bishop · h1 white rook | a8 black rook · b8 black knight · c8 black bishop · d8 black queen · e8 black king · f8 black bishop · h8 black rook · a7 black pawn · b7 black pawn · e7 black pawn · f7 black pawn · g7 black pawn · h7 black pawn · c6 black pawn · f6 black knight · d5 black pawn · c4 white pawn · d4 white pawn · e3 white pawn · f3 white knight · a2 white pawn · b2 white pawn · f2 white pawn · g2 white pawn · h2 white pawn · a1 white rook · b1 white knight · c1 white bishop · d1 white queen · e1 white king · f1 white bishop · h1 white rook | a8 black rook · b8 black knight · c8 black bishop · d8 black queen · e8 black king · f8 black bishop · h8 black rook · a7 black pawn · b7 black pawn · e7 black pawn · f7 black pawn · g7 black pawn · h7 black pawn · c6 black pawn · f6 black knight · d5 black pawn · c4 white pawn · d4 white pawn · e3 white pawn · f3 white knight · a2 white pawn · b2 white pawn · f2 white pawn · g2 white pawn · h2 white pawn · a1 white rook · b1 white knight · c1 white bishop · d1 white queen · e1 white king · f1 white bishop · h1 white rook | a8 black rook · b8 black knight · c8 black bishop · d8 black queen · e8 black king · f8 black bishop · h8 black rook · a7 black pawn · b7 black pawn · e7 black pawn · f7 black pawn · g7 black pawn · h7 black pawn · c6 black pawn · f6 black knight · d5 black pawn · c4 white pawn · d4 white pawn · e3 white pawn · f3 white knight · a2 white pawn · b2 white pawn · f2 white pawn · g2 white pawn · h2 white pawn · a1 white rook · b1 white knight · c1 white bishop · d1 white queen · e1 white king · f1 white bishop · h1 white rook | 7 |
| 6 | a8 black rook · b8 black knight · c8 black bishop · d8 black queen · e8 black king · f8 black bishop · h8 black rook · a7 black pawn · b7 black pawn · e7 black pawn · f7 black pawn · g7 black pawn · h7 black pawn · c6 black pawn · f6 black knight · d5 black pawn · c4 white pawn · d4 white pawn · e3 white pawn · f3 white knight · a2 white pawn · b2 white pawn · f2 white pawn · g2 white pawn · h2 white pawn · a1 white rook · b1 white knight · c1 white bishop · d1 white queen · e1 white king · f1 white bishop · h1 white rook | a8 black rook · b8 black knight · c8 black bishop · d8 black queen · e8 black king · f8 black bishop · h8 black rook · a7 black pawn · b7 black pawn · e7 black pawn · f7 black pawn · g7 black pawn · h7 black pawn · c6 black pawn · f6 black knight · d5 black pawn · c4 white pawn · d4 white pawn · e3 white pawn · f3 white knight · a2 white pawn · b2 white pawn · f2 white pawn · g2 white pawn · h2 white pawn · a1 white rook · b1 white knight · c1 white bishop · d1 white queen · e1 white king · f1 white bishop · h1 white rook | a8 black rook · b8 black knight · c8 black bishop · d8 black queen · e8 black king · f8 black bishop · h8 black rook · a7 black pawn · b7 black pawn · e7 black pawn · f7 black pawn · g7 black pawn · h7 black pawn · c6 black pawn · f6 black knight · d5 black pawn · c4 white pawn · d4 white pawn · e3 white pawn · f3 white knight · a2 white pawn · b2 white pawn · f2 white pawn · g2 white pawn · h2 white pawn · a1 white rook · b1 white knight · c1 white bishop · d1 white queen · e1 white king · f1 white bishop · h1 white rook | a8 black rook · b8 black knight · c8 black bishop · d8 black queen · e8 black king · f8 black bishop · h8 black rook · a7 black pawn · b7 black pawn · e7 black pawn · f7 black pawn · g7 black pawn · h7 black pawn · c6 black pawn · f6 black knight · d5 black pawn · c4 white pawn · d4 white pawn · e3 white pawn · f3 white knight · a2 white pawn · b2 white pawn · f2 white pawn · g2 white pawn · h2 white pawn · a1 white rook · b1 white knight · c1 white bishop · d1 white queen · e1 white king · f1 white bishop · h1 white rook | a8 black rook · b8 black knight · c8 black bishop · d8 black queen · e8 black king · f8 black bishop · h8 black rook · a7 black pawn · b7 black pawn · e7 black pawn · f7 black pawn · g7 black pawn · h7 black pawn · c6 black pawn · f6 black knight · d5 black pawn · c4 white pawn · d4 white pawn · e3 white pawn · f3 white knight · a2 white pawn · b2 white pawn · f2 white pawn · g2 white pawn · h2 white pawn · a1 white rook · b1 white knight · c1 white bishop · d1 white queen · e1 white king · f1 white bishop · h1 white rook | a8 black rook · b8 black knight · c8 black bishop · d8 black queen · e8 black king · f8 black bishop · h8 black rook · a7 black pawn · b7 black pawn · e7 black pawn · f7 black pawn · g7 black pawn · h7 black pawn · c6 black pawn · f6 black knight · d5 black pawn · c4 white pawn · d4 white pawn · e3 white pawn · f3 white knight · a2 white pawn · b2 white pawn · f2 white pawn · g2 white pawn · h2 white pawn · a1 white rook · b1 white knight · c1 white bishop · d1 white queen · e1 white king · f1 white bishop · h1 white rook | a8 black rook · b8 black knight · c8 black bishop · d8 black queen · e8 black king · f8 black bishop · h8 black rook · a7 black pawn · b7 black pawn · e7 black pawn · f7 black pawn · g7 black pawn · h7 black pawn · c6 black pawn · f6 black knight · d5 black pawn · c4 white pawn · d4 white pawn · e3 white pawn · f3 white knight · a2 white pawn · b2 white pawn · f2 white pawn · g2 white pawn · h2 white pawn · a1 white rook · b1 white knight · c1 white bishop · d1 white queen · e1 white king · f1 white bishop · h1 white rook | a8 black rook · b8 black knight · c8 black bishop · d8 black queen · e8 black king · f8 black bishop · h8 black rook · a7 black pawn · b7 black pawn · e7 black pawn · f7 black pawn · g7 black pawn · h7 black pawn · c6 black pawn · f6 black knight · d5 black pawn · c4 white pawn · d4 white pawn · e3 white pawn · f3 white knight · a2 white pawn · b2 white pawn · f2 white pawn · g2 white pawn · h2 white pawn · a1 white rook · b1 white knight · c1 white bishop · d1 white queen · e1 white king · f1 white bishop · h1 white rook | 6 |
| 5 | a8 black rook · b8 black knight · c8 black bishop · d8 black queen · e8 black king · f8 black bishop · h8 black rook · a7 black pawn · b7 black pawn · e7 black pawn · f7 black pawn · g7 black pawn · h7 black pawn · c6 black pawn · f6 black knight · d5 black pawn · c4 white pawn · d4 white pawn · e3 white pawn · f3 white knight · a2 white pawn · b2 white pawn · f2 white pawn · g2 white pawn · h2 white pawn · a1 white rook · b1 white knight · c1 white bishop · d1 white queen · e1 white king · f1 white bishop · h1 white rook | a8 black rook · b8 black knight · c8 black bishop · d8 black queen · e8 black king · f8 black bishop · h8 black rook · a7 black pawn · b7 black pawn · e7 black pawn · f7 black pawn · g7 black pawn · h7 black pawn · c6 black pawn · f6 black knight · d5 black pawn · c4 white pawn · d4 white pawn · e3 white pawn · f3 white knight · a2 white pawn · b2 white pawn · f2 white pawn · g2 white pawn · h2 white pawn · a1 white rook · b1 white knight · c1 white bishop · d1 white queen · e1 white king · f1 white bishop · h1 white rook | a8 black rook · b8 black knight · c8 black bishop · d8 black queen · e8 black king · f8 black bishop · h8 black rook · a7 black pawn · b7 black pawn · e7 black pawn · f7 black pawn · g7 black pawn · h7 black pawn · c6 black pawn · f6 black knight · d5 black pawn · c4 white pawn · d4 white pawn · e3 white pawn · f3 white knight · a2 white pawn · b2 white pawn · f2 white pawn · g2 white pawn · h2 white pawn · a1 white rook · b1 white knight · c1 white bishop · d1 white queen · e1 white king · f1 white bishop · h1 white rook | a8 black rook · b8 black knight · c8 black bishop · d8 black queen · e8 black king · f8 black bishop · h8 black rook · a7 black pawn · b7 black pawn · e7 black pawn · f7 black pawn · g7 black pawn · h7 black pawn · c6 black pawn · f6 black knight · d5 black pawn · c4 white pawn · d4 white pawn · e3 white pawn · f3 white knight · a2 white pawn · b2 white pawn · f2 white pawn · g2 white pawn · h2 white pawn · a1 white rook · b1 white knight · c1 white bishop · d1 white queen · e1 white king · f1 white bishop · h1 white rook | a8 black rook · b8 black knight · c8 black bishop · d8 black queen · e8 black king · f8 black bishop · h8 black rook · a7 black pawn · b7 black pawn · e7 black pawn · f7 black pawn · g7 black pawn · h7 black pawn · c6 black pawn · f6 black knight · d5 black pawn · c4 white pawn · d4 white pawn · e3 white pawn · f3 white knight · a2 white pawn · b2 white pawn · f2 white pawn · g2 white pawn · h2 white pawn · a1 white rook · b1 white knight · c1 white bishop · d1 white queen · e1 white king · f1 white bishop · h1 white rook | a8 black rook · b8 black knight · c8 black bishop · d8 black queen · e8 black king · f8 black bishop · h8 black rook · a7 black pawn · b7 black pawn · e7 black pawn · f7 black pawn · g7 black pawn · h7 black pawn · c6 black pawn · f6 black knight · d5 black pawn · c4 white pawn · d4 white pawn · e3 white pawn · f3 white knight · a2 white pawn · b2 white pawn · f2 white pawn · g2 white pawn · h2 white pawn · a1 white rook · b1 white knight · c1 white bishop · d1 white queen · e1 white king · f1 white bishop · h1 white rook | a8 black rook · b8 black knight · c8 black bishop · d8 black queen · e8 black king · f8 black bishop · h8 black rook · a7 black pawn · b7 black pawn · e7 black pawn · f7 black pawn · g7 black pawn · h7 black pawn · c6 black pawn · f6 black knight · d5 black pawn · c4 white pawn · d4 white pawn · e3 white pawn · f3 white knight · a2 white pawn · b2 white pawn · f2 white pawn · g2 white pawn · h2 white pawn · a1 white rook · b1 white knight · c1 white bishop · d1 white queen · e1 white king · f1 white bishop · h1 white rook | a8 black rook · b8 black knight · c8 black bishop · d8 black queen · e8 black king · f8 black bishop · h8 black rook · a7 black pawn · b7 black pawn · e7 black pawn · f7 black pawn · g7 black pawn · h7 black pawn · c6 black pawn · f6 black knight · d5 black pawn · c4 white pawn · d4 white pawn · e3 white pawn · f3 white knight · a2 white pawn · b2 white pawn · f2 white pawn · g2 white pawn · h2 white pawn · a1 white rook · b1 white knight · c1 white bishop · d1 white queen · e1 white king · f1 white bishop · h1 white rook | 5 |
| 4 | a8 black rook · b8 black knight · c8 black bishop · d8 black queen · e8 black king · f8 black bishop · h8 black rook · a7 black pawn · b7 black pawn · e7 black pawn · f7 black pawn · g7 black pawn · h7 black pawn · c6 black pawn · f6 black knight · d5 black pawn · c4 white pawn · d4 white pawn · e3 white pawn · f3 white knight · a2 white pawn · b2 white pawn · f2 white pawn · g2 white pawn · h2 white pawn · a1 white rook · b1 white knight · c1 white bishop · d1 white queen · e1 white king · f1 white bishop · h1 white rook | a8 black rook · b8 black knight · c8 black bishop · d8 black queen · e8 black king · f8 black bishop · h8 black rook · a7 black pawn · b7 black pawn · e7 black pawn · f7 black pawn · g7 black pawn · h7 black pawn · c6 black pawn · f6 black knight · d5 black pawn · c4 white pawn · d4 white pawn · e3 white pawn · f3 white knight · a2 white pawn · b2 white pawn · f2 white pawn · g2 white pawn · h2 white pawn · a1 white rook · b1 white knight · c1 white bishop · d1 white queen · e1 white king · f1 white bishop · h1 white rook | a8 black rook · b8 black knight · c8 black bishop · d8 black queen · e8 black king · f8 black bishop · h8 black rook · a7 black pawn · b7 black pawn · e7 black pawn · f7 black pawn · g7 black pawn · h7 black pawn · c6 black pawn · f6 black knight · d5 black pawn · c4 white pawn · d4 white pawn · e3 white pawn · f3 white knight · a2 white pawn · b2 white pawn · f2 white pawn · g2 white pawn · h2 white pawn · a1 white rook · b1 white knight · c1 white bishop · d1 white queen · e1 white king · f1 white bishop · h1 white rook | a8 black rook · b8 black knight · c8 black bishop · d8 black queen · e8 black king · f8 black bishop · h8 black rook · a7 black pawn · b7 black pawn · e7 black pawn · f7 black pawn · g7 black pawn · h7 black pawn · c6 black pawn · f6 black knight · d5 black pawn · c4 white pawn · d4 white pawn · e3 white pawn · f3 white knight · a2 white pawn · b2 white pawn · f2 white pawn · g2 white pawn · h2 white pawn · a1 white rook · b1 white knight · c1 white bishop · d1 white queen · e1 white king · f1 white bishop · h1 white rook | a8 black rook · b8 black knight · c8 black bishop · d8 black queen · e8 black king · f8 black bishop · h8 black rook · a7 black pawn · b7 black pawn · e7 black pawn · f7 black pawn · g7 black pawn · h7 black pawn · c6 black pawn · f6 black knight · d5 black pawn · c4 white pawn · d4 white pawn · e3 white pawn · f3 white knight · a2 white pawn · b2 white pawn · f2 white pawn · g2 white pawn · h2 white pawn · a1 white rook · b1 white knight · c1 white bishop · d1 white queen · e1 white king · f1 white bishop · h1 white rook | a8 black rook · b8 black knight · c8 black bishop · d8 black queen · e8 black king · f8 black bishop · h8 black rook · a7 black pawn · b7 black pawn · e7 black pawn · f7 black pawn · g7 black pawn · h7 black pawn · c6 black pawn · f6 black knight · d5 black pawn · c4 white pawn · d4 white pawn · e3 white pawn · f3 white knight · a2 white pawn · b2 white pawn · f2 white pawn · g2 white pawn · h2 white pawn · a1 white rook · b1 white knight · c1 white bishop · d1 white queen · e1 white king · f1 white bishop · h1 white rook | a8 black rook · b8 black knight · c8 black bishop · d8 black queen · e8 black king · f8 black bishop · h8 black rook · a7 black pawn · b7 black pawn · e7 black pawn · f7 black pawn · g7 black pawn · h7 black pawn · c6 black pawn · f6 black knight · d5 black pawn · c4 white pawn · d4 white pawn · e3 white pawn · f3 white knight · a2 white pawn · b2 white pawn · f2 white pawn · g2 white pawn · h2 white pawn · a1 white rook · b1 white knight · c1 white bishop · d1 white queen · e1 white king · f1 white bishop · h1 white rook | a8 black rook · b8 black knight · c8 black bishop · d8 black queen · e8 black king · f8 black bishop · h8 black rook · a7 black pawn · b7 black pawn · e7 black pawn · f7 black pawn · g7 black pawn · h7 black pawn · c6 black pawn · f6 black knight · d5 black pawn · c4 white pawn · d4 white pawn · e3 white pawn · f3 white knight · a2 white pawn · b2 white pawn · f2 white pawn · g2 white pawn · h2 white pawn · a1 white rook · b1 white knight · c1 white bishop · d1 white queen · e1 white king · f1 white bishop · h1 white rook | 4 |
| 3 | a8 black rook · b8 black knight · c8 black bishop · d8 black queen · e8 black king · f8 black bishop · h8 black rook · a7 black pawn · b7 black pawn · e7 black pawn · f7 black pawn · g7 black pawn · h7 black pawn · c6 black pawn · f6 black knight · d5 black pawn · c4 white pawn · d4 white pawn · e3 white pawn · f3 white knight · a2 white pawn · b2 white pawn · f2 white pawn · g2 white pawn · h2 white pawn · a1 white rook · b1 white knight · c1 white bishop · d1 white queen · e1 white king · f1 white bishop · h1 white rook | a8 black rook · b8 black knight · c8 black bishop · d8 black queen · e8 black king · f8 black bishop · h8 black rook · a7 black pawn · b7 black pawn · e7 black pawn · f7 black pawn · g7 black pawn · h7 black pawn · c6 black pawn · f6 black knight · d5 black pawn · c4 white pawn · d4 white pawn · e3 white pawn · f3 white knight · a2 white pawn · b2 white pawn · f2 white pawn · g2 white pawn · h2 white pawn · a1 white rook · b1 white knight · c1 white bishop · d1 white queen · e1 white king · f1 white bishop · h1 white rook | a8 black rook · b8 black knight · c8 black bishop · d8 black queen · e8 black king · f8 black bishop · h8 black rook · a7 black pawn · b7 black pawn · e7 black pawn · f7 black pawn · g7 black pawn · h7 black pawn · c6 black pawn · f6 black knight · d5 black pawn · c4 white pawn · d4 white pawn · e3 white pawn · f3 white knight · a2 white pawn · b2 white pawn · f2 white pawn · g2 white pawn · h2 white pawn · a1 white rook · b1 white knight · c1 white bishop · d1 white queen · e1 white king · f1 white bishop · h1 white rook | a8 black rook · b8 black knight · c8 black bishop · d8 black queen · e8 black king · f8 black bishop · h8 black rook · a7 black pawn · b7 black pawn · e7 black pawn · f7 black pawn · g7 black pawn · h7 black pawn · c6 black pawn · f6 black knight · d5 black pawn · c4 white pawn · d4 white pawn · e3 white pawn · f3 white knight · a2 white pawn · b2 white pawn · f2 white pawn · g2 white pawn · h2 white pawn · a1 white rook · b1 white knight · c1 white bishop · d1 white queen · e1 white king · f1 white bishop · h1 white rook | a8 black rook · b8 black knight · c8 black bishop · d8 black queen · e8 black king · f8 black bishop · h8 black rook · a7 black pawn · b7 black pawn · e7 black pawn · f7 black pawn · g7 black pawn · h7 black pawn · c6 black pawn · f6 black knight · d5 black pawn · c4 white pawn · d4 white pawn · e3 white pawn · f3 white knight · a2 white pawn · b2 white pawn · f2 white pawn · g2 white pawn · h2 white pawn · a1 white rook · b1 white knight · c1 white bishop · d1 white queen · e1 white king · f1 white bishop · h1 white rook | a8 black rook · b8 black knight · c8 black bishop · d8 black queen · e8 black king · f8 black bishop · h8 black rook · a7 black pawn · b7 black pawn · e7 black pawn · f7 black pawn · g7 black pawn · h7 black pawn · c6 black pawn · f6 black knight · d5 black pawn · c4 white pawn · d4 white pawn · e3 white pawn · f3 white knight · a2 white pawn · b2 white pawn · f2 white pawn · g2 white pawn · h2 white pawn · a1 white rook · b1 white knight · c1 white bishop · d1 white queen · e1 white king · f1 white bishop · h1 white rook | a8 black rook · b8 black knight · c8 black bishop · d8 black queen · e8 black king · f8 black bishop · h8 black rook · a7 black pawn · b7 black pawn · e7 black pawn · f7 black pawn · g7 black pawn · h7 black pawn · c6 black pawn · f6 black knight · d5 black pawn · c4 white pawn · d4 white pawn · e3 white pawn · f3 white knight · a2 white pawn · b2 white pawn · f2 white pawn · g2 white pawn · h2 white pawn · a1 white rook · b1 white knight · c1 white bishop · d1 white queen · e1 white king · f1 white bishop · h1 white rook | a8 black rook · b8 black knight · c8 black bishop · d8 black queen · e8 black king · f8 black bishop · h8 black rook · a7 black pawn · b7 black pawn · e7 black pawn · f7 black pawn · g7 black pawn · h7 black pawn · c6 black pawn · f6 black knight · d5 black pawn · c4 white pawn · d4 white pawn · e3 white pawn · f3 white knight · a2 white pawn · b2 white pawn · f2 white pawn · g2 white pawn · h2 white pawn · a1 white rook · b1 white knight · c1 white bishop · d1 white queen · e1 white king · f1 white bishop · h1 white rook | 3 |
| 2 | a8 black rook · b8 black knight · c8 black bishop · d8 black queen · e8 black king · f8 black bishop · h8 black rook · a7 black pawn · b7 black pawn · e7 black pawn · f7 black pawn · g7 black pawn · h7 black pawn · c6 black pawn · f6 black knight · d5 black pawn · c4 white pawn · d4 white pawn · e3 white pawn · f3 white knight · a2 white pawn · b2 white pawn · f2 white pawn · g2 white pawn · h2 white pawn · a1 white rook · b1 white knight · c1 white bishop · d1 white queen · e1 white king · f1 white bishop · h1 white rook | a8 black rook · b8 black knight · c8 black bishop · d8 black queen · e8 black king · f8 black bishop · h8 black rook · a7 black pawn · b7 black pawn · e7 black pawn · f7 black pawn · g7 black pawn · h7 black pawn · c6 black pawn · f6 black knight · d5 black pawn · c4 white pawn · d4 white pawn · e3 white pawn · f3 white knight · a2 white pawn · b2 white pawn · f2 white pawn · g2 white pawn · h2 white pawn · a1 white rook · b1 white knight · c1 white bishop · d1 white queen · e1 white king · f1 white bishop · h1 white rook | a8 black rook · b8 black knight · c8 black bishop · d8 black queen · e8 black king · f8 black bishop · h8 black rook · a7 black pawn · b7 black pawn · e7 black pawn · f7 black pawn · g7 black pawn · h7 black pawn · c6 black pawn · f6 black knight · d5 black pawn · c4 white pawn · d4 white pawn · e3 white pawn · f3 white knight · a2 white pawn · b2 white pawn · f2 white pawn · g2 white pawn · h2 white pawn · a1 white rook · b1 white knight · c1 white bishop · d1 white queen · e1 white king · f1 white bishop · h1 white rook | a8 black rook · b8 black knight · c8 black bishop · d8 black queen · e8 black king · f8 black bishop · h8 black rook · a7 black pawn · b7 black pawn · e7 black pawn · f7 black pawn · g7 black pawn · h7 black pawn · c6 black pawn · f6 black knight · d5 black pawn · c4 white pawn · d4 white pawn · e3 white pawn · f3 white knight · a2 white pawn · b2 white pawn · f2 white pawn · g2 white pawn · h2 white pawn · a1 white rook · b1 white knight · c1 white bishop · d1 white queen · e1 white king · f1 white bishop · h1 white rook | a8 black rook · b8 black knight · c8 black bishop · d8 black queen · e8 black king · f8 black bishop · h8 black rook · a7 black pawn · b7 black pawn · e7 black pawn · f7 black pawn · g7 black pawn · h7 black pawn · c6 black pawn · f6 black knight · d5 black pawn · c4 white pawn · d4 white pawn · e3 white pawn · f3 white knight · a2 white pawn · b2 white pawn · f2 white pawn · g2 white pawn · h2 white pawn · a1 white rook · b1 white knight · c1 white bishop · d1 white queen · e1 white king · f1 white bishop · h1 white rook | a8 black rook · b8 black knight · c8 black bishop · d8 black queen · e8 black king · f8 black bishop · h8 black rook · a7 black pawn · b7 black pawn · e7 black pawn · f7 black pawn · g7 black pawn · h7 black pawn · c6 black pawn · f6 black knight · d5 black pawn · c4 white pawn · d4 white pawn · e3 white pawn · f3 white knight · a2 white pawn · b2 white pawn · f2 white pawn · g2 white pawn · h2 white pawn · a1 white rook · b1 white knight · c1 white bishop · d1 white queen · e1 white king · f1 white bishop · h1 white rook | a8 black rook · b8 black knight · c8 black bishop · d8 black queen · e8 black king · f8 black bishop · h8 black rook · a7 black pawn · b7 black pawn · e7 black pawn · f7 black pawn · g7 black pawn · h7 black pawn · c6 black pawn · f6 black knight · d5 black pawn · c4 white pawn · d4 white pawn · e3 white pawn · f3 white knight · a2 white pawn · b2 white pawn · f2 white pawn · g2 white pawn · h2 white pawn · a1 white rook · b1 white knight · c1 white bishop · d1 white queen · e1 white king · f1 white bishop · h1 white rook | a8 black rook · b8 black knight · c8 black bishop · d8 black queen · e8 black king · f8 black bishop · h8 black rook · a7 black pawn · b7 black pawn · e7 black pawn · f7 black pawn · g7 black pawn · h7 black pawn · c6 black pawn · f6 black knight · d5 black pawn · c4 white pawn · d4 white pawn · e3 white pawn · f3 white knight · a2 white pawn · b2 white pawn · f2 white pawn · g2 white pawn · h2 white pawn · a1 white rook · b1 white knight · c1 white bishop · d1 white queen · e1 white king · f1 white bishop · h1 white rook | 2 |
| 1 | a8 black rook · b8 black knight · c8 black bishop · d8 black queen · e8 black king · f8 black bishop · h8 black rook · a7 black pawn · b7 black pawn · e7 black pawn · f7 black pawn · g7 black pawn · h7 black pawn · c6 black pawn · f6 black knight · d5 black pawn · c4 white pawn · d4 white pawn · e3 white pawn · f3 white knight · a2 white pawn · b2 white pawn · f2 white pawn · g2 white pawn · h2 white pawn · a1 white rook · b1 white knight · c1 white bishop · d1 white queen · e1 white king · f1 white bishop · h1 white rook | a8 black rook · b8 black knight · c8 black bishop · d8 black queen · e8 black king · f8 black bishop · h8 black rook · a7 black pawn · b7 black pawn · e7 black pawn · f7 black pawn · g7 black pawn · h7 black pawn · c6 black pawn · f6 black knight · d5 black pawn · c4 white pawn · d4 white pawn · e3 white pawn · f3 white knight · a2 white pawn · b2 white pawn · f2 white pawn · g2 white pawn · h2 white pawn · a1 white rook · b1 white knight · c1 white bishop · d1 white queen · e1 white king · f1 white bishop · h1 white rook | a8 black rook · b8 black knight · c8 black bishop · d8 black queen · e8 black king · f8 black bishop · h8 black rook · a7 black pawn · b7 black pawn · e7 black pawn · f7 black pawn · g7 black pawn · h7 black pawn · c6 black pawn · f6 black knight · d5 black pawn · c4 white pawn · d4 white pawn · e3 white pawn · f3 white knight · a2 white pawn · b2 white pawn · f2 white pawn · g2 white pawn · h2 white pawn · a1 white rook · b1 white knight · c1 white bishop · d1 white queen · e1 white king · f1 white bishop · h1 white rook | a8 black rook · b8 black knight · c8 black bishop · d8 black queen · e8 black king · f8 black bishop · h8 black rook · a7 black pawn · b7 black pawn · e7 black pawn · f7 black pawn · g7 black pawn · h7 black pawn · c6 black pawn · f6 black knight · d5 black pawn · c4 white pawn · d4 white pawn · e3 white pawn · f3 white knight · a2 white pawn · b2 white pawn · f2 white pawn · g2 white pawn · h2 white pawn · a1 white rook · b1 white knight · c1 white bishop · d1 white queen · e1 white king · f1 white bishop · h1 white rook | a8 black rook · b8 black knight · c8 black bishop · d8 black queen · e8 black king · f8 black bishop · h8 black rook · a7 black pawn · b7 black pawn · e7 black pawn · f7 black pawn · g7 black pawn · h7 black pawn · c6 black pawn · f6 black knight · d5 black pawn · c4 white pawn · d4 white pawn · e3 white pawn · f3 white knight · a2 white pawn · b2 white pawn · f2 white pawn · g2 white pawn · h2 white pawn · a1 white rook · b1 white knight · c1 white bishop · d1 white queen · e1 white king · f1 white bishop · h1 white rook | a8 black rook · b8 black knight · c8 black bishop · d8 black queen · e8 black king · f8 black bishop · h8 black rook · a7 black pawn · b7 black pawn · e7 black pawn · f7 black pawn · g7 black pawn · h7 black pawn · c6 black pawn · f6 black knight · d5 black pawn · c4 white pawn · d4 white pawn · e3 white pawn · f3 white knight · a2 white pawn · b2 white pawn · f2 white pawn · g2 white pawn · h2 white pawn · a1 white rook · b1 white knight · c1 white bishop · d1 white queen · e1 white king · f1 white bishop · h1 white rook | a8 black rook · b8 black knight · c8 black bishop · d8 black queen · e8 black king · f8 black bishop · h8 black rook · a7 black pawn · b7 black pawn · e7 black pawn · f7 black pawn · g7 black pawn · h7 black pawn · c6 black pawn · f6 black knight · d5 black pawn · c4 white pawn · d4 white pawn · e3 white pawn · f3 white knight · a2 white pawn · b2 white pawn · f2 white pawn · g2 white pawn · h2 white pawn · a1 white rook · b1 white knight · c1 white bishop · d1 white queen · e1 white king · f1 white bishop · h1 white rook | a8 black rook · b8 black knight · c8 black bishop · d8 black queen · e8 black king · f8 black bishop · h8 black rook · a7 black pawn · b7 black pawn · e7 black pawn · f7 black pawn · g7 black pawn · h7 black pawn · c6 black pawn · f6 black knight · d5 black pawn · c4 white pawn · d4 white pawn · e3 white pawn · f3 white knight · a2 white pawn · b2 white pawn · f2 white pawn · g2 white pawn · h2 white pawn · a1 white rook · b1 white knight · c1 white bishop · d1 white queen · e1 white king · f1 white bishop · h1 white rook | 1 |
|   | a | b | c | d | e | f | g | h |   |

|   | a | b | c | d | e | f | g | h |   |
| 8 | a8 black rook · b8 black knight · c8 black bishop · d8 black queen · e8 black king · f8 black bishop · h8 black rook · a7 black pawn · b7 black pawn · e7 black pawn · f7 black pawn · g7 black pawn · h7 black pawn · c6 black pawn · f6 black knight · a4 white pawn · c4 black pawn · d4 white pawn · c3 white knight · f3 white knight · b2 white pawn · e2 white pawn · f2 white pawn · g2 white pawn · h2 white pawn · a1 white rook · c1 white bishop · d1 white queen · e1 white king · f1 white bishop · h1 white rook | a8 black rook · b8 black knight · c8 black bishop · d8 black queen · e8 black king · f8 black bishop · h8 black rook · a7 black pawn · b7 black pawn · e7 black pawn · f7 black pawn · g7 black pawn · h7 black pawn · c6 black pawn · f6 black knight · a4 white pawn · c4 black pawn · d4 white pawn · c3 white knight · f3 white knight · b2 white pawn · e2 white pawn · f2 white pawn · g2 white pawn · h2 white pawn · a1 white rook · c1 white bishop · d1 white queen · e1 white king · f1 white bishop · h1 white rook | a8 black rook · b8 black knight · c8 black bishop · d8 black queen · e8 black king · f8 black bishop · h8 black rook · a7 black pawn · b7 black pawn · e7 black pawn · f7 black pawn · g7 black pawn · h7 black pawn · c6 black pawn · f6 black knight · a4 white pawn · c4 black pawn · d4 white pawn · c3 white knight · f3 white knight · b2 white pawn · e2 white pawn · f2 white pawn · g2 white pawn · h2 white pawn · a1 white rook · c1 white bishop · d1 white queen · e1 white king · f1 white bishop · h1 white rook | a8 black rook · b8 black knight · c8 black bishop · d8 black queen · e8 black king · f8 black bishop · h8 black rook · a7 black pawn · b7 black pawn · e7 black pawn · f7 black pawn · g7 black pawn · h7 black pawn · c6 black pawn · f6 black knight · a4 white pawn · c4 black pawn · d4 white pawn · c3 white knight · f3 white knight · b2 white pawn · e2 white pawn · f2 white pawn · g2 white pawn · h2 white pawn · a1 white rook · c1 white bishop · d1 white queen · e1 white king · f1 white bishop · h1 white rook | a8 black rook · b8 black knight · c8 black bishop · d8 black queen · e8 black king · f8 black bishop · h8 black rook · a7 black pawn · b7 black pawn · e7 black pawn · f7 black pawn · g7 black pawn · h7 black pawn · c6 black pawn · f6 black knight · a4 white pawn · c4 black pawn · d4 white pawn · c3 white knight · f3 white knight · b2 white pawn · e2 white pawn · f2 white pawn · g2 white pawn · h2 white pawn · a1 white rook · c1 white bishop · d1 white queen · e1 white king · f1 white bishop · h1 white rook | a8 black rook · b8 black knight · c8 black bishop · d8 black queen · e8 black king · f8 black bishop · h8 black rook · a7 black pawn · b7 black pawn · e7 black pawn · f7 black pawn · g7 black pawn · h7 black pawn · c6 black pawn · f6 black knight · a4 white pawn · c4 black pawn · d4 white pawn · c3 white knight · f3 white knight · b2 white pawn · e2 white pawn · f2 white pawn · g2 white pawn · h2 white pawn · a1 white rook · c1 white bishop · d1 white queen · e1 white king · f1 white bishop · h1 white rook | a8 black rook · b8 black knight · c8 black bishop · d8 black queen · e8 black king · f8 black bishop · h8 black rook · a7 black pawn · b7 black pawn · e7 black pawn · f7 black pawn · g7 black pawn · h7 black pawn · c6 black pawn · f6 black knight · a4 white pawn · c4 black pawn · d4 white pawn · c3 white knight · f3 white knight · b2 white pawn · e2 white pawn · f2 white pawn · g2 white pawn · h2 white pawn · a1 white rook · c1 white bishop · d1 white queen · e1 white king · f1 white bishop · h1 white rook | a8 black rook · b8 black knight · c8 black bishop · d8 black queen · e8 black king · f8 black bishop · h8 black rook · a7 black pawn · b7 black pawn · e7 black pawn · f7 black pawn · g7 black pawn · h7 black pawn · c6 black pawn · f6 black knight · a4 white pawn · c4 black pawn · d4 white pawn · c3 white knight · f3 white knight · b2 white pawn · e2 white pawn · f2 white pawn · g2 white pawn · h2 white pawn · a1 white rook · c1 white bishop · d1 white queen · e1 white king · f1 white bishop · h1 white rook | 8 |
| 7 | a8 black rook · b8 black knight · c8 black bishop · d8 black queen · e8 black king · f8 black bishop · h8 black rook · a7 black pawn · b7 black pawn · e7 black pawn · f7 black pawn · g7 black pawn · h7 black pawn · c6 black pawn · f6 black knight · a4 white pawn · c4 black pawn · d4 white pawn · c3 white knight · f3 white knight · b2 white pawn · e2 white pawn · f2 white pawn · g2 white pawn · h2 white pawn · a1 white rook · c1 white bishop · d1 white queen · e1 white king · f1 white bishop · h1 white rook | a8 black rook · b8 black knight · c8 black bishop · d8 black queen · e8 black king · f8 black bishop · h8 black rook · a7 black pawn · b7 black pawn · e7 black pawn · f7 black pawn · g7 black pawn · h7 black pawn · c6 black pawn · f6 black knight · a4 white pawn · c4 black pawn · d4 white pawn · c3 white knight · f3 white knight · b2 white pawn · e2 white pawn · f2 white pawn · g2 white pawn · h2 white pawn · a1 white rook · c1 white bishop · d1 white queen · e1 white king · f1 white bishop · h1 white rook | a8 black rook · b8 black knight · c8 black bishop · d8 black queen · e8 black king · f8 black bishop · h8 black rook · a7 black pawn · b7 black pawn · e7 black pawn · f7 black pawn · g7 black pawn · h7 black pawn · c6 black pawn · f6 black knight · a4 white pawn · c4 black pawn · d4 white pawn · c3 white knight · f3 white knight · b2 white pawn · e2 white pawn · f2 white pawn · g2 white pawn · h2 white pawn · a1 white rook · c1 white bishop · d1 white queen · e1 white king · f1 white bishop · h1 white rook | a8 black rook · b8 black knight · c8 black bishop · d8 black queen · e8 black king · f8 black bishop · h8 black rook · a7 black pawn · b7 black pawn · e7 black pawn · f7 black pawn · g7 black pawn · h7 black pawn · c6 black pawn · f6 black knight · a4 white pawn · c4 black pawn · d4 white pawn · c3 white knight · f3 white knight · b2 white pawn · e2 white pawn · f2 white pawn · g2 white pawn · h2 white pawn · a1 white rook · c1 white bishop · d1 white queen · e1 white king · f1 white bishop · h1 white rook | a8 black rook · b8 black knight · c8 black bishop · d8 black queen · e8 black king · f8 black bishop · h8 black rook · a7 black pawn · b7 black pawn · e7 black pawn · f7 black pawn · g7 black pawn · h7 black pawn · c6 black pawn · f6 black knight · a4 white pawn · c4 black pawn · d4 white pawn · c3 white knight · f3 white knight · b2 white pawn · e2 white pawn · f2 white pawn · g2 white pawn · h2 white pawn · a1 white rook · c1 white bishop · d1 white queen · e1 white king · f1 white bishop · h1 white rook | a8 black rook · b8 black knight · c8 black bishop · d8 black queen · e8 black king · f8 black bishop · h8 black rook · a7 black pawn · b7 black pawn · e7 black pawn · f7 black pawn · g7 black pawn · h7 black pawn · c6 black pawn · f6 black knight · a4 white pawn · c4 black pawn · d4 white pawn · c3 white knight · f3 white knight · b2 white pawn · e2 white pawn · f2 white pawn · g2 white pawn · h2 white pawn · a1 white rook · c1 white bishop · d1 white queen · e1 white king · f1 white bishop · h1 white rook | a8 black rook · b8 black knight · c8 black bishop · d8 black queen · e8 black king · f8 black bishop · h8 black rook · a7 black pawn · b7 black pawn · e7 black pawn · f7 black pawn · g7 black pawn · h7 black pawn · c6 black pawn · f6 black knight · a4 white pawn · c4 black pawn · d4 white pawn · c3 white knight · f3 white knight · b2 white pawn · e2 white pawn · f2 white pawn · g2 white pawn · h2 white pawn · a1 white rook · c1 white bishop · d1 white queen · e1 white king · f1 white bishop · h1 white rook | a8 black rook · b8 black knight · c8 black bishop · d8 black queen · e8 black king · f8 black bishop · h8 black rook · a7 black pawn · b7 black pawn · e7 black pawn · f7 black pawn · g7 black pawn · h7 black pawn · c6 black pawn · f6 black knight · a4 white pawn · c4 black pawn · d4 white pawn · c3 white knight · f3 white knight · b2 white pawn · e2 white pawn · f2 white pawn · g2 white pawn · h2 white pawn · a1 white rook · c1 white bishop · d1 white queen · e1 white king · f1 white bishop · h1 white rook | 7 |
| 6 | a8 black rook · b8 black knight · c8 black bishop · d8 black queen · e8 black king · f8 black bishop · h8 black rook · a7 black pawn · b7 black pawn · e7 black pawn · f7 black pawn · g7 black pawn · h7 black pawn · c6 black pawn · f6 black knight · a4 white pawn · c4 black pawn · d4 white pawn · c3 white knight · f3 white knight · b2 white pawn · e2 white pawn · f2 white pawn · g2 white pawn · h2 white pawn · a1 white rook · c1 white bishop · d1 white queen · e1 white king · f1 white bishop · h1 white rook | a8 black rook · b8 black knight · c8 black bishop · d8 black queen · e8 black king · f8 black bishop · h8 black rook · a7 black pawn · b7 black pawn · e7 black pawn · f7 black pawn · g7 black pawn · h7 black pawn · c6 black pawn · f6 black knight · a4 white pawn · c4 black pawn · d4 white pawn · c3 white knight · f3 white knight · b2 white pawn · e2 white pawn · f2 white pawn · g2 white pawn · h2 white pawn · a1 white rook · c1 white bishop · d1 white queen · e1 white king · f1 white bishop · h1 white rook | a8 black rook · b8 black knight · c8 black bishop · d8 black queen · e8 black king · f8 black bishop · h8 black rook · a7 black pawn · b7 black pawn · e7 black pawn · f7 black pawn · g7 black pawn · h7 black pawn · c6 black pawn · f6 black knight · a4 white pawn · c4 black pawn · d4 white pawn · c3 white knight · f3 white knight · b2 white pawn · e2 white pawn · f2 white pawn · g2 white pawn · h2 white pawn · a1 white rook · c1 white bishop · d1 white queen · e1 white king · f1 white bishop · h1 white rook | a8 black rook · b8 black knight · c8 black bishop · d8 black queen · e8 black king · f8 black bishop · h8 black rook · a7 black pawn · b7 black pawn · e7 black pawn · f7 black pawn · g7 black pawn · h7 black pawn · c6 black pawn · f6 black knight · a4 white pawn · c4 black pawn · d4 white pawn · c3 white knight · f3 white knight · b2 white pawn · e2 white pawn · f2 white pawn · g2 white pawn · h2 white pawn · a1 white rook · c1 white bishop · d1 white queen · e1 white king · f1 white bishop · h1 white rook | a8 black rook · b8 black knight · c8 black bishop · d8 black queen · e8 black king · f8 black bishop · h8 black rook · a7 black pawn · b7 black pawn · e7 black pawn · f7 black pawn · g7 black pawn · h7 black pawn · c6 black pawn · f6 black knight · a4 white pawn · c4 black pawn · d4 white pawn · c3 white knight · f3 white knight · b2 white pawn · e2 white pawn · f2 white pawn · g2 white pawn · h2 white pawn · a1 white rook · c1 white bishop · d1 white queen · e1 white king · f1 white bishop · h1 white rook | a8 black rook · b8 black knight · c8 black bishop · d8 black queen · e8 black king · f8 black bishop · h8 black rook · a7 black pawn · b7 black pawn · e7 black pawn · f7 black pawn · g7 black pawn · h7 black pawn · c6 black pawn · f6 black knight · a4 white pawn · c4 black pawn · d4 white pawn · c3 white knight · f3 white knight · b2 white pawn · e2 white pawn · f2 white pawn · g2 white pawn · h2 white pawn · a1 white rook · c1 white bishop · d1 white queen · e1 white king · f1 white bishop · h1 white rook | a8 black rook · b8 black knight · c8 black bishop · d8 black queen · e8 black king · f8 black bishop · h8 black rook · a7 black pawn · b7 black pawn · e7 black pawn · f7 black pawn · g7 black pawn · h7 black pawn · c6 black pawn · f6 black knight · a4 white pawn · c4 black pawn · d4 white pawn · c3 white knight · f3 white knight · b2 white pawn · e2 white pawn · f2 white pawn · g2 white pawn · h2 white pawn · a1 white rook · c1 white bishop · d1 white queen · e1 white king · f1 white bishop · h1 white rook | a8 black rook · b8 black knight · c8 black bishop · d8 black queen · e8 black king · f8 black bishop · h8 black rook · a7 black pawn · b7 black pawn · e7 black pawn · f7 black pawn · g7 black pawn · h7 black pawn · c6 black pawn · f6 black knight · a4 white pawn · c4 black pawn · d4 white pawn · c3 white knight · f3 white knight · b2 white pawn · e2 white pawn · f2 white pawn · g2 white pawn · h2 white pawn · a1 white rook · c1 white bishop · d1 white queen · e1 white king · f1 white bishop · h1 white rook | 6 |
| 5 | a8 black rook · b8 black knight · c8 black bishop · d8 black queen · e8 black king · f8 black bishop · h8 black rook · a7 black pawn · b7 black pawn · e7 black pawn · f7 black pawn · g7 black pawn · h7 black pawn · c6 black pawn · f6 black knight · a4 white pawn · c4 black pawn · d4 white pawn · c3 white knight · f3 white knight · b2 white pawn · e2 white pawn · f2 white pawn · g2 white pawn · h2 white pawn · a1 white rook · c1 white bishop · d1 white queen · e1 white king · f1 white bishop · h1 white rook | a8 black rook · b8 black knight · c8 black bishop · d8 black queen · e8 black king · f8 black bishop · h8 black rook · a7 black pawn · b7 black pawn · e7 black pawn · f7 black pawn · g7 black pawn · h7 black pawn · c6 black pawn · f6 black knight · a4 white pawn · c4 black pawn · d4 white pawn · c3 white knight · f3 white knight · b2 white pawn · e2 white pawn · f2 white pawn · g2 white pawn · h2 white pawn · a1 white rook · c1 white bishop · d1 white queen · e1 white king · f1 white bishop · h1 white rook | a8 black rook · b8 black knight · c8 black bishop · d8 black queen · e8 black king · f8 black bishop · h8 black rook · a7 black pawn · b7 black pawn · e7 black pawn · f7 black pawn · g7 black pawn · h7 black pawn · c6 black pawn · f6 black knight · a4 white pawn · c4 black pawn · d4 white pawn · c3 white knight · f3 white knight · b2 white pawn · e2 white pawn · f2 white pawn · g2 white pawn · h2 white pawn · a1 white rook · c1 white bishop · d1 white queen · e1 white king · f1 white bishop · h1 white rook | a8 black rook · b8 black knight · c8 black bishop · d8 black queen · e8 black king · f8 black bishop · h8 black rook · a7 black pawn · b7 black pawn · e7 black pawn · f7 black pawn · g7 black pawn · h7 black pawn · c6 black pawn · f6 black knight · a4 white pawn · c4 black pawn · d4 white pawn · c3 white knight · f3 white knight · b2 white pawn · e2 white pawn · f2 white pawn · g2 white pawn · h2 white pawn · a1 white rook · c1 white bishop · d1 white queen · e1 white king · f1 white bishop · h1 white rook | a8 black rook · b8 black knight · c8 black bishop · d8 black queen · e8 black king · f8 black bishop · h8 black rook · a7 black pawn · b7 black pawn · e7 black pawn · f7 black pawn · g7 black pawn · h7 black pawn · c6 black pawn · f6 black knight · a4 white pawn · c4 black pawn · d4 white pawn · c3 white knight · f3 white knight · b2 white pawn · e2 white pawn · f2 white pawn · g2 white pawn · h2 white pawn · a1 white rook · c1 white bishop · d1 white queen · e1 white king · f1 white bishop · h1 white rook | a8 black rook · b8 black knight · c8 black bishop · d8 black queen · e8 black king · f8 black bishop · h8 black rook · a7 black pawn · b7 black pawn · e7 black pawn · f7 black pawn · g7 black pawn · h7 black pawn · c6 black pawn · f6 black knight · a4 white pawn · c4 black pawn · d4 white pawn · c3 white knight · f3 white knight · b2 white pawn · e2 white pawn · f2 white pawn · g2 white pawn · h2 white pawn · a1 white rook · c1 white bishop · d1 white queen · e1 white king · f1 white bishop · h1 white rook | a8 black rook · b8 black knight · c8 black bishop · d8 black queen · e8 black king · f8 black bishop · h8 black rook · a7 black pawn · b7 black pawn · e7 black pawn · f7 black pawn · g7 black pawn · h7 black pawn · c6 black pawn · f6 black knight · a4 white pawn · c4 black pawn · d4 white pawn · c3 white knight · f3 white knight · b2 white pawn · e2 white pawn · f2 white pawn · g2 white pawn · h2 white pawn · a1 white rook · c1 white bishop · d1 white queen · e1 white king · f1 white bishop · h1 white rook | a8 black rook · b8 black knight · c8 black bishop · d8 black queen · e8 black king · f8 black bishop · h8 black rook · a7 black pawn · b7 black pawn · e7 black pawn · f7 black pawn · g7 black pawn · h7 black pawn · c6 black pawn · f6 black knight · a4 white pawn · c4 black pawn · d4 white pawn · c3 white knight · f3 white knight · b2 white pawn · e2 white pawn · f2 white pawn · g2 white pawn · h2 white pawn · a1 white rook · c1 white bishop · d1 white queen · e1 white king · f1 white bishop · h1 white rook | 5 |
| 4 | a8 black rook · b8 black knight · c8 black bishop · d8 black queen · e8 black king · f8 black bishop · h8 black rook · a7 black pawn · b7 black pawn · e7 black pawn · f7 black pawn · g7 black pawn · h7 black pawn · c6 black pawn · f6 black knight · a4 white pawn · c4 black pawn · d4 white pawn · c3 white knight · f3 white knight · b2 white pawn · e2 white pawn · f2 white pawn · g2 white pawn · h2 white pawn · a1 white rook · c1 white bishop · d1 white queen · e1 white king · f1 white bishop · h1 white rook | a8 black rook · b8 black knight · c8 black bishop · d8 black queen · e8 black king · f8 black bishop · h8 black rook · a7 black pawn · b7 black pawn · e7 black pawn · f7 black pawn · g7 black pawn · h7 black pawn · c6 black pawn · f6 black knight · a4 white pawn · c4 black pawn · d4 white pawn · c3 white knight · f3 white knight · b2 white pawn · e2 white pawn · f2 white pawn · g2 white pawn · h2 white pawn · a1 white rook · c1 white bishop · d1 white queen · e1 white king · f1 white bishop · h1 white rook | a8 black rook · b8 black knight · c8 black bishop · d8 black queen · e8 black king · f8 black bishop · h8 black rook · a7 black pawn · b7 black pawn · e7 black pawn · f7 black pawn · g7 black pawn · h7 black pawn · c6 black pawn · f6 black knight · a4 white pawn · c4 black pawn · d4 white pawn · c3 white knight · f3 white knight · b2 white pawn · e2 white pawn · f2 white pawn · g2 white pawn · h2 white pawn · a1 white rook · c1 white bishop · d1 white queen · e1 white king · f1 white bishop · h1 white rook | a8 black rook · b8 black knight · c8 black bishop · d8 black queen · e8 black king · f8 black bishop · h8 black rook · a7 black pawn · b7 black pawn · e7 black pawn · f7 black pawn · g7 black pawn · h7 black pawn · c6 black pawn · f6 black knight · a4 white pawn · c4 black pawn · d4 white pawn · c3 white knight · f3 white knight · b2 white pawn · e2 white pawn · f2 white pawn · g2 white pawn · h2 white pawn · a1 white rook · c1 white bishop · d1 white queen · e1 white king · f1 white bishop · h1 white rook | a8 black rook · b8 black knight · c8 black bishop · d8 black queen · e8 black king · f8 black bishop · h8 black rook · a7 black pawn · b7 black pawn · e7 black pawn · f7 black pawn · g7 black pawn · h7 black pawn · c6 black pawn · f6 black knight · a4 white pawn · c4 black pawn · d4 white pawn · c3 white knight · f3 white knight · b2 white pawn · e2 white pawn · f2 white pawn · g2 white pawn · h2 white pawn · a1 white rook · c1 white bishop · d1 white queen · e1 white king · f1 white bishop · h1 white rook | a8 black rook · b8 black knight · c8 black bishop · d8 black queen · e8 black king · f8 black bishop · h8 black rook · a7 black pawn · b7 black pawn · e7 black pawn · f7 black pawn · g7 black pawn · h7 black pawn · c6 black pawn · f6 black knight · a4 white pawn · c4 black pawn · d4 white pawn · c3 white knight · f3 white knight · b2 white pawn · e2 white pawn · f2 white pawn · g2 white pawn · h2 white pawn · a1 white rook · c1 white bishop · d1 white queen · e1 white king · f1 white bishop · h1 white rook | a8 black rook · b8 black knight · c8 black bishop · d8 black queen · e8 black king · f8 black bishop · h8 black rook · a7 black pawn · b7 black pawn · e7 black pawn · f7 black pawn · g7 black pawn · h7 black pawn · c6 black pawn · f6 black knight · a4 white pawn · c4 black pawn · d4 white pawn · c3 white knight · f3 white knight · b2 white pawn · e2 white pawn · f2 white pawn · g2 white pawn · h2 white pawn · a1 white rook · c1 white bishop · d1 white queen · e1 white king · f1 white bishop · h1 white rook | a8 black rook · b8 black knight · c8 black bishop · d8 black queen · e8 black king · f8 black bishop · h8 black rook · a7 black pawn · b7 black pawn · e7 black pawn · f7 black pawn · g7 black pawn · h7 black pawn · c6 black pawn · f6 black knight · a4 white pawn · c4 black pawn · d4 white pawn · c3 white knight · f3 white knight · b2 white pawn · e2 white pawn · f2 white pawn · g2 white pawn · h2 white pawn · a1 white rook · c1 white bishop · d1 white queen · e1 white king · f1 white bishop · h1 white rook | 4 |
| 3 | a8 black rook · b8 black knight · c8 black bishop · d8 black queen · e8 black king · f8 black bishop · h8 black rook · a7 black pawn · b7 black pawn · e7 black pawn · f7 black pawn · g7 black pawn · h7 black pawn · c6 black pawn · f6 black knight · a4 white pawn · c4 black pawn · d4 white pawn · c3 white knight · f3 white knight · b2 white pawn · e2 white pawn · f2 white pawn · g2 white pawn · h2 white pawn · a1 white rook · c1 white bishop · d1 white queen · e1 white king · f1 white bishop · h1 white rook | a8 black rook · b8 black knight · c8 black bishop · d8 black queen · e8 black king · f8 black bishop · h8 black rook · a7 black pawn · b7 black pawn · e7 black pawn · f7 black pawn · g7 black pawn · h7 black pawn · c6 black pawn · f6 black knight · a4 white pawn · c4 black pawn · d4 white pawn · c3 white knight · f3 white knight · b2 white pawn · e2 white pawn · f2 white pawn · g2 white pawn · h2 white pawn · a1 white rook · c1 white bishop · d1 white queen · e1 white king · f1 white bishop · h1 white rook | a8 black rook · b8 black knight · c8 black bishop · d8 black queen · e8 black king · f8 black bishop · h8 black rook · a7 black pawn · b7 black pawn · e7 black pawn · f7 black pawn · g7 black pawn · h7 black pawn · c6 black pawn · f6 black knight · a4 white pawn · c4 black pawn · d4 white pawn · c3 white knight · f3 white knight · b2 white pawn · e2 white pawn · f2 white pawn · g2 white pawn · h2 white pawn · a1 white rook · c1 white bishop · d1 white queen · e1 white king · f1 white bishop · h1 white rook | a8 black rook · b8 black knight · c8 black bishop · d8 black queen · e8 black king · f8 black bishop · h8 black rook · a7 black pawn · b7 black pawn · e7 black pawn · f7 black pawn · g7 black pawn · h7 black pawn · c6 black pawn · f6 black knight · a4 white pawn · c4 black pawn · d4 white pawn · c3 white knight · f3 white knight · b2 white pawn · e2 white pawn · f2 white pawn · g2 white pawn · h2 white pawn · a1 white rook · c1 white bishop · d1 white queen · e1 white king · f1 white bishop · h1 white rook | a8 black rook · b8 black knight · c8 black bishop · d8 black queen · e8 black king · f8 black bishop · h8 black rook · a7 black pawn · b7 black pawn · e7 black pawn · f7 black pawn · g7 black pawn · h7 black pawn · c6 black pawn · f6 black knight · a4 white pawn · c4 black pawn · d4 white pawn · c3 white knight · f3 white knight · b2 white pawn · e2 white pawn · f2 white pawn · g2 white pawn · h2 white pawn · a1 white rook · c1 white bishop · d1 white queen · e1 white king · f1 white bishop · h1 white rook | a8 black rook · b8 black knight · c8 black bishop · d8 black queen · e8 black king · f8 black bishop · h8 black rook · a7 black pawn · b7 black pawn · e7 black pawn · f7 black pawn · g7 black pawn · h7 black pawn · c6 black pawn · f6 black knight · a4 white pawn · c4 black pawn · d4 white pawn · c3 white knight · f3 white knight · b2 white pawn · e2 white pawn · f2 white pawn · g2 white pawn · h2 white pawn · a1 white rook · c1 white bishop · d1 white queen · e1 white king · f1 white bishop · h1 white rook | a8 black rook · b8 black knight · c8 black bishop · d8 black queen · e8 black king · f8 black bishop · h8 black rook · a7 black pawn · b7 black pawn · e7 black pawn · f7 black pawn · g7 black pawn · h7 black pawn · c6 black pawn · f6 black knight · a4 white pawn · c4 black pawn · d4 white pawn · c3 white knight · f3 white knight · b2 white pawn · e2 white pawn · f2 white pawn · g2 white pawn · h2 white pawn · a1 white rook · c1 white bishop · d1 white queen · e1 white king · f1 white bishop · h1 white rook | a8 black rook · b8 black knight · c8 black bishop · d8 black queen · e8 black king · f8 black bishop · h8 black rook · a7 black pawn · b7 black pawn · e7 black pawn · f7 black pawn · g7 black pawn · h7 black pawn · c6 black pawn · f6 black knight · a4 white pawn · c4 black pawn · d4 white pawn · c3 white knight · f3 white knight · b2 white pawn · e2 white pawn · f2 white pawn · g2 white pawn · h2 white pawn · a1 white rook · c1 white bishop · d1 white queen · e1 white king · f1 white bishop · h1 white rook | 3 |
| 2 | a8 black rook · b8 black knight · c8 black bishop · d8 black queen · e8 black king · f8 black bishop · h8 black rook · a7 black pawn · b7 black pawn · e7 black pawn · f7 black pawn · g7 black pawn · h7 black pawn · c6 black pawn · f6 black knight · a4 white pawn · c4 black pawn · d4 white pawn · c3 white knight · f3 white knight · b2 white pawn · e2 white pawn · f2 white pawn · g2 white pawn · h2 white pawn · a1 white rook · c1 white bishop · d1 white queen · e1 white king · f1 white bishop · h1 white rook | a8 black rook · b8 black knight · c8 black bishop · d8 black queen · e8 black king · f8 black bishop · h8 black rook · a7 black pawn · b7 black pawn · e7 black pawn · f7 black pawn · g7 black pawn · h7 black pawn · c6 black pawn · f6 black knight · a4 white pawn · c4 black pawn · d4 white pawn · c3 white knight · f3 white knight · b2 white pawn · e2 white pawn · f2 white pawn · g2 white pawn · h2 white pawn · a1 white rook · c1 white bishop · d1 white queen · e1 white king · f1 white bishop · h1 white rook | a8 black rook · b8 black knight · c8 black bishop · d8 black queen · e8 black king · f8 black bishop · h8 black rook · a7 black pawn · b7 black pawn · e7 black pawn · f7 black pawn · g7 black pawn · h7 black pawn · c6 black pawn · f6 black knight · a4 white pawn · c4 black pawn · d4 white pawn · c3 white knight · f3 white knight · b2 white pawn · e2 white pawn · f2 white pawn · g2 white pawn · h2 white pawn · a1 white rook · c1 white bishop · d1 white queen · e1 white king · f1 white bishop · h1 white rook | a8 black rook · b8 black knight · c8 black bishop · d8 black queen · e8 black king · f8 black bishop · h8 black rook · a7 black pawn · b7 black pawn · e7 black pawn · f7 black pawn · g7 black pawn · h7 black pawn · c6 black pawn · f6 black knight · a4 white pawn · c4 black pawn · d4 white pawn · c3 white knight · f3 white knight · b2 white pawn · e2 white pawn · f2 white pawn · g2 white pawn · h2 white pawn · a1 white rook · c1 white bishop · d1 white queen · e1 white king · f1 white bishop · h1 white rook | a8 black rook · b8 black knight · c8 black bishop · d8 black queen · e8 black king · f8 black bishop · h8 black rook · a7 black pawn · b7 black pawn · e7 black pawn · f7 black pawn · g7 black pawn · h7 black pawn · c6 black pawn · f6 black knight · a4 white pawn · c4 black pawn · d4 white pawn · c3 white knight · f3 white knight · b2 white pawn · e2 white pawn · f2 white pawn · g2 white pawn · h2 white pawn · a1 white rook · c1 white bishop · d1 white queen · e1 white king · f1 white bishop · h1 white rook | a8 black rook · b8 black knight · c8 black bishop · d8 black queen · e8 black king · f8 black bishop · h8 black rook · a7 black pawn · b7 black pawn · e7 black pawn · f7 black pawn · g7 black pawn · h7 black pawn · c6 black pawn · f6 black knight · a4 white pawn · c4 black pawn · d4 white pawn · c3 white knight · f3 white knight · b2 white pawn · e2 white pawn · f2 white pawn · g2 white pawn · h2 white pawn · a1 white rook · c1 white bishop · d1 white queen · e1 white king · f1 white bishop · h1 white rook | a8 black rook · b8 black knight · c8 black bishop · d8 black queen · e8 black king · f8 black bishop · h8 black rook · a7 black pawn · b7 black pawn · e7 black pawn · f7 black pawn · g7 black pawn · h7 black pawn · c6 black pawn · f6 black knight · a4 white pawn · c4 black pawn · d4 white pawn · c3 white knight · f3 white knight · b2 white pawn · e2 white pawn · f2 white pawn · g2 white pawn · h2 white pawn · a1 white rook · c1 white bishop · d1 white queen · e1 white king · f1 white bishop · h1 white rook | a8 black rook · b8 black knight · c8 black bishop · d8 black queen · e8 black king · f8 black bishop · h8 black rook · a7 black pawn · b7 black pawn · e7 black pawn · f7 black pawn · g7 black pawn · h7 black pawn · c6 black pawn · f6 black knight · a4 white pawn · c4 black pawn · d4 white pawn · c3 white knight · f3 white knight · b2 white pawn · e2 white pawn · f2 white pawn · g2 white pawn · h2 white pawn · a1 white rook · c1 white bishop · d1 white queen · e1 white king · f1 white bishop · h1 white rook | 2 |
| 1 | a8 black rook · b8 black knight · c8 black bishop · d8 black queen · e8 black king · f8 black bishop · h8 black rook · a7 black pawn · b7 black pawn · e7 black pawn · f7 black pawn · g7 black pawn · h7 black pawn · c6 black pawn · f6 black knight · a4 white pawn · c4 black pawn · d4 white pawn · c3 white knight · f3 white knight · b2 white pawn · e2 white pawn · f2 white pawn · g2 white pawn · h2 white pawn · a1 white rook · c1 white bishop · d1 white queen · e1 white king · f1 white bishop · h1 white rook | a8 black rook · b8 black knight · c8 black bishop · d8 black queen · e8 black king · f8 black bishop · h8 black rook · a7 black pawn · b7 black pawn · e7 black pawn · f7 black pawn · g7 black pawn · h7 black pawn · c6 black pawn · f6 black knight · a4 white pawn · c4 black pawn · d4 white pawn · c3 white knight · f3 white knight · b2 white pawn · e2 white pawn · f2 white pawn · g2 white pawn · h2 white pawn · a1 white rook · c1 white bishop · d1 white queen · e1 white king · f1 white bishop · h1 white rook | a8 black rook · b8 black knight · c8 black bishop · d8 black queen · e8 black king · f8 black bishop · h8 black rook · a7 black pawn · b7 black pawn · e7 black pawn · f7 black pawn · g7 black pawn · h7 black pawn · c6 black pawn · f6 black knight · a4 white pawn · c4 black pawn · d4 white pawn · c3 white knight · f3 white knight · b2 white pawn · e2 white pawn · f2 white pawn · g2 white pawn · h2 white pawn · a1 white rook · c1 white bishop · d1 white queen · e1 white king · f1 white bishop · h1 white rook | a8 black rook · b8 black knight · c8 black bishop · d8 black queen · e8 black king · f8 black bishop · h8 black rook · a7 black pawn · b7 black pawn · e7 black pawn · f7 black pawn · g7 black pawn · h7 black pawn · c6 black pawn · f6 black knight · a4 white pawn · c4 black pawn · d4 white pawn · c3 white knight · f3 white knight · b2 white pawn · e2 white pawn · f2 white pawn · g2 white pawn · h2 white pawn · a1 white rook · c1 white bishop · d1 white queen · e1 white king · f1 white bishop · h1 white rook | a8 black rook · b8 black knight · c8 black bishop · d8 black queen · e8 black king · f8 black bishop · h8 black rook · a7 black pawn · b7 black pawn · e7 black pawn · f7 black pawn · g7 black pawn · h7 black pawn · c6 black pawn · f6 black knight · a4 white pawn · c4 black pawn · d4 white pawn · c3 white knight · f3 white knight · b2 white pawn · e2 white pawn · f2 white pawn · g2 white pawn · h2 white pawn · a1 white rook · c1 white bishop · d1 white queen · e1 white king · f1 white bishop · h1 white rook | a8 black rook · b8 black knight · c8 black bishop · d8 black queen · e8 black king · f8 black bishop · h8 black rook · a7 black pawn · b7 black pawn · e7 black pawn · f7 black pawn · g7 black pawn · h7 black pawn · c6 black pawn · f6 black knight · a4 white pawn · c4 black pawn · d4 white pawn · c3 white knight · f3 white knight · b2 white pawn · e2 white pawn · f2 white pawn · g2 white pawn · h2 white pawn · a1 white rook · c1 white bishop · d1 white queen · e1 white king · f1 white bishop · h1 white rook | a8 black rook · b8 black knight · c8 black bishop · d8 black queen · e8 black king · f8 black bishop · h8 black rook · a7 black pawn · b7 black pawn · e7 black pawn · f7 black pawn · g7 black pawn · h7 black pawn · c6 black pawn · f6 black knight · a4 white pawn · c4 black pawn · d4 white pawn · c3 white knight · f3 white knight · b2 white pawn · e2 white pawn · f2 white pawn · g2 white pawn · h2 white pawn · a1 white rook · c1 white bishop · d1 white queen · e1 white king · f1 white bishop · h1 white rook | a8 black rook · b8 black knight · c8 black bishop · d8 black queen · e8 black king · f8 black bishop · h8 black rook · a7 black pawn · b7 black pawn · e7 black pawn · f7 black pawn · g7 black pawn · h7 black pawn · c6 black pawn · f6 black knight · a4 white pawn · c4 black pawn · d4 white pawn · c3 white knight · f3 white knight · b2 white pawn · e2 white pawn · f2 white pawn · g2 white pawn · h2 white pawn · a1 white rook · c1 white bishop · d1 white queen · e1 white king · f1 white bishop · h1 white rook | 1 |
|   | a | b | c | d | e | f | g | h |   |

|   | a | b | c | d | e | f | g | h |   |
| 8 | a8 black rook · b8 black knight · d8 black queen · e8 black king · f8 black bishop · h8 black rook · a7 black pawn · b7 black pawn · e7 black pawn · f7 black pawn · g7 black pawn · h7 black pawn · c6 black pawn · f6 black knight · f5 black bishop · a4 white pawn · c4 black pawn · d4 white pawn · c3 white knight · f3 white knight · b2 white pawn · e2 white pawn · f2 white pawn · g2 white pawn · h2 white pawn · a1 white rook · c1 white bishop · d1 white queen · e1 white king · f1 white bishop · h1 white rook | a8 black rook · b8 black knight · d8 black queen · e8 black king · f8 black bishop · h8 black rook · a7 black pawn · b7 black pawn · e7 black pawn · f7 black pawn · g7 black pawn · h7 black pawn · c6 black pawn · f6 black knight · f5 black bishop · a4 white pawn · c4 black pawn · d4 white pawn · c3 white knight · f3 white knight · b2 white pawn · e2 white pawn · f2 white pawn · g2 white pawn · h2 white pawn · a1 white rook · c1 white bishop · d1 white queen · e1 white king · f1 white bishop · h1 white rook | a8 black rook · b8 black knight · d8 black queen · e8 black king · f8 black bishop · h8 black rook · a7 black pawn · b7 black pawn · e7 black pawn · f7 black pawn · g7 black pawn · h7 black pawn · c6 black pawn · f6 black knight · f5 black bishop · a4 white pawn · c4 black pawn · d4 white pawn · c3 white knight · f3 white knight · b2 white pawn · e2 white pawn · f2 white pawn · g2 white pawn · h2 white pawn · a1 white rook · c1 white bishop · d1 white queen · e1 white king · f1 white bishop · h1 white rook | a8 black rook · b8 black knight · d8 black queen · e8 black king · f8 black bishop · h8 black rook · a7 black pawn · b7 black pawn · e7 black pawn · f7 black pawn · g7 black pawn · h7 black pawn · c6 black pawn · f6 black knight · f5 black bishop · a4 white pawn · c4 black pawn · d4 white pawn · c3 white knight · f3 white knight · b2 white pawn · e2 white pawn · f2 white pawn · g2 white pawn · h2 white pawn · a1 white rook · c1 white bishop · d1 white queen · e1 white king · f1 white bishop · h1 white rook | a8 black rook · b8 black knight · d8 black queen · e8 black king · f8 black bishop · h8 black rook · a7 black pawn · b7 black pawn · e7 black pawn · f7 black pawn · g7 black pawn · h7 black pawn · c6 black pawn · f6 black knight · f5 black bishop · a4 white pawn · c4 black pawn · d4 white pawn · c3 white knight · f3 white knight · b2 white pawn · e2 white pawn · f2 white pawn · g2 white pawn · h2 white pawn · a1 white rook · c1 white bishop · d1 white queen · e1 white king · f1 white bishop · h1 white rook | a8 black rook · b8 black knight · d8 black queen · e8 black king · f8 black bishop · h8 black rook · a7 black pawn · b7 black pawn · e7 black pawn · f7 black pawn · g7 black pawn · h7 black pawn · c6 black pawn · f6 black knight · f5 black bishop · a4 white pawn · c4 black pawn · d4 white pawn · c3 white knight · f3 white knight · b2 white pawn · e2 white pawn · f2 white pawn · g2 white pawn · h2 white pawn · a1 white rook · c1 white bishop · d1 white queen · e1 white king · f1 white bishop · h1 white rook | a8 black rook · b8 black knight · d8 black queen · e8 black king · f8 black bishop · h8 black rook · a7 black pawn · b7 black pawn · e7 black pawn · f7 black pawn · g7 black pawn · h7 black pawn · c6 black pawn · f6 black knight · f5 black bishop · a4 white pawn · c4 black pawn · d4 white pawn · c3 white knight · f3 white knight · b2 white pawn · e2 white pawn · f2 white pawn · g2 white pawn · h2 white pawn · a1 white rook · c1 white bishop · d1 white queen · e1 white king · f1 white bishop · h1 white rook | a8 black rook · b8 black knight · d8 black queen · e8 black king · f8 black bishop · h8 black rook · a7 black pawn · b7 black pawn · e7 black pawn · f7 black pawn · g7 black pawn · h7 black pawn · c6 black pawn · f6 black knight · f5 black bishop · a4 white pawn · c4 black pawn · d4 white pawn · c3 white knight · f3 white knight · b2 white pawn · e2 white pawn · f2 white pawn · g2 white pawn · h2 white pawn · a1 white rook · c1 white bishop · d1 white queen · e1 white king · f1 white bishop · h1 white rook | 8 |
| 7 | a8 black rook · b8 black knight · d8 black queen · e8 black king · f8 black bishop · h8 black rook · a7 black pawn · b7 black pawn · e7 black pawn · f7 black pawn · g7 black pawn · h7 black pawn · c6 black pawn · f6 black knight · f5 black bishop · a4 white pawn · c4 black pawn · d4 white pawn · c3 white knight · f3 white knight · b2 white pawn · e2 white pawn · f2 white pawn · g2 white pawn · h2 white pawn · a1 white rook · c1 white bishop · d1 white queen · e1 white king · f1 white bishop · h1 white rook | a8 black rook · b8 black knight · d8 black queen · e8 black king · f8 black bishop · h8 black rook · a7 black pawn · b7 black pawn · e7 black pawn · f7 black pawn · g7 black pawn · h7 black pawn · c6 black pawn · f6 black knight · f5 black bishop · a4 white pawn · c4 black pawn · d4 white pawn · c3 white knight · f3 white knight · b2 white pawn · e2 white pawn · f2 white pawn · g2 white pawn · h2 white pawn · a1 white rook · c1 white bishop · d1 white queen · e1 white king · f1 white bishop · h1 white rook | a8 black rook · b8 black knight · d8 black queen · e8 black king · f8 black bishop · h8 black rook · a7 black pawn · b7 black pawn · e7 black pawn · f7 black pawn · g7 black pawn · h7 black pawn · c6 black pawn · f6 black knight · f5 black bishop · a4 white pawn · c4 black pawn · d4 white pawn · c3 white knight · f3 white knight · b2 white pawn · e2 white pawn · f2 white pawn · g2 white pawn · h2 white pawn · a1 white rook · c1 white bishop · d1 white queen · e1 white king · f1 white bishop · h1 white rook | a8 black rook · b8 black knight · d8 black queen · e8 black king · f8 black bishop · h8 black rook · a7 black pawn · b7 black pawn · e7 black pawn · f7 black pawn · g7 black pawn · h7 black pawn · c6 black pawn · f6 black knight · f5 black bishop · a4 white pawn · c4 black pawn · d4 white pawn · c3 white knight · f3 white knight · b2 white pawn · e2 white pawn · f2 white pawn · g2 white pawn · h2 white pawn · a1 white rook · c1 white bishop · d1 white queen · e1 white king · f1 white bishop · h1 white rook | a8 black rook · b8 black knight · d8 black queen · e8 black king · f8 black bishop · h8 black rook · a7 black pawn · b7 black pawn · e7 black pawn · f7 black pawn · g7 black pawn · h7 black pawn · c6 black pawn · f6 black knight · f5 black bishop · a4 white pawn · c4 black pawn · d4 white pawn · c3 white knight · f3 white knight · b2 white pawn · e2 white pawn · f2 white pawn · g2 white pawn · h2 white pawn · a1 white rook · c1 white bishop · d1 white queen · e1 white king · f1 white bishop · h1 white rook | a8 black rook · b8 black knight · d8 black queen · e8 black king · f8 black bishop · h8 black rook · a7 black pawn · b7 black pawn · e7 black pawn · f7 black pawn · g7 black pawn · h7 black pawn · c6 black pawn · f6 black knight · f5 black bishop · a4 white pawn · c4 black pawn · d4 white pawn · c3 white knight · f3 white knight · b2 white pawn · e2 white pawn · f2 white pawn · g2 white pawn · h2 white pawn · a1 white rook · c1 white bishop · d1 white queen · e1 white king · f1 white bishop · h1 white rook | a8 black rook · b8 black knight · d8 black queen · e8 black king · f8 black bishop · h8 black rook · a7 black pawn · b7 black pawn · e7 black pawn · f7 black pawn · g7 black pawn · h7 black pawn · c6 black pawn · f6 black knight · f5 black bishop · a4 white pawn · c4 black pawn · d4 white pawn · c3 white knight · f3 white knight · b2 white pawn · e2 white pawn · f2 white pawn · g2 white pawn · h2 white pawn · a1 white rook · c1 white bishop · d1 white queen · e1 white king · f1 white bishop · h1 white rook | a8 black rook · b8 black knight · d8 black queen · e8 black king · f8 black bishop · h8 black rook · a7 black pawn · b7 black pawn · e7 black pawn · f7 black pawn · g7 black pawn · h7 black pawn · c6 black pawn · f6 black knight · f5 black bishop · a4 white pawn · c4 black pawn · d4 white pawn · c3 white knight · f3 white knight · b2 white pawn · e2 white pawn · f2 white pawn · g2 white pawn · h2 white pawn · a1 white rook · c1 white bishop · d1 white queen · e1 white king · f1 white bishop · h1 white rook | 7 |
| 6 | a8 black rook · b8 black knight · d8 black queen · e8 black king · f8 black bishop · h8 black rook · a7 black pawn · b7 black pawn · e7 black pawn · f7 black pawn · g7 black pawn · h7 black pawn · c6 black pawn · f6 black knight · f5 black bishop · a4 white pawn · c4 black pawn · d4 white pawn · c3 white knight · f3 white knight · b2 white pawn · e2 white pawn · f2 white pawn · g2 white pawn · h2 white pawn · a1 white rook · c1 white bishop · d1 white queen · e1 white king · f1 white bishop · h1 white rook | a8 black rook · b8 black knight · d8 black queen · e8 black king · f8 black bishop · h8 black rook · a7 black pawn · b7 black pawn · e7 black pawn · f7 black pawn · g7 black pawn · h7 black pawn · c6 black pawn · f6 black knight · f5 black bishop · a4 white pawn · c4 black pawn · d4 white pawn · c3 white knight · f3 white knight · b2 white pawn · e2 white pawn · f2 white pawn · g2 white pawn · h2 white pawn · a1 white rook · c1 white bishop · d1 white queen · e1 white king · f1 white bishop · h1 white rook | a8 black rook · b8 black knight · d8 black queen · e8 black king · f8 black bishop · h8 black rook · a7 black pawn · b7 black pawn · e7 black pawn · f7 black pawn · g7 black pawn · h7 black pawn · c6 black pawn · f6 black knight · f5 black bishop · a4 white pawn · c4 black pawn · d4 white pawn · c3 white knight · f3 white knight · b2 white pawn · e2 white pawn · f2 white pawn · g2 white pawn · h2 white pawn · a1 white rook · c1 white bishop · d1 white queen · e1 white king · f1 white bishop · h1 white rook | a8 black rook · b8 black knight · d8 black queen · e8 black king · f8 black bishop · h8 black rook · a7 black pawn · b7 black pawn · e7 black pawn · f7 black pawn · g7 black pawn · h7 black pawn · c6 black pawn · f6 black knight · f5 black bishop · a4 white pawn · c4 black pawn · d4 white pawn · c3 white knight · f3 white knight · b2 white pawn · e2 white pawn · f2 white pawn · g2 white pawn · h2 white pawn · a1 white rook · c1 white bishop · d1 white queen · e1 white king · f1 white bishop · h1 white rook | a8 black rook · b8 black knight · d8 black queen · e8 black king · f8 black bishop · h8 black rook · a7 black pawn · b7 black pawn · e7 black pawn · f7 black pawn · g7 black pawn · h7 black pawn · c6 black pawn · f6 black knight · f5 black bishop · a4 white pawn · c4 black pawn · d4 white pawn · c3 white knight · f3 white knight · b2 white pawn · e2 white pawn · f2 white pawn · g2 white pawn · h2 white pawn · a1 white rook · c1 white bishop · d1 white queen · e1 white king · f1 white bishop · h1 white rook | a8 black rook · b8 black knight · d8 black queen · e8 black king · f8 black bishop · h8 black rook · a7 black pawn · b7 black pawn · e7 black pawn · f7 black pawn · g7 black pawn · h7 black pawn · c6 black pawn · f6 black knight · f5 black bishop · a4 white pawn · c4 black pawn · d4 white pawn · c3 white knight · f3 white knight · b2 white pawn · e2 white pawn · f2 white pawn · g2 white pawn · h2 white pawn · a1 white rook · c1 white bishop · d1 white queen · e1 white king · f1 white bishop · h1 white rook | a8 black rook · b8 black knight · d8 black queen · e8 black king · f8 black bishop · h8 black rook · a7 black pawn · b7 black pawn · e7 black pawn · f7 black pawn · g7 black pawn · h7 black pawn · c6 black pawn · f6 black knight · f5 black bishop · a4 white pawn · c4 black pawn · d4 white pawn · c3 white knight · f3 white knight · b2 white pawn · e2 white pawn · f2 white pawn · g2 white pawn · h2 white pawn · a1 white rook · c1 white bishop · d1 white queen · e1 white king · f1 white bishop · h1 white rook | a8 black rook · b8 black knight · d8 black queen · e8 black king · f8 black bishop · h8 black rook · a7 black pawn · b7 black pawn · e7 black pawn · f7 black pawn · g7 black pawn · h7 black pawn · c6 black pawn · f6 black knight · f5 black bishop · a4 white pawn · c4 black pawn · d4 white pawn · c3 white knight · f3 white knight · b2 white pawn · e2 white pawn · f2 white pawn · g2 white pawn · h2 white pawn · a1 white rook · c1 white bishop · d1 white queen · e1 white king · f1 white bishop · h1 white rook | 6 |
| 5 | a8 black rook · b8 black knight · d8 black queen · e8 black king · f8 black bishop · h8 black rook · a7 black pawn · b7 black pawn · e7 black pawn · f7 black pawn · g7 black pawn · h7 black pawn · c6 black pawn · f6 black knight · f5 black bishop · a4 white pawn · c4 black pawn · d4 white pawn · c3 white knight · f3 white knight · b2 white pawn · e2 white pawn · f2 white pawn · g2 white pawn · h2 white pawn · a1 white rook · c1 white bishop · d1 white queen · e1 white king · f1 white bishop · h1 white rook | a8 black rook · b8 black knight · d8 black queen · e8 black king · f8 black bishop · h8 black rook · a7 black pawn · b7 black pawn · e7 black pawn · f7 black pawn · g7 black pawn · h7 black pawn · c6 black pawn · f6 black knight · f5 black bishop · a4 white pawn · c4 black pawn · d4 white pawn · c3 white knight · f3 white knight · b2 white pawn · e2 white pawn · f2 white pawn · g2 white pawn · h2 white pawn · a1 white rook · c1 white bishop · d1 white queen · e1 white king · f1 white bishop · h1 white rook | a8 black rook · b8 black knight · d8 black queen · e8 black king · f8 black bishop · h8 black rook · a7 black pawn · b7 black pawn · e7 black pawn · f7 black pawn · g7 black pawn · h7 black pawn · c6 black pawn · f6 black knight · f5 black bishop · a4 white pawn · c4 black pawn · d4 white pawn · c3 white knight · f3 white knight · b2 white pawn · e2 white pawn · f2 white pawn · g2 white pawn · h2 white pawn · a1 white rook · c1 white bishop · d1 white queen · e1 white king · f1 white bishop · h1 white rook | a8 black rook · b8 black knight · d8 black queen · e8 black king · f8 black bishop · h8 black rook · a7 black pawn · b7 black pawn · e7 black pawn · f7 black pawn · g7 black pawn · h7 black pawn · c6 black pawn · f6 black knight · f5 black bishop · a4 white pawn · c4 black pawn · d4 white pawn · c3 white knight · f3 white knight · b2 white pawn · e2 white pawn · f2 white pawn · g2 white pawn · h2 white pawn · a1 white rook · c1 white bishop · d1 white queen · e1 white king · f1 white bishop · h1 white rook | a8 black rook · b8 black knight · d8 black queen · e8 black king · f8 black bishop · h8 black rook · a7 black pawn · b7 black pawn · e7 black pawn · f7 black pawn · g7 black pawn · h7 black pawn · c6 black pawn · f6 black knight · f5 black bishop · a4 white pawn · c4 black pawn · d4 white pawn · c3 white knight · f3 white knight · b2 white pawn · e2 white pawn · f2 white pawn · g2 white pawn · h2 white pawn · a1 white rook · c1 white bishop · d1 white queen · e1 white king · f1 white bishop · h1 white rook | a8 black rook · b8 black knight · d8 black queen · e8 black king · f8 black bishop · h8 black rook · a7 black pawn · b7 black pawn · e7 black pawn · f7 black pawn · g7 black pawn · h7 black pawn · c6 black pawn · f6 black knight · f5 black bishop · a4 white pawn · c4 black pawn · d4 white pawn · c3 white knight · f3 white knight · b2 white pawn · e2 white pawn · f2 white pawn · g2 white pawn · h2 white pawn · a1 white rook · c1 white bishop · d1 white queen · e1 white king · f1 white bishop · h1 white rook | a8 black rook · b8 black knight · d8 black queen · e8 black king · f8 black bishop · h8 black rook · a7 black pawn · b7 black pawn · e7 black pawn · f7 black pawn · g7 black pawn · h7 black pawn · c6 black pawn · f6 black knight · f5 black bishop · a4 white pawn · c4 black pawn · d4 white pawn · c3 white knight · f3 white knight · b2 white pawn · e2 white pawn · f2 white pawn · g2 white pawn · h2 white pawn · a1 white rook · c1 white bishop · d1 white queen · e1 white king · f1 white bishop · h1 white rook | a8 black rook · b8 black knight · d8 black queen · e8 black king · f8 black bishop · h8 black rook · a7 black pawn · b7 black pawn · e7 black pawn · f7 black pawn · g7 black pawn · h7 black pawn · c6 black pawn · f6 black knight · f5 black bishop · a4 white pawn · c4 black pawn · d4 white pawn · c3 white knight · f3 white knight · b2 white pawn · e2 white pawn · f2 white pawn · g2 white pawn · h2 white pawn · a1 white rook · c1 white bishop · d1 white queen · e1 white king · f1 white bishop · h1 white rook | 5 |
| 4 | a8 black rook · b8 black knight · d8 black queen · e8 black king · f8 black bishop · h8 black rook · a7 black pawn · b7 black pawn · e7 black pawn · f7 black pawn · g7 black pawn · h7 black pawn · c6 black pawn · f6 black knight · f5 black bishop · a4 white pawn · c4 black pawn · d4 white pawn · c3 white knight · f3 white knight · b2 white pawn · e2 white pawn · f2 white pawn · g2 white pawn · h2 white pawn · a1 white rook · c1 white bishop · d1 white queen · e1 white king · f1 white bishop · h1 white rook | a8 black rook · b8 black knight · d8 black queen · e8 black king · f8 black bishop · h8 black rook · a7 black pawn · b7 black pawn · e7 black pawn · f7 black pawn · g7 black pawn · h7 black pawn · c6 black pawn · f6 black knight · f5 black bishop · a4 white pawn · c4 black pawn · d4 white pawn · c3 white knight · f3 white knight · b2 white pawn · e2 white pawn · f2 white pawn · g2 white pawn · h2 white pawn · a1 white rook · c1 white bishop · d1 white queen · e1 white king · f1 white bishop · h1 white rook | a8 black rook · b8 black knight · d8 black queen · e8 black king · f8 black bishop · h8 black rook · a7 black pawn · b7 black pawn · e7 black pawn · f7 black pawn · g7 black pawn · h7 black pawn · c6 black pawn · f6 black knight · f5 black bishop · a4 white pawn · c4 black pawn · d4 white pawn · c3 white knight · f3 white knight · b2 white pawn · e2 white pawn · f2 white pawn · g2 white pawn · h2 white pawn · a1 white rook · c1 white bishop · d1 white queen · e1 white king · f1 white bishop · h1 white rook | a8 black rook · b8 black knight · d8 black queen · e8 black king · f8 black bishop · h8 black rook · a7 black pawn · b7 black pawn · e7 black pawn · f7 black pawn · g7 black pawn · h7 black pawn · c6 black pawn · f6 black knight · f5 black bishop · a4 white pawn · c4 black pawn · d4 white pawn · c3 white knight · f3 white knight · b2 white pawn · e2 white pawn · f2 white pawn · g2 white pawn · h2 white pawn · a1 white rook · c1 white bishop · d1 white queen · e1 white king · f1 white bishop · h1 white rook | a8 black rook · b8 black knight · d8 black queen · e8 black king · f8 black bishop · h8 black rook · a7 black pawn · b7 black pawn · e7 black pawn · f7 black pawn · g7 black pawn · h7 black pawn · c6 black pawn · f6 black knight · f5 black bishop · a4 white pawn · c4 black pawn · d4 white pawn · c3 white knight · f3 white knight · b2 white pawn · e2 white pawn · f2 white pawn · g2 white pawn · h2 white pawn · a1 white rook · c1 white bishop · d1 white queen · e1 white king · f1 white bishop · h1 white rook | a8 black rook · b8 black knight · d8 black queen · e8 black king · f8 black bishop · h8 black rook · a7 black pawn · b7 black pawn · e7 black pawn · f7 black pawn · g7 black pawn · h7 black pawn · c6 black pawn · f6 black knight · f5 black bishop · a4 white pawn · c4 black pawn · d4 white pawn · c3 white knight · f3 white knight · b2 white pawn · e2 white pawn · f2 white pawn · g2 white pawn · h2 white pawn · a1 white rook · c1 white bishop · d1 white queen · e1 white king · f1 white bishop · h1 white rook | a8 black rook · b8 black knight · d8 black queen · e8 black king · f8 black bishop · h8 black rook · a7 black pawn · b7 black pawn · e7 black pawn · f7 black pawn · g7 black pawn · h7 black pawn · c6 black pawn · f6 black knight · f5 black bishop · a4 white pawn · c4 black pawn · d4 white pawn · c3 white knight · f3 white knight · b2 white pawn · e2 white pawn · f2 white pawn · g2 white pawn · h2 white pawn · a1 white rook · c1 white bishop · d1 white queen · e1 white king · f1 white bishop · h1 white rook | a8 black rook · b8 black knight · d8 black queen · e8 black king · f8 black bishop · h8 black rook · a7 black pawn · b7 black pawn · e7 black pawn · f7 black pawn · g7 black pawn · h7 black pawn · c6 black pawn · f6 black knight · f5 black bishop · a4 white pawn · c4 black pawn · d4 white pawn · c3 white knight · f3 white knight · b2 white pawn · e2 white pawn · f2 white pawn · g2 white pawn · h2 white pawn · a1 white rook · c1 white bishop · d1 white queen · e1 white king · f1 white bishop · h1 white rook | 4 |
| 3 | a8 black rook · b8 black knight · d8 black queen · e8 black king · f8 black bishop · h8 black rook · a7 black pawn · b7 black pawn · e7 black pawn · f7 black pawn · g7 black pawn · h7 black pawn · c6 black pawn · f6 black knight · f5 black bishop · a4 white pawn · c4 black pawn · d4 white pawn · c3 white knight · f3 white knight · b2 white pawn · e2 white pawn · f2 white pawn · g2 white pawn · h2 white pawn · a1 white rook · c1 white bishop · d1 white queen · e1 white king · f1 white bishop · h1 white rook | a8 black rook · b8 black knight · d8 black queen · e8 black king · f8 black bishop · h8 black rook · a7 black pawn · b7 black pawn · e7 black pawn · f7 black pawn · g7 black pawn · h7 black pawn · c6 black pawn · f6 black knight · f5 black bishop · a4 white pawn · c4 black pawn · d4 white pawn · c3 white knight · f3 white knight · b2 white pawn · e2 white pawn · f2 white pawn · g2 white pawn · h2 white pawn · a1 white rook · c1 white bishop · d1 white queen · e1 white king · f1 white bishop · h1 white rook | a8 black rook · b8 black knight · d8 black queen · e8 black king · f8 black bishop · h8 black rook · a7 black pawn · b7 black pawn · e7 black pawn · f7 black pawn · g7 black pawn · h7 black pawn · c6 black pawn · f6 black knight · f5 black bishop · a4 white pawn · c4 black pawn · d4 white pawn · c3 white knight · f3 white knight · b2 white pawn · e2 white pawn · f2 white pawn · g2 white pawn · h2 white pawn · a1 white rook · c1 white bishop · d1 white queen · e1 white king · f1 white bishop · h1 white rook | a8 black rook · b8 black knight · d8 black queen · e8 black king · f8 black bishop · h8 black rook · a7 black pawn · b7 black pawn · e7 black pawn · f7 black pawn · g7 black pawn · h7 black pawn · c6 black pawn · f6 black knight · f5 black bishop · a4 white pawn · c4 black pawn · d4 white pawn · c3 white knight · f3 white knight · b2 white pawn · e2 white pawn · f2 white pawn · g2 white pawn · h2 white pawn · a1 white rook · c1 white bishop · d1 white queen · e1 white king · f1 white bishop · h1 white rook | a8 black rook · b8 black knight · d8 black queen · e8 black king · f8 black bishop · h8 black rook · a7 black pawn · b7 black pawn · e7 black pawn · f7 black pawn · g7 black pawn · h7 black pawn · c6 black pawn · f6 black knight · f5 black bishop · a4 white pawn · c4 black pawn · d4 white pawn · c3 white knight · f3 white knight · b2 white pawn · e2 white pawn · f2 white pawn · g2 white pawn · h2 white pawn · a1 white rook · c1 white bishop · d1 white queen · e1 white king · f1 white bishop · h1 white rook | a8 black rook · b8 black knight · d8 black queen · e8 black king · f8 black bishop · h8 black rook · a7 black pawn · b7 black pawn · e7 black pawn · f7 black pawn · g7 black pawn · h7 black pawn · c6 black pawn · f6 black knight · f5 black bishop · a4 white pawn · c4 black pawn · d4 white pawn · c3 white knight · f3 white knight · b2 white pawn · e2 white pawn · f2 white pawn · g2 white pawn · h2 white pawn · a1 white rook · c1 white bishop · d1 white queen · e1 white king · f1 white bishop · h1 white rook | a8 black rook · b8 black knight · d8 black queen · e8 black king · f8 black bishop · h8 black rook · a7 black pawn · b7 black pawn · e7 black pawn · f7 black pawn · g7 black pawn · h7 black pawn · c6 black pawn · f6 black knight · f5 black bishop · a4 white pawn · c4 black pawn · d4 white pawn · c3 white knight · f3 white knight · b2 white pawn · e2 white pawn · f2 white pawn · g2 white pawn · h2 white pawn · a1 white rook · c1 white bishop · d1 white queen · e1 white king · f1 white bishop · h1 white rook | a8 black rook · b8 black knight · d8 black queen · e8 black king · f8 black bishop · h8 black rook · a7 black pawn · b7 black pawn · e7 black pawn · f7 black pawn · g7 black pawn · h7 black pawn · c6 black pawn · f6 black knight · f5 black bishop · a4 white pawn · c4 black pawn · d4 white pawn · c3 white knight · f3 white knight · b2 white pawn · e2 white pawn · f2 white pawn · g2 white pawn · h2 white pawn · a1 white rook · c1 white bishop · d1 white queen · e1 white king · f1 white bishop · h1 white rook | 3 |
| 2 | a8 black rook · b8 black knight · d8 black queen · e8 black king · f8 black bishop · h8 black rook · a7 black pawn · b7 black pawn · e7 black pawn · f7 black pawn · g7 black pawn · h7 black pawn · c6 black pawn · f6 black knight · f5 black bishop · a4 white pawn · c4 black pawn · d4 white pawn · c3 white knight · f3 white knight · b2 white pawn · e2 white pawn · f2 white pawn · g2 white pawn · h2 white pawn · a1 white rook · c1 white bishop · d1 white queen · e1 white king · f1 white bishop · h1 white rook | a8 black rook · b8 black knight · d8 black queen · e8 black king · f8 black bishop · h8 black rook · a7 black pawn · b7 black pawn · e7 black pawn · f7 black pawn · g7 black pawn · h7 black pawn · c6 black pawn · f6 black knight · f5 black bishop · a4 white pawn · c4 black pawn · d4 white pawn · c3 white knight · f3 white knight · b2 white pawn · e2 white pawn · f2 white pawn · g2 white pawn · h2 white pawn · a1 white rook · c1 white bishop · d1 white queen · e1 white king · f1 white bishop · h1 white rook | a8 black rook · b8 black knight · d8 black queen · e8 black king · f8 black bishop · h8 black rook · a7 black pawn · b7 black pawn · e7 black pawn · f7 black pawn · g7 black pawn · h7 black pawn · c6 black pawn · f6 black knight · f5 black bishop · a4 white pawn · c4 black pawn · d4 white pawn · c3 white knight · f3 white knight · b2 white pawn · e2 white pawn · f2 white pawn · g2 white pawn · h2 white pawn · a1 white rook · c1 white bishop · d1 white queen · e1 white king · f1 white bishop · h1 white rook | a8 black rook · b8 black knight · d8 black queen · e8 black king · f8 black bishop · h8 black rook · a7 black pawn · b7 black pawn · e7 black pawn · f7 black pawn · g7 black pawn · h7 black pawn · c6 black pawn · f6 black knight · f5 black bishop · a4 white pawn · c4 black pawn · d4 white pawn · c3 white knight · f3 white knight · b2 white pawn · e2 white pawn · f2 white pawn · g2 white pawn · h2 white pawn · a1 white rook · c1 white bishop · d1 white queen · e1 white king · f1 white bishop · h1 white rook | a8 black rook · b8 black knight · d8 black queen · e8 black king · f8 black bishop · h8 black rook · a7 black pawn · b7 black pawn · e7 black pawn · f7 black pawn · g7 black pawn · h7 black pawn · c6 black pawn · f6 black knight · f5 black bishop · a4 white pawn · c4 black pawn · d4 white pawn · c3 white knight · f3 white knight · b2 white pawn · e2 white pawn · f2 white pawn · g2 white pawn · h2 white pawn · a1 white rook · c1 white bishop · d1 white queen · e1 white king · f1 white bishop · h1 white rook | a8 black rook · b8 black knight · d8 black queen · e8 black king · f8 black bishop · h8 black rook · a7 black pawn · b7 black pawn · e7 black pawn · f7 black pawn · g7 black pawn · h7 black pawn · c6 black pawn · f6 black knight · f5 black bishop · a4 white pawn · c4 black pawn · d4 white pawn · c3 white knight · f3 white knight · b2 white pawn · e2 white pawn · f2 white pawn · g2 white pawn · h2 white pawn · a1 white rook · c1 white bishop · d1 white queen · e1 white king · f1 white bishop · h1 white rook | a8 black rook · b8 black knight · d8 black queen · e8 black king · f8 black bishop · h8 black rook · a7 black pawn · b7 black pawn · e7 black pawn · f7 black pawn · g7 black pawn · h7 black pawn · c6 black pawn · f6 black knight · f5 black bishop · a4 white pawn · c4 black pawn · d4 white pawn · c3 white knight · f3 white knight · b2 white pawn · e2 white pawn · f2 white pawn · g2 white pawn · h2 white pawn · a1 white rook · c1 white bishop · d1 white queen · e1 white king · f1 white bishop · h1 white rook | a8 black rook · b8 black knight · d8 black queen · e8 black king · f8 black bishop · h8 black rook · a7 black pawn · b7 black pawn · e7 black pawn · f7 black pawn · g7 black pawn · h7 black pawn · c6 black pawn · f6 black knight · f5 black bishop · a4 white pawn · c4 black pawn · d4 white pawn · c3 white knight · f3 white knight · b2 white pawn · e2 white pawn · f2 white pawn · g2 white pawn · h2 white pawn · a1 white rook · c1 white bishop · d1 white queen · e1 white king · f1 white bishop · h1 white rook | 2 |
| 1 | a8 black rook · b8 black knight · d8 black queen · e8 black king · f8 black bishop · h8 black rook · a7 black pawn · b7 black pawn · e7 black pawn · f7 black pawn · g7 black pawn · h7 black pawn · c6 black pawn · f6 black knight · f5 black bishop · a4 white pawn · c4 black pawn · d4 white pawn · c3 white knight · f3 white knight · b2 white pawn · e2 white pawn · f2 white pawn · g2 white pawn · h2 white pawn · a1 white rook · c1 white bishop · d1 white queen · e1 white king · f1 white bishop · h1 white rook | a8 black rook · b8 black knight · d8 black queen · e8 black king · f8 black bishop · h8 black rook · a7 black pawn · b7 black pawn · e7 black pawn · f7 black pawn · g7 black pawn · h7 black pawn · c6 black pawn · f6 black knight · f5 black bishop · a4 white pawn · c4 black pawn · d4 white pawn · c3 white knight · f3 white knight · b2 white pawn · e2 white pawn · f2 white pawn · g2 white pawn · h2 white pawn · a1 white rook · c1 white bishop · d1 white queen · e1 white king · f1 white bishop · h1 white rook | a8 black rook · b8 black knight · d8 black queen · e8 black king · f8 black bishop · h8 black rook · a7 black pawn · b7 black pawn · e7 black pawn · f7 black pawn · g7 black pawn · h7 black pawn · c6 black pawn · f6 black knight · f5 black bishop · a4 white pawn · c4 black pawn · d4 white pawn · c3 white knight · f3 white knight · b2 white pawn · e2 white pawn · f2 white pawn · g2 white pawn · h2 white pawn · a1 white rook · c1 white bishop · d1 white queen · e1 white king · f1 white bishop · h1 white rook | a8 black rook · b8 black knight · d8 black queen · e8 black king · f8 black bishop · h8 black rook · a7 black pawn · b7 black pawn · e7 black pawn · f7 black pawn · g7 black pawn · h7 black pawn · c6 black pawn · f6 black knight · f5 black bishop · a4 white pawn · c4 black pawn · d4 white pawn · c3 white knight · f3 white knight · b2 white pawn · e2 white pawn · f2 white pawn · g2 white pawn · h2 white pawn · a1 white rook · c1 white bishop · d1 white queen · e1 white king · f1 white bishop · h1 white rook | a8 black rook · b8 black knight · d8 black queen · e8 black king · f8 black bishop · h8 black rook · a7 black pawn · b7 black pawn · e7 black pawn · f7 black pawn · g7 black pawn · h7 black pawn · c6 black pawn · f6 black knight · f5 black bishop · a4 white pawn · c4 black pawn · d4 white pawn · c3 white knight · f3 white knight · b2 white pawn · e2 white pawn · f2 white pawn · g2 white pawn · h2 white pawn · a1 white rook · c1 white bishop · d1 white queen · e1 white king · f1 white bishop · h1 white rook | a8 black rook · b8 black knight · d8 black queen · e8 black king · f8 black bishop · h8 black rook · a7 black pawn · b7 black pawn · e7 black pawn · f7 black pawn · g7 black pawn · h7 black pawn · c6 black pawn · f6 black knight · f5 black bishop · a4 white pawn · c4 black pawn · d4 white pawn · c3 white knight · f3 white knight · b2 white pawn · e2 white pawn · f2 white pawn · g2 white pawn · h2 white pawn · a1 white rook · c1 white bishop · d1 white queen · e1 white king · f1 white bishop · h1 white rook | a8 black rook · b8 black knight · d8 black queen · e8 black king · f8 black bishop · h8 black rook · a7 black pawn · b7 black pawn · e7 black pawn · f7 black pawn · g7 black pawn · h7 black pawn · c6 black pawn · f6 black knight · f5 black bishop · a4 white pawn · c4 black pawn · d4 white pawn · c3 white knight · f3 white knight · b2 white pawn · e2 white pawn · f2 white pawn · g2 white pawn · h2 white pawn · a1 white rook · c1 white bishop · d1 white queen · e1 white king · f1 white bishop · h1 white rook | a8 black rook · b8 black knight · d8 black queen · e8 black king · f8 black bishop · h8 black rook · a7 black pawn · b7 black pawn · e7 black pawn · f7 black pawn · g7 black pawn · h7 black pawn · c6 black pawn · f6 black knight · f5 black bishop · a4 white pawn · c4 black pawn · d4 white pawn · c3 white knight · f3 white knight · b2 white pawn · e2 white pawn · f2 white pawn · g2 white pawn · h2 white pawn · a1 white rook · c1 white bishop · d1 white queen · e1 white king · f1 white bishop · h1 white rook | 1 |
|   | a | b | c | d | e | f | g | h |   |

|   | a | b | c | d | e | f | g | h |   |
| 8 | a8 black rook · b8 black knight · d8 black queen · e8 black king · f8 black bishop · h8 black rook · a7 black pawn · b7 black pawn · e7 black pawn · f7 black pawn · g7 black pawn · h7 black pawn · c6 black pawn · f6 black knight · a4 white pawn · c4 black pawn · d4 white pawn · g4 black bishop · c3 white knight · f3 white knight · b2 white pawn · e2 white pawn · f2 white pawn · g2 white pawn · h2 white pawn · a1 white rook · c1 white bishop · d1 white queen · e1 white king · f1 white bishop · h1 white rook | a8 black rook · b8 black knight · d8 black queen · e8 black king · f8 black bishop · h8 black rook · a7 black pawn · b7 black pawn · e7 black pawn · f7 black pawn · g7 black pawn · h7 black pawn · c6 black pawn · f6 black knight · a4 white pawn · c4 black pawn · d4 white pawn · g4 black bishop · c3 white knight · f3 white knight · b2 white pawn · e2 white pawn · f2 white pawn · g2 white pawn · h2 white pawn · a1 white rook · c1 white bishop · d1 white queen · e1 white king · f1 white bishop · h1 white rook | a8 black rook · b8 black knight · d8 black queen · e8 black king · f8 black bishop · h8 black rook · a7 black pawn · b7 black pawn · e7 black pawn · f7 black pawn · g7 black pawn · h7 black pawn · c6 black pawn · f6 black knight · a4 white pawn · c4 black pawn · d4 white pawn · g4 black bishop · c3 white knight · f3 white knight · b2 white pawn · e2 white pawn · f2 white pawn · g2 white pawn · h2 white pawn · a1 white rook · c1 white bishop · d1 white queen · e1 white king · f1 white bishop · h1 white rook | a8 black rook · b8 black knight · d8 black queen · e8 black king · f8 black bishop · h8 black rook · a7 black pawn · b7 black pawn · e7 black pawn · f7 black pawn · g7 black pawn · h7 black pawn · c6 black pawn · f6 black knight · a4 white pawn · c4 black pawn · d4 white pawn · g4 black bishop · c3 white knight · f3 white knight · b2 white pawn · e2 white pawn · f2 white pawn · g2 white pawn · h2 white pawn · a1 white rook · c1 white bishop · d1 white queen · e1 white king · f1 white bishop · h1 white rook | a8 black rook · b8 black knight · d8 black queen · e8 black king · f8 black bishop · h8 black rook · a7 black pawn · b7 black pawn · e7 black pawn · f7 black pawn · g7 black pawn · h7 black pawn · c6 black pawn · f6 black knight · a4 white pawn · c4 black pawn · d4 white pawn · g4 black bishop · c3 white knight · f3 white knight · b2 white pawn · e2 white pawn · f2 white pawn · g2 white pawn · h2 white pawn · a1 white rook · c1 white bishop · d1 white queen · e1 white king · f1 white bishop · h1 white rook | a8 black rook · b8 black knight · d8 black queen · e8 black king · f8 black bishop · h8 black rook · a7 black pawn · b7 black pawn · e7 black pawn · f7 black pawn · g7 black pawn · h7 black pawn · c6 black pawn · f6 black knight · a4 white pawn · c4 black pawn · d4 white pawn · g4 black bishop · c3 white knight · f3 white knight · b2 white pawn · e2 white pawn · f2 white pawn · g2 white pawn · h2 white pawn · a1 white rook · c1 white bishop · d1 white queen · e1 white king · f1 white bishop · h1 white rook | a8 black rook · b8 black knight · d8 black queen · e8 black king · f8 black bishop · h8 black rook · a7 black pawn · b7 black pawn · e7 black pawn · f7 black pawn · g7 black pawn · h7 black pawn · c6 black pawn · f6 black knight · a4 white pawn · c4 black pawn · d4 white pawn · g4 black bishop · c3 white knight · f3 white knight · b2 white pawn · e2 white pawn · f2 white pawn · g2 white pawn · h2 white pawn · a1 white rook · c1 white bishop · d1 white queen · e1 white king · f1 white bishop · h1 white rook | a8 black rook · b8 black knight · d8 black queen · e8 black king · f8 black bishop · h8 black rook · a7 black pawn · b7 black pawn · e7 black pawn · f7 black pawn · g7 black pawn · h7 black pawn · c6 black pawn · f6 black knight · a4 white pawn · c4 black pawn · d4 white pawn · g4 black bishop · c3 white knight · f3 white knight · b2 white pawn · e2 white pawn · f2 white pawn · g2 white pawn · h2 white pawn · a1 white rook · c1 white bishop · d1 white queen · e1 white king · f1 white bishop · h1 white rook | 8 |
| 7 | a8 black rook · b8 black knight · d8 black queen · e8 black king · f8 black bishop · h8 black rook · a7 black pawn · b7 black pawn · e7 black pawn · f7 black pawn · g7 black pawn · h7 black pawn · c6 black pawn · f6 black knight · a4 white pawn · c4 black pawn · d4 white pawn · g4 black bishop · c3 white knight · f3 white knight · b2 white pawn · e2 white pawn · f2 white pawn · g2 white pawn · h2 white pawn · a1 white rook · c1 white bishop · d1 white queen · e1 white king · f1 white bishop · h1 white rook | a8 black rook · b8 black knight · d8 black queen · e8 black king · f8 black bishop · h8 black rook · a7 black pawn · b7 black pawn · e7 black pawn · f7 black pawn · g7 black pawn · h7 black pawn · c6 black pawn · f6 black knight · a4 white pawn · c4 black pawn · d4 white pawn · g4 black bishop · c3 white knight · f3 white knight · b2 white pawn · e2 white pawn · f2 white pawn · g2 white pawn · h2 white pawn · a1 white rook · c1 white bishop · d1 white queen · e1 white king · f1 white bishop · h1 white rook | a8 black rook · b8 black knight · d8 black queen · e8 black king · f8 black bishop · h8 black rook · a7 black pawn · b7 black pawn · e7 black pawn · f7 black pawn · g7 black pawn · h7 black pawn · c6 black pawn · f6 black knight · a4 white pawn · c4 black pawn · d4 white pawn · g4 black bishop · c3 white knight · f3 white knight · b2 white pawn · e2 white pawn · f2 white pawn · g2 white pawn · h2 white pawn · a1 white rook · c1 white bishop · d1 white queen · e1 white king · f1 white bishop · h1 white rook | a8 black rook · b8 black knight · d8 black queen · e8 black king · f8 black bishop · h8 black rook · a7 black pawn · b7 black pawn · e7 black pawn · f7 black pawn · g7 black pawn · h7 black pawn · c6 black pawn · f6 black knight · a4 white pawn · c4 black pawn · d4 white pawn · g4 black bishop · c3 white knight · f3 white knight · b2 white pawn · e2 white pawn · f2 white pawn · g2 white pawn · h2 white pawn · a1 white rook · c1 white bishop · d1 white queen · e1 white king · f1 white bishop · h1 white rook | a8 black rook · b8 black knight · d8 black queen · e8 black king · f8 black bishop · h8 black rook · a7 black pawn · b7 black pawn · e7 black pawn · f7 black pawn · g7 black pawn · h7 black pawn · c6 black pawn · f6 black knight · a4 white pawn · c4 black pawn · d4 white pawn · g4 black bishop · c3 white knight · f3 white knight · b2 white pawn · e2 white pawn · f2 white pawn · g2 white pawn · h2 white pawn · a1 white rook · c1 white bishop · d1 white queen · e1 white king · f1 white bishop · h1 white rook | a8 black rook · b8 black knight · d8 black queen · e8 black king · f8 black bishop · h8 black rook · a7 black pawn · b7 black pawn · e7 black pawn · f7 black pawn · g7 black pawn · h7 black pawn · c6 black pawn · f6 black knight · a4 white pawn · c4 black pawn · d4 white pawn · g4 black bishop · c3 white knight · f3 white knight · b2 white pawn · e2 white pawn · f2 white pawn · g2 white pawn · h2 white pawn · a1 white rook · c1 white bishop · d1 white queen · e1 white king · f1 white bishop · h1 white rook | a8 black rook · b8 black knight · d8 black queen · e8 black king · f8 black bishop · h8 black rook · a7 black pawn · b7 black pawn · e7 black pawn · f7 black pawn · g7 black pawn · h7 black pawn · c6 black pawn · f6 black knight · a4 white pawn · c4 black pawn · d4 white pawn · g4 black bishop · c3 white knight · f3 white knight · b2 white pawn · e2 white pawn · f2 white pawn · g2 white pawn · h2 white pawn · a1 white rook · c1 white bishop · d1 white queen · e1 white king · f1 white bishop · h1 white rook | a8 black rook · b8 black knight · d8 black queen · e8 black king · f8 black bishop · h8 black rook · a7 black pawn · b7 black pawn · e7 black pawn · f7 black pawn · g7 black pawn · h7 black pawn · c6 black pawn · f6 black knight · a4 white pawn · c4 black pawn · d4 white pawn · g4 black bishop · c3 white knight · f3 white knight · b2 white pawn · e2 white pawn · f2 white pawn · g2 white pawn · h2 white pawn · a1 white rook · c1 white bishop · d1 white queen · e1 white king · f1 white bishop · h1 white rook | 7 |
| 6 | a8 black rook · b8 black knight · d8 black queen · e8 black king · f8 black bishop · h8 black rook · a7 black pawn · b7 black pawn · e7 black pawn · f7 black pawn · g7 black pawn · h7 black pawn · c6 black pawn · f6 black knight · a4 white pawn · c4 black pawn · d4 white pawn · g4 black bishop · c3 white knight · f3 white knight · b2 white pawn · e2 white pawn · f2 white pawn · g2 white pawn · h2 white pawn · a1 white rook · c1 white bishop · d1 white queen · e1 white king · f1 white bishop · h1 white rook | a8 black rook · b8 black knight · d8 black queen · e8 black king · f8 black bishop · h8 black rook · a7 black pawn · b7 black pawn · e7 black pawn · f7 black pawn · g7 black pawn · h7 black pawn · c6 black pawn · f6 black knight · a4 white pawn · c4 black pawn · d4 white pawn · g4 black bishop · c3 white knight · f3 white knight · b2 white pawn · e2 white pawn · f2 white pawn · g2 white pawn · h2 white pawn · a1 white rook · c1 white bishop · d1 white queen · e1 white king · f1 white bishop · h1 white rook | a8 black rook · b8 black knight · d8 black queen · e8 black king · f8 black bishop · h8 black rook · a7 black pawn · b7 black pawn · e7 black pawn · f7 black pawn · g7 black pawn · h7 black pawn · c6 black pawn · f6 black knight · a4 white pawn · c4 black pawn · d4 white pawn · g4 black bishop · c3 white knight · f3 white knight · b2 white pawn · e2 white pawn · f2 white pawn · g2 white pawn · h2 white pawn · a1 white rook · c1 white bishop · d1 white queen · e1 white king · f1 white bishop · h1 white rook | a8 black rook · b8 black knight · d8 black queen · e8 black king · f8 black bishop · h8 black rook · a7 black pawn · b7 black pawn · e7 black pawn · f7 black pawn · g7 black pawn · h7 black pawn · c6 black pawn · f6 black knight · a4 white pawn · c4 black pawn · d4 white pawn · g4 black bishop · c3 white knight · f3 white knight · b2 white pawn · e2 white pawn · f2 white pawn · g2 white pawn · h2 white pawn · a1 white rook · c1 white bishop · d1 white queen · e1 white king · f1 white bishop · h1 white rook | a8 black rook · b8 black knight · d8 black queen · e8 black king · f8 black bishop · h8 black rook · a7 black pawn · b7 black pawn · e7 black pawn · f7 black pawn · g7 black pawn · h7 black pawn · c6 black pawn · f6 black knight · a4 white pawn · c4 black pawn · d4 white pawn · g4 black bishop · c3 white knight · f3 white knight · b2 white pawn · e2 white pawn · f2 white pawn · g2 white pawn · h2 white pawn · a1 white rook · c1 white bishop · d1 white queen · e1 white king · f1 white bishop · h1 white rook | a8 black rook · b8 black knight · d8 black queen · e8 black king · f8 black bishop · h8 black rook · a7 black pawn · b7 black pawn · e7 black pawn · f7 black pawn · g7 black pawn · h7 black pawn · c6 black pawn · f6 black knight · a4 white pawn · c4 black pawn · d4 white pawn · g4 black bishop · c3 white knight · f3 white knight · b2 white pawn · e2 white pawn · f2 white pawn · g2 white pawn · h2 white pawn · a1 white rook · c1 white bishop · d1 white queen · e1 white king · f1 white bishop · h1 white rook | a8 black rook · b8 black knight · d8 black queen · e8 black king · f8 black bishop · h8 black rook · a7 black pawn · b7 black pawn · e7 black pawn · f7 black pawn · g7 black pawn · h7 black pawn · c6 black pawn · f6 black knight · a4 white pawn · c4 black pawn · d4 white pawn · g4 black bishop · c3 white knight · f3 white knight · b2 white pawn · e2 white pawn · f2 white pawn · g2 white pawn · h2 white pawn · a1 white rook · c1 white bishop · d1 white queen · e1 white king · f1 white bishop · h1 white rook | a8 black rook · b8 black knight · d8 black queen · e8 black king · f8 black bishop · h8 black rook · a7 black pawn · b7 black pawn · e7 black pawn · f7 black pawn · g7 black pawn · h7 black pawn · c6 black pawn · f6 black knight · a4 white pawn · c4 black pawn · d4 white pawn · g4 black bishop · c3 white knight · f3 white knight · b2 white pawn · e2 white pawn · f2 white pawn · g2 white pawn · h2 white pawn · a1 white rook · c1 white bishop · d1 white queen · e1 white king · f1 white bishop · h1 white rook | 6 |
| 5 | a8 black rook · b8 black knight · d8 black queen · e8 black king · f8 black bishop · h8 black rook · a7 black pawn · b7 black pawn · e7 black pawn · f7 black pawn · g7 black pawn · h7 black pawn · c6 black pawn · f6 black knight · a4 white pawn · c4 black pawn · d4 white pawn · g4 black bishop · c3 white knight · f3 white knight · b2 white pawn · e2 white pawn · f2 white pawn · g2 white pawn · h2 white pawn · a1 white rook · c1 white bishop · d1 white queen · e1 white king · f1 white bishop · h1 white rook | a8 black rook · b8 black knight · d8 black queen · e8 black king · f8 black bishop · h8 black rook · a7 black pawn · b7 black pawn · e7 black pawn · f7 black pawn · g7 black pawn · h7 black pawn · c6 black pawn · f6 black knight · a4 white pawn · c4 black pawn · d4 white pawn · g4 black bishop · c3 white knight · f3 white knight · b2 white pawn · e2 white pawn · f2 white pawn · g2 white pawn · h2 white pawn · a1 white rook · c1 white bishop · d1 white queen · e1 white king · f1 white bishop · h1 white rook | a8 black rook · b8 black knight · d8 black queen · e8 black king · f8 black bishop · h8 black rook · a7 black pawn · b7 black pawn · e7 black pawn · f7 black pawn · g7 black pawn · h7 black pawn · c6 black pawn · f6 black knight · a4 white pawn · c4 black pawn · d4 white pawn · g4 black bishop · c3 white knight · f3 white knight · b2 white pawn · e2 white pawn · f2 white pawn · g2 white pawn · h2 white pawn · a1 white rook · c1 white bishop · d1 white queen · e1 white king · f1 white bishop · h1 white rook | a8 black rook · b8 black knight · d8 black queen · e8 black king · f8 black bishop · h8 black rook · a7 black pawn · b7 black pawn · e7 black pawn · f7 black pawn · g7 black pawn · h7 black pawn · c6 black pawn · f6 black knight · a4 white pawn · c4 black pawn · d4 white pawn · g4 black bishop · c3 white knight · f3 white knight · b2 white pawn · e2 white pawn · f2 white pawn · g2 white pawn · h2 white pawn · a1 white rook · c1 white bishop · d1 white queen · e1 white king · f1 white bishop · h1 white rook | a8 black rook · b8 black knight · d8 black queen · e8 black king · f8 black bishop · h8 black rook · a7 black pawn · b7 black pawn · e7 black pawn · f7 black pawn · g7 black pawn · h7 black pawn · c6 black pawn · f6 black knight · a4 white pawn · c4 black pawn · d4 white pawn · g4 black bishop · c3 white knight · f3 white knight · b2 white pawn · e2 white pawn · f2 white pawn · g2 white pawn · h2 white pawn · a1 white rook · c1 white bishop · d1 white queen · e1 white king · f1 white bishop · h1 white rook | a8 black rook · b8 black knight · d8 black queen · e8 black king · f8 black bishop · h8 black rook · a7 black pawn · b7 black pawn · e7 black pawn · f7 black pawn · g7 black pawn · h7 black pawn · c6 black pawn · f6 black knight · a4 white pawn · c4 black pawn · d4 white pawn · g4 black bishop · c3 white knight · f3 white knight · b2 white pawn · e2 white pawn · f2 white pawn · g2 white pawn · h2 white pawn · a1 white rook · c1 white bishop · d1 white queen · e1 white king · f1 white bishop · h1 white rook | a8 black rook · b8 black knight · d8 black queen · e8 black king · f8 black bishop · h8 black rook · a7 black pawn · b7 black pawn · e7 black pawn · f7 black pawn · g7 black pawn · h7 black pawn · c6 black pawn · f6 black knight · a4 white pawn · c4 black pawn · d4 white pawn · g4 black bishop · c3 white knight · f3 white knight · b2 white pawn · e2 white pawn · f2 white pawn · g2 white pawn · h2 white pawn · a1 white rook · c1 white bishop · d1 white queen · e1 white king · f1 white bishop · h1 white rook | a8 black rook · b8 black knight · d8 black queen · e8 black king · f8 black bishop · h8 black rook · a7 black pawn · b7 black pawn · e7 black pawn · f7 black pawn · g7 black pawn · h7 black pawn · c6 black pawn · f6 black knight · a4 white pawn · c4 black pawn · d4 white pawn · g4 black bishop · c3 white knight · f3 white knight · b2 white pawn · e2 white pawn · f2 white pawn · g2 white pawn · h2 white pawn · a1 white rook · c1 white bishop · d1 white queen · e1 white king · f1 white bishop · h1 white rook | 5 |
| 4 | a8 black rook · b8 black knight · d8 black queen · e8 black king · f8 black bishop · h8 black rook · a7 black pawn · b7 black pawn · e7 black pawn · f7 black pawn · g7 black pawn · h7 black pawn · c6 black pawn · f6 black knight · a4 white pawn · c4 black pawn · d4 white pawn · g4 black bishop · c3 white knight · f3 white knight · b2 white pawn · e2 white pawn · f2 white pawn · g2 white pawn · h2 white pawn · a1 white rook · c1 white bishop · d1 white queen · e1 white king · f1 white bishop · h1 white rook | a8 black rook · b8 black knight · d8 black queen · e8 black king · f8 black bishop · h8 black rook · a7 black pawn · b7 black pawn · e7 black pawn · f7 black pawn · g7 black pawn · h7 black pawn · c6 black pawn · f6 black knight · a4 white pawn · c4 black pawn · d4 white pawn · g4 black bishop · c3 white knight · f3 white knight · b2 white pawn · e2 white pawn · f2 white pawn · g2 white pawn · h2 white pawn · a1 white rook · c1 white bishop · d1 white queen · e1 white king · f1 white bishop · h1 white rook | a8 black rook · b8 black knight · d8 black queen · e8 black king · f8 black bishop · h8 black rook · a7 black pawn · b7 black pawn · e7 black pawn · f7 black pawn · g7 black pawn · h7 black pawn · c6 black pawn · f6 black knight · a4 white pawn · c4 black pawn · d4 white pawn · g4 black bishop · c3 white knight · f3 white knight · b2 white pawn · e2 white pawn · f2 white pawn · g2 white pawn · h2 white pawn · a1 white rook · c1 white bishop · d1 white queen · e1 white king · f1 white bishop · h1 white rook | a8 black rook · b8 black knight · d8 black queen · e8 black king · f8 black bishop · h8 black rook · a7 black pawn · b7 black pawn · e7 black pawn · f7 black pawn · g7 black pawn · h7 black pawn · c6 black pawn · f6 black knight · a4 white pawn · c4 black pawn · d4 white pawn · g4 black bishop · c3 white knight · f3 white knight · b2 white pawn · e2 white pawn · f2 white pawn · g2 white pawn · h2 white pawn · a1 white rook · c1 white bishop · d1 white queen · e1 white king · f1 white bishop · h1 white rook | a8 black rook · b8 black knight · d8 black queen · e8 black king · f8 black bishop · h8 black rook · a7 black pawn · b7 black pawn · e7 black pawn · f7 black pawn · g7 black pawn · h7 black pawn · c6 black pawn · f6 black knight · a4 white pawn · c4 black pawn · d4 white pawn · g4 black bishop · c3 white knight · f3 white knight · b2 white pawn · e2 white pawn · f2 white pawn · g2 white pawn · h2 white pawn · a1 white rook · c1 white bishop · d1 white queen · e1 white king · f1 white bishop · h1 white rook | a8 black rook · b8 black knight · d8 black queen · e8 black king · f8 black bishop · h8 black rook · a7 black pawn · b7 black pawn · e7 black pawn · f7 black pawn · g7 black pawn · h7 black pawn · c6 black pawn · f6 black knight · a4 white pawn · c4 black pawn · d4 white pawn · g4 black bishop · c3 white knight · f3 white knight · b2 white pawn · e2 white pawn · f2 white pawn · g2 white pawn · h2 white pawn · a1 white rook · c1 white bishop · d1 white queen · e1 white king · f1 white bishop · h1 white rook | a8 black rook · b8 black knight · d8 black queen · e8 black king · f8 black bishop · h8 black rook · a7 black pawn · b7 black pawn · e7 black pawn · f7 black pawn · g7 black pawn · h7 black pawn · c6 black pawn · f6 black knight · a4 white pawn · c4 black pawn · d4 white pawn · g4 black bishop · c3 white knight · f3 white knight · b2 white pawn · e2 white pawn · f2 white pawn · g2 white pawn · h2 white pawn · a1 white rook · c1 white bishop · d1 white queen · e1 white king · f1 white bishop · h1 white rook | a8 black rook · b8 black knight · d8 black queen · e8 black king · f8 black bishop · h8 black rook · a7 black pawn · b7 black pawn · e7 black pawn · f7 black pawn · g7 black pawn · h7 black pawn · c6 black pawn · f6 black knight · a4 white pawn · c4 black pawn · d4 white pawn · g4 black bishop · c3 white knight · f3 white knight · b2 white pawn · e2 white pawn · f2 white pawn · g2 white pawn · h2 white pawn · a1 white rook · c1 white bishop · d1 white queen · e1 white king · f1 white bishop · h1 white rook | 4 |
| 3 | a8 black rook · b8 black knight · d8 black queen · e8 black king · f8 black bishop · h8 black rook · a7 black pawn · b7 black pawn · e7 black pawn · f7 black pawn · g7 black pawn · h7 black pawn · c6 black pawn · f6 black knight · a4 white pawn · c4 black pawn · d4 white pawn · g4 black bishop · c3 white knight · f3 white knight · b2 white pawn · e2 white pawn · f2 white pawn · g2 white pawn · h2 white pawn · a1 white rook · c1 white bishop · d1 white queen · e1 white king · f1 white bishop · h1 white rook | a8 black rook · b8 black knight · d8 black queen · e8 black king · f8 black bishop · h8 black rook · a7 black pawn · b7 black pawn · e7 black pawn · f7 black pawn · g7 black pawn · h7 black pawn · c6 black pawn · f6 black knight · a4 white pawn · c4 black pawn · d4 white pawn · g4 black bishop · c3 white knight · f3 white knight · b2 white pawn · e2 white pawn · f2 white pawn · g2 white pawn · h2 white pawn · a1 white rook · c1 white bishop · d1 white queen · e1 white king · f1 white bishop · h1 white rook | a8 black rook · b8 black knight · d8 black queen · e8 black king · f8 black bishop · h8 black rook · a7 black pawn · b7 black pawn · e7 black pawn · f7 black pawn · g7 black pawn · h7 black pawn · c6 black pawn · f6 black knight · a4 white pawn · c4 black pawn · d4 white pawn · g4 black bishop · c3 white knight · f3 white knight · b2 white pawn · e2 white pawn · f2 white pawn · g2 white pawn · h2 white pawn · a1 white rook · c1 white bishop · d1 white queen · e1 white king · f1 white bishop · h1 white rook | a8 black rook · b8 black knight · d8 black queen · e8 black king · f8 black bishop · h8 black rook · a7 black pawn · b7 black pawn · e7 black pawn · f7 black pawn · g7 black pawn · h7 black pawn · c6 black pawn · f6 black knight · a4 white pawn · c4 black pawn · d4 white pawn · g4 black bishop · c3 white knight · f3 white knight · b2 white pawn · e2 white pawn · f2 white pawn · g2 white pawn · h2 white pawn · a1 white rook · c1 white bishop · d1 white queen · e1 white king · f1 white bishop · h1 white rook | a8 black rook · b8 black knight · d8 black queen · e8 black king · f8 black bishop · h8 black rook · a7 black pawn · b7 black pawn · e7 black pawn · f7 black pawn · g7 black pawn · h7 black pawn · c6 black pawn · f6 black knight · a4 white pawn · c4 black pawn · d4 white pawn · g4 black bishop · c3 white knight · f3 white knight · b2 white pawn · e2 white pawn · f2 white pawn · g2 white pawn · h2 white pawn · a1 white rook · c1 white bishop · d1 white queen · e1 white king · f1 white bishop · h1 white rook | a8 black rook · b8 black knight · d8 black queen · e8 black king · f8 black bishop · h8 black rook · a7 black pawn · b7 black pawn · e7 black pawn · f7 black pawn · g7 black pawn · h7 black pawn · c6 black pawn · f6 black knight · a4 white pawn · c4 black pawn · d4 white pawn · g4 black bishop · c3 white knight · f3 white knight · b2 white pawn · e2 white pawn · f2 white pawn · g2 white pawn · h2 white pawn · a1 white rook · c1 white bishop · d1 white queen · e1 white king · f1 white bishop · h1 white rook | a8 black rook · b8 black knight · d8 black queen · e8 black king · f8 black bishop · h8 black rook · a7 black pawn · b7 black pawn · e7 black pawn · f7 black pawn · g7 black pawn · h7 black pawn · c6 black pawn · f6 black knight · a4 white pawn · c4 black pawn · d4 white pawn · g4 black bishop · c3 white knight · f3 white knight · b2 white pawn · e2 white pawn · f2 white pawn · g2 white pawn · h2 white pawn · a1 white rook · c1 white bishop · d1 white queen · e1 white king · f1 white bishop · h1 white rook | a8 black rook · b8 black knight · d8 black queen · e8 black king · f8 black bishop · h8 black rook · a7 black pawn · b7 black pawn · e7 black pawn · f7 black pawn · g7 black pawn · h7 black pawn · c6 black pawn · f6 black knight · a4 white pawn · c4 black pawn · d4 white pawn · g4 black bishop · c3 white knight · f3 white knight · b2 white pawn · e2 white pawn · f2 white pawn · g2 white pawn · h2 white pawn · a1 white rook · c1 white bishop · d1 white queen · e1 white king · f1 white bishop · h1 white rook | 3 |
| 2 | a8 black rook · b8 black knight · d8 black queen · e8 black king · f8 black bishop · h8 black rook · a7 black pawn · b7 black pawn · e7 black pawn · f7 black pawn · g7 black pawn · h7 black pawn · c6 black pawn · f6 black knight · a4 white pawn · c4 black pawn · d4 white pawn · g4 black bishop · c3 white knight · f3 white knight · b2 white pawn · e2 white pawn · f2 white pawn · g2 white pawn · h2 white pawn · a1 white rook · c1 white bishop · d1 white queen · e1 white king · f1 white bishop · h1 white rook | a8 black rook · b8 black knight · d8 black queen · e8 black king · f8 black bishop · h8 black rook · a7 black pawn · b7 black pawn · e7 black pawn · f7 black pawn · g7 black pawn · h7 black pawn · c6 black pawn · f6 black knight · a4 white pawn · c4 black pawn · d4 white pawn · g4 black bishop · c3 white knight · f3 white knight · b2 white pawn · e2 white pawn · f2 white pawn · g2 white pawn · h2 white pawn · a1 white rook · c1 white bishop · d1 white queen · e1 white king · f1 white bishop · h1 white rook | a8 black rook · b8 black knight · d8 black queen · e8 black king · f8 black bishop · h8 black rook · a7 black pawn · b7 black pawn · e7 black pawn · f7 black pawn · g7 black pawn · h7 black pawn · c6 black pawn · f6 black knight · a4 white pawn · c4 black pawn · d4 white pawn · g4 black bishop · c3 white knight · f3 white knight · b2 white pawn · e2 white pawn · f2 white pawn · g2 white pawn · h2 white pawn · a1 white rook · c1 white bishop · d1 white queen · e1 white king · f1 white bishop · h1 white rook | a8 black rook · b8 black knight · d8 black queen · e8 black king · f8 black bishop · h8 black rook · a7 black pawn · b7 black pawn · e7 black pawn · f7 black pawn · g7 black pawn · h7 black pawn · c6 black pawn · f6 black knight · a4 white pawn · c4 black pawn · d4 white pawn · g4 black bishop · c3 white knight · f3 white knight · b2 white pawn · e2 white pawn · f2 white pawn · g2 white pawn · h2 white pawn · a1 white rook · c1 white bishop · d1 white queen · e1 white king · f1 white bishop · h1 white rook | a8 black rook · b8 black knight · d8 black queen · e8 black king · f8 black bishop · h8 black rook · a7 black pawn · b7 black pawn · e7 black pawn · f7 black pawn · g7 black pawn · h7 black pawn · c6 black pawn · f6 black knight · a4 white pawn · c4 black pawn · d4 white pawn · g4 black bishop · c3 white knight · f3 white knight · b2 white pawn · e2 white pawn · f2 white pawn · g2 white pawn · h2 white pawn · a1 white rook · c1 white bishop · d1 white queen · e1 white king · f1 white bishop · h1 white rook | a8 black rook · b8 black knight · d8 black queen · e8 black king · f8 black bishop · h8 black rook · a7 black pawn · b7 black pawn · e7 black pawn · f7 black pawn · g7 black pawn · h7 black pawn · c6 black pawn · f6 black knight · a4 white pawn · c4 black pawn · d4 white pawn · g4 black bishop · c3 white knight · f3 white knight · b2 white pawn · e2 white pawn · f2 white pawn · g2 white pawn · h2 white pawn · a1 white rook · c1 white bishop · d1 white queen · e1 white king · f1 white bishop · h1 white rook | a8 black rook · b8 black knight · d8 black queen · e8 black king · f8 black bishop · h8 black rook · a7 black pawn · b7 black pawn · e7 black pawn · f7 black pawn · g7 black pawn · h7 black pawn · c6 black pawn · f6 black knight · a4 white pawn · c4 black pawn · d4 white pawn · g4 black bishop · c3 white knight · f3 white knight · b2 white pawn · e2 white pawn · f2 white pawn · g2 white pawn · h2 white pawn · a1 white rook · c1 white bishop · d1 white queen · e1 white king · f1 white bishop · h1 white rook | a8 black rook · b8 black knight · d8 black queen · e8 black king · f8 black bishop · h8 black rook · a7 black pawn · b7 black pawn · e7 black pawn · f7 black pawn · g7 black pawn · h7 black pawn · c6 black pawn · f6 black knight · a4 white pawn · c4 black pawn · d4 white pawn · g4 black bishop · c3 white knight · f3 white knight · b2 white pawn · e2 white pawn · f2 white pawn · g2 white pawn · h2 white pawn · a1 white rook · c1 white bishop · d1 white queen · e1 white king · f1 white bishop · h1 white rook | 2 |
| 1 | a8 black rook · b8 black knight · d8 black queen · e8 black king · f8 black bishop · h8 black rook · a7 black pawn · b7 black pawn · e7 black pawn · f7 black pawn · g7 black pawn · h7 black pawn · c6 black pawn · f6 black knight · a4 white pawn · c4 black pawn · d4 white pawn · g4 black bishop · c3 white knight · f3 white knight · b2 white pawn · e2 white pawn · f2 white pawn · g2 white pawn · h2 white pawn · a1 white rook · c1 white bishop · d1 white queen · e1 white king · f1 white bishop · h1 white rook | a8 black rook · b8 black knight · d8 black queen · e8 black king · f8 black bishop · h8 black rook · a7 black pawn · b7 black pawn · e7 black pawn · f7 black pawn · g7 black pawn · h7 black pawn · c6 black pawn · f6 black knight · a4 white pawn · c4 black pawn · d4 white pawn · g4 black bishop · c3 white knight · f3 white knight · b2 white pawn · e2 white pawn · f2 white pawn · g2 white pawn · h2 white pawn · a1 white rook · c1 white bishop · d1 white queen · e1 white king · f1 white bishop · h1 white rook | a8 black rook · b8 black knight · d8 black queen · e8 black king · f8 black bishop · h8 black rook · a7 black pawn · b7 black pawn · e7 black pawn · f7 black pawn · g7 black pawn · h7 black pawn · c6 black pawn · f6 black knight · a4 white pawn · c4 black pawn · d4 white pawn · g4 black bishop · c3 white knight · f3 white knight · b2 white pawn · e2 white pawn · f2 white pawn · g2 white pawn · h2 white pawn · a1 white rook · c1 white bishop · d1 white queen · e1 white king · f1 white bishop · h1 white rook | a8 black rook · b8 black knight · d8 black queen · e8 black king · f8 black bishop · h8 black rook · a7 black pawn · b7 black pawn · e7 black pawn · f7 black pawn · g7 black pawn · h7 black pawn · c6 black pawn · f6 black knight · a4 white pawn · c4 black pawn · d4 white pawn · g4 black bishop · c3 white knight · f3 white knight · b2 white pawn · e2 white pawn · f2 white pawn · g2 white pawn · h2 white pawn · a1 white rook · c1 white bishop · d1 white queen · e1 white king · f1 white bishop · h1 white rook | a8 black rook · b8 black knight · d8 black queen · e8 black king · f8 black bishop · h8 black rook · a7 black pawn · b7 black pawn · e7 black pawn · f7 black pawn · g7 black pawn · h7 black pawn · c6 black pawn · f6 black knight · a4 white pawn · c4 black pawn · d4 white pawn · g4 black bishop · c3 white knight · f3 white knight · b2 white pawn · e2 white pawn · f2 white pawn · g2 white pawn · h2 white pawn · a1 white rook · c1 white bishop · d1 white queen · e1 white king · f1 white bishop · h1 white rook | a8 black rook · b8 black knight · d8 black queen · e8 black king · f8 black bishop · h8 black rook · a7 black pawn · b7 black pawn · e7 black pawn · f7 black pawn · g7 black pawn · h7 black pawn · c6 black pawn · f6 black knight · a4 white pawn · c4 black pawn · d4 white pawn · g4 black bishop · c3 white knight · f3 white knight · b2 white pawn · e2 white pawn · f2 white pawn · g2 white pawn · h2 white pawn · a1 white rook · c1 white bishop · d1 white queen · e1 white king · f1 white bishop · h1 white rook | a8 black rook · b8 black knight · d8 black queen · e8 black king · f8 black bishop · h8 black rook · a7 black pawn · b7 black pawn · e7 black pawn · f7 black pawn · g7 black pawn · h7 black pawn · c6 black pawn · f6 black knight · a4 white pawn · c4 black pawn · d4 white pawn · g4 black bishop · c3 white knight · f3 white knight · b2 white pawn · e2 white pawn · f2 white pawn · g2 white pawn · h2 white pawn · a1 white rook · c1 white bishop · d1 white queen · e1 white king · f1 white bishop · h1 white rook | a8 black rook · b8 black knight · d8 black queen · e8 black king · f8 black bishop · h8 black rook · a7 black pawn · b7 black pawn · e7 black pawn · f7 black pawn · g7 black pawn · h7 black pawn · c6 black pawn · f6 black knight · a4 white pawn · c4 black pawn · d4 white pawn · g4 black bishop · c3 white knight · f3 white knight · b2 white pawn · e2 white pawn · f2 white pawn · g2 white pawn · h2 white pawn · a1 white rook · c1 white bishop · d1 white queen · e1 white king · f1 white bishop · h1 white rook | 1 |
|   | a | b | c | d | e | f | g | h |   |